# 세계복음주의연맹

세계복음주의연맹(世界福音主義聯盟, 영어: World Evangelical Alliance, WEA)은 1846년 영국 런던에서 설립된 개신교 연합체이다. 활동의 목적은 전 세계 복음주의 기독교인들이 복음을 전파하고 협력하여 하나님의 사역을 수행하는 것이다. 세계복음주의연맹은 교단 연합체가 아닌 143개 국가 내 복음주의 교파들로 구성된 연합체의 모임이다. 정관에 따라 한 국가에서는 하나의 단체만이 연맹(alliance) 자격을 가진다. 원래 대한민국의 경우 한국기독교총연합회가 2009년 6월 9일 WEA에 가입했었다. 그러나 한국기독교총연합회는 현재 활동을 하지 않으며 한국복음주의협의회가 정회원으로 가입한 상태다. 현재 WEA의 본부 사무실은 뉴욕, 제네바, 본, 그리고 미국 트리니티 신학교에 있다. 복음주의의 정체성에 대한 여러 우려할 요소들이 있음에도 불구하고 대부분의 한국의 신학자들은 성경적이며 복음주의적 신학에 기초하고 있다고 평가하고 있다. 한국에서는 2025 WEA서울총회 조직위원회가 2024년 11월 15일 창립되었다. 2025년 8월, 굿윌 샤나(Goodwill Shana) 목사의 뒤를 이어 보투르스 만수스가 새로운 사무총장이 되었다. WEA 부의장은 유럽복음주의연맹 회장, 독일 루터교회 교단 출신 선교학자인 프랑크 힝켈만(Dr.Frank Hinkelmann)이다.

## 역사
이 단체는 1846년 영국 런던에서 52개 복음주의 교단이 모여 설립한 영국 단체인 복음주의 연맹에 그 기원을 두고 있다. 1912년부터는 세계복음주의연맹이라는 이름을 사용하게 되었다. 1951년에 네덜란드 자이스트에 있는 와드쇼텐(Woudschoten, Zeist))에서 열린 첫 총회에서 21개국 복음주의 지도자들이 현재의 세계복음주의연맹으로 확대해 창립했다. 2001년 쿠알라룸푸르 총회 이후 WEF는 세계복음주의연맹이 되었다. 2005년 WEA는 캐나다 지도자 제프 터니클리프의 지도 아래 공동 관리 체제를 갖추게 되었다. 캐나다 밴쿠버(리더십), 샌프란시스코(정보 기술), 워싱턴(출판물), 제네바(국제 관계)에 사무소가 개설되었다. 2006년에는 제네바에 있는 유엔에 사무소를 개설했고, 뉴욕에 사무소를 추가했다. 2018년에는 일리노이주 디어필드에도 본사를 설립했다. 2024년 현재 참여 국가가 기존 128개 국가에서 140개국 이상으로 확대되었다.

## 단체의 형성과 발전
WEA(세계복음주의연맹)는 1846년 교단 가입이 아닌, 각 단체가 국가별로 하나씩 개별적으로 가입하는 기구로 설립되었다. 본래 출발할 때의 이름은 'EA'(Evangelical Alliance'다. 1900년대 중반까지는 WEA의 창립멤버 기구인 영국복음주의 연맹(British Evangelical Alliance)을 중심으로 조직이 활동하였다. 
아신대의 역사신학자 박응규 교수의 논문에 따르면 WEA 설립이 이루어지게 된 배경은 근대 사회의 여러 변화들로부터 비롯되었다고 한다. 19세기 중엽의 산업혁명, 이에 따른 도시빈민층 발생, 노동력 착취, 도덕성 상실 등 많은 사회 문제들의 증가, 마르크스주의와 무신론의 대두, 이에 대응한 사회적 신앙운동은 WEA를 태동하게 하는 요인들로 작용하였다.
19세기 영국 성공회는 몇몇 복음주의 신앙인들의 불만을 효과적으로 해소하지 못한다는 평가를 받고 있었고, 스코틀랜드 자유교회(Free Church of Scotland)는 이러한 성공회로부터 분리되어 당면한 문제를 해결하고자 했으나 용이하지 않았다. 이후 광범위한 복음주의적 사회참여가 나타났다. 복음주의 연맹의 참여 세력은 존 웨슬리(John Wesley)와 조지 휫필드(George Whitefield) 의 영적 영향을 받은 유럽 각국의 복음주의자들이었다. 이후 유럽복음주의연맹(EuropeanEvangelical Alliance. EEA)으로 확장되었고, 나중에는 제2차 대각성 운동(The Second Great Awakening, 1791-1842)의 영향을 받은 북미의 복음주의자들까지 연대하게 되었다. 
1830년대 스위스 교회사학자인 장 앙리 도비네(Jean-Henri Merle D’Aubigné)는 복음주의자들에게 “형제협력단(fraternal confederation)” 구성을 제안하였고, 1843년에 스코틀랜드에서는 뉴욕시 장로교인 윌리엄 패튼(William Patton)이 영국 회중교인 엔젤 제임스(Angell James)에게 교회들이 동의할 수 있는 신앙고백(truths)을 도출할 수 있는 회의를 개최하자고 제안했다. 이 연속적인 토론과 기도 모임의 결과로 총회(General conference)가 1846년 8월 19일부터 9월 2일까지 런던에서 모이게 되었다.이것이 WEA의 시초다. 
박응규 교수에 의하면 복음주의자들이 처음으로 조직적으로 모인 런던대회 이후, 1846-1955년 사이에는 유럽과 북미에 지부 설립이 활발하게 나타났다. 이 운동을 주도했던 영국의 복음주의연맹은 교파와 지역을 초월하여 바른 복음주의적 신앙을 확산시키고 이 신앙 위에서 사회와 국가의 변화를 촉구했다. 이러한 노력을 통해 런던(1851), 파리(1855), 베를린(1857), 제네바(1861) 대회가 연이어 개회되었으며, 제네바 대회 이후에는 세계기도 주간이 시작되었다. 그리고 암스테르담(1867) 대회 이후에 뉴욕(1873), 바젤(1879), 코펜하겐(1884) 대회가 열렸으며 1891년에는 로마 가톨릭 국가인 이탈리아 피렌체에서도 국제대회가 개최되었다.
각 대회는 복음에 입각한 교회의 일치와 사역에 있어서 연합을 강조했으며, 유럽의 여러 국가에서 자행되고 있었던 로마 가톨릭의 정치적 억압과 독재에 맞서 신앙의 자유를 천명했으며, 그 영향을 여러 지역과 나라로 확산되었다. 또한 첫 대회에서 다루지 못했던 흑인들의 아프리카 귀환을 촉구하고 주일 노동 금지와 유흥산업의 규제 등을 포함한 주일 성수운동 등도 전개하였다.
복음주의연맹은 당시 형식화된 성공회 국가교회와 자유주의적인 신학이 지배적인 영국의 영적 상황과 제국주의에 따른 식민지배의 확장, 공산주의의의 등장 등 당시 유럽의 복잡한 정치 상황 속에서 결성되어 활동했음을 알 수 있다. 이 상황에 대해 문제의식을 느낀 성공회, 감리교, 침례교, 장로교, 회중교회 신자들이 조직적 활동에 나선 것이다.복음주의연맹은 무엇보다도 복음에 기초한 순수한 신앙을 확립하려 하였다. 그러한 면에서 복음주의연맹이 표방한 9가지 항목으로 구성된 신앙고백서는 중요한 의미를 지니고 있다.
이들의 초창기 신앙고백서 다음과 같은 개념들을 선포하였다. 9가지 항목은 '성경의 신적 영감과 권위와 자족성', '성경해석에 대한 개인적 판단의 권리와 의무', '신성의 동일성과 그 안에서의 위격적 삼위일체', '타락의 결과로 인한 인간 본성의 전적인 부패', '하나님의 아들의 성육신', '인류의 죄를 대속하기 위한 그의 사역과 그의 중보적 중재와 통치', '오직 믿음으로 말미암은 죄인들의 칭의', '죄인의 회심과 성황에서 성령의 사역', '영혼 불멸, 육체의 부활, 의인의 영원한 복과 악인의 영원한 벌이 주어지는 주 예수 그리스도에 의한 세상의 심판', '기독교 목회와 세례, 주의 성만찬 규례의 의무 및 영속성의 신적인 제정'으로 구성되어있었다.
복음주의연맹의 신앙고백은 성경이 신적인 계시로서 그 권위와 충족성을 강조하면서 성경의 가르침이 교회의 정체성과 일치를 이루는 데 있어서 핵심적임을 최우선적으로 선언했다. 또한 모든 개인 성도들이 성경을 해석할 의무와 권리를 강조함으로써 형식화된 국교회나 성경적인 가르침에서 벗어난 자유주의 신학과 구별하여 바른 권위와 교회체제의 근거를 제시하고자 했다. 또한 삼위일체 교리와 인간의 전적타락, 그리스도의 대속적 사역, 성령의 사역,예수 그리스도에 의한 심판으로 인한 의인의 영원한 복과 악인의 영원한 벌, 그리고 목회와 성례의 신적인 제정을 강조함으로 교회가 수행해야 할 사역들이 인간적인 활동이 아닌 복음의 기초 위에서 하나님께서 친히 제정하신 방식과 목적대로 시행되어야 함을 천명한 것은 중요한 의미가 있다.
이와 같이 복음주의연맹은 신학적 정체성을 분명히 하면서 대외적인 활동을 위해 여러 차례의 대규모 대회뿐 아니라, 기관지로서 「복음주의 기독교세계」 (Evangelical Christendom)을 발간해 운영하였다. “19세기 영국의 복음주의 교회들이 결성한 복음주의연맹의 신앙고백과 연합활동은 당대의 여러 도전들 앞에서 교회의 정체성을 재확인하고 이에 동의하는 전세계교회들과 하나 됨을 나타내려 했던 의미 있는 시도”였다고 평가할 수 있다. 영국 복음주의자들의 주된 관심은 복음을 선포하고, 확장하는 데에 있었다.
1855년에는 유럽 각국의 복음주의자들도 터키의 콘스탄티노플에 모여 연합체를 구성했고, 1867년 불가리아에서는 침례교도, 감리교도, 회중교인들이 함께 연맹을 발족했다.
이런 가운데 매우 중요한 교회사 연구자로 현재까지도 손꼽히고 있는 신학자인 필립 샤프(Philip Schaff)는 복음주의연맹의 정신적 지주 역할을 감당했는데, 그의 신앙은 독일 경건주의 신학에 뿌리를 내리고 있었다. 또한 그는 1872년 복음주의권의 연합을 독려했다. 그가 지향한 바는 다채로운 기독 공동체를 통합하는 조직이나 기독교인이라면 일반적으로 믿는 것을 토대로 또 다른 단체를 결성하려는 것이 아니었다. 그는 진정한 복음주의, 모든 그리스도인이 지향해야 하는 보편적 신앙(catholic spirit)을 추구하는 것이었다. 이것은 신조를 포기하는 것을 의미하지 않는다. 그는 사도신경, 니케아 신조로 표현되는 보편적 일치(ecumenical consensus)를 강조했다. 이것은 곧 신앙적 일치를 의미한다. 그는 복음주의를 일종의 공동 신앙고백 일치로 인식하고, 복음주의 연맹의 방향을 지도했다. 신앙이 다르면 결국 연대의 의미가 없다는 내포이다. 그는 조직에 있어서는 오히려 모든 그리스도인들이 다양한 교파 안에 속할 것을 역설했다. 그는 가톨릭의 통일성과 개신교의 자유로운 성경 해석이 조화를 이루는 것이 좋다고 보았다. 이에 따르면 교회사는 천주교 교회의 통일적인 지도로 교회들이 잘 성장하다 타락했고 이것을 종교개혁이 잘 극복했으며 이후 미국에서 개신교 교단들이 너무 분열되는 양상은 가톨릭 교회의 장점인 통일성, 조직의 일체성을 보완할 필요성을 많은 교회 지도자들이 자각하게 하였다. 필립 샤프는 이러한 역사적 흐름을 지적하였다.
영국의 복음주의 교회들을 중심으로 시작된 복음주의연맹은 1912년 런던 대회에서 세계복음주의연맹(World Evangelical Alliance, WEA)로 확대 및 개편하고 1951년까지 유럽의 여러 국가들과 미국의 지원을 통해 활동하였다.
1950년대, 복음주의연맹은 새로운 전환기를 맞이하였다. 이전까지는 주로 영국을 중심으로 유럽의 복음주의자들의 연대기구의 역할을 미약하게 감당했다. 일종의 영국 연맹(British Alliance) 수준이었다고 할 수 있다. 그러나 두차례의 세계대전을 거치면서 별다른 영향력을 끼치지 못한 채, 주춤하는 양상을 보였다.
그러나 전후 유럽 안에서는 다양한 복음주의자들의 연대 기류가 나타났다. 이 흐름을 타고 1942 미국복음주의협회(National Association of Evangelicals, NAE)가 세인트루이스에서 발족되었다. 이 연합체는 위대한 신학자 칼 헨리(Carl Henry), 헤롤드 옥켄가(Harold J. Ockenga), 헤롤드 린셀(Harold Lindsell)과 자선 사업가인 하워드 퓨(Howard Pew) 등이 중심이 되어 결성되었다.
이후 WEA, WEA의 핵심 회원단체인 미국복음주의협회는 불규칙적으로 유럽, 미국에서 활동 자금 지원을 받다가 빌리 그레이엄, 헤롤드 오켄가에 의해 전국적인 조직을 갖추게 되었다.
1950년 전세계 복음주의자들의 더 본격적인 연대를 위하여 영국복음주의연맹과 미국복음주의협회가 두 차례 Kent와 Boston에서의 모임을 가진 이후, 1951년 1월 네덜란드 본드쇼텐(Woundschoten)에서 국제위원회(international committee)가 모였다. 이들은 새로운 연합체인 세계복음주의협의회(World Evangelical Fellowship, WEF) 설립을 제안했다.
국제위원회는 8월, 세계 복음주의 대표자들을 초청하여, 네덜란드 본드쇼텐에서 21개국 91명이 국제 복음주의 창립총회를 개최하였고, 대의원들은 세계복음주의협의회(WEF) 설립을 승인했다.두 명의 성공회 신학자 잭 다인(A. Jack Dain)과 존 스토트는 성경에 기반한 삼중 목적(threefold purpose)을 기안했다. 첫째, 복음 전파, 둘째, 복음의 변호와 확증,셋째, 복음 안에서의 교제다.
결국 1951년 네덜란드에서 21개국 대표들이 모여 '세계복음주의신우회'(WEF, 오늘날 WEF와는 다른 단체)가 조직되었고 더 폭발적인 성장을 하기 시작했다. 이후 1975년부터 전재옥 교수(이화여대)가 한국에서 시작한 선교위원회와 1980년 이후 브루스 니콜스(Bruce Nicoles)가 이끄는 신학위원회가 활약하면서 개발도상국 선교에 집중하게 되었다. 
WEA 신학위원회는 1968년부터 설치되었다. 총신대 신학대학원의 역사신학 교수 박용규에 따르면 브루스 니콜스, 매우 세계적인 성서학자였던 D. A. 카슨, 페터 바이어하우스, 존 스토트, 데이비드 웰스(신학자), 로봉인, 아시아 선교 운동의 뛰어난 리더로 칭송받았던 조동진과 같은 학자들이 참여하여 신학 연구에 매진하였다고 한다. 
1960년대에서 1980년대에 이르기까지는 브루스 니콜스가 가장 주축이 되었다. 이 기간 동안 제3세계와 북아메리카 지역 등에 많은 복음주의 신학교들이 설립되고 상당수의 복음주의자들이 보수적이면서도 열린 대화와 사고를 강조하는 복음주의 운동에 뛰어들었다. 1986년에서 1994년까지는 신학위원회 지도자를 맡은 수미트라가 조직을 비약적으로 발전시켰다. 그는 에반젤리컬 리뷰 등 학술적 자료들을 더 많이 간행하도록 하였다. 이 당시는 케넷 칸저, 제임스 패커, 손봉호, 로널드 사이더 등 저명한 복음주의 기독교 리더들이 중심에 서서 신학 발전을 이끌고 복음주의 신학을 더 널리 보급하였다. 이들은 윤리와 사회 문제, 선교와 복음전도, 주해설교, 가난한 자들의 복음전도, 기독교적 삶과 문화 등 다양한 주제에 대해 관심을 가지고 임하였다.
2000년대 초반에는 한국인 신학자 로봉인이 중심이 되어 신학위원회를 이끌었다.2003년에는 김재성 같은 떠오르는 신예 칼빈주의 신학자들이 신학위원회에 나타나기 시작했으며 한국인 신학자들의 성과와 활발한 활동을 인정받아 2005년 WEA는 한국복음주의신학회와 함께 신학 토론회 및 발표를 진행하였다.
1982년에 데이비드 하워드(David M. Howard)가 사무총장이 되었다. 그는 조직을 재정비하고 국가별 복음주의 연맹들과 협력을 강화하는 동시에 본부를 미국에서 싱가포르로 옮겼다. 1992년 마닐라에서 필리핀인 복음주의 지도자(Augustin Jun Vencer)가 리더십을 이어 받아 9년 동안 업무에 임하였다.
이후 2001년 말레이시아 쿠알라룸푸르에서 열린 총회에서 WEA로 개명하고, 다시 본부를 미국으로 옮겼고 프랑스계 미국인, 데이빗 디터트(David Detert)가 사무총장으로서 책임을 맡았다. 중앙본부도 아시아에서 미국으로 이전했다. 2001년 WEA는 게리 에드몬드(Gary Edmonds)에게 WEA 운동을 종합적으로 평가해 달라고 요청했다. 2002년 WEA 국제위원회가 영국에서 모였고, 그에게 새로운 사무총장을 맡아 줄 것을 요청했다. 그는 사무총장직을 맡고 WEA 채무를 줄이기 위해 휘튼 사무소를 폐쇄하고 시애틀로 사무실을 이전하였으며, 싱가포르에 있던 자산을 팔아 WEA가 부담한 부채를 줄였다. 그는 WEA를 새롭게 발전적으로 갱신하기를 원했으나 그의 계획이 반대에 직면하여 실행에 옮겨지지 못했다. 2004년 그는 사임했고 WEA는 리더십의 위기와 재정 위기가 동시에 발생되었다.
이후 제프 터니클리프(Geoff Tunnicliffee)박사가 2005년 WEA 의장에 취임했다. 2009년에 한국을 방문했다.  제프 터니클리프는 10년 동안 쉬지 않고 100개국 이상을 방문하였으며 만장일치로 재선된 인물이다. 수단, 시리아, 콩고 내전 중재를 위해 노력하였다. 로잔 대회와 WEA가 더 긴밀하게 협력할 수 있도록 하였고 로완 윌리엄스 등 세계적인 기독교 지도자들과 교류하며 국제 네트워크를 개선하였다.
2019년 동성애는 성경에서 죄로 규정하고 있음을 자타르타 총회에서 결의하였다. 
이후 할렐루야교회 담임목사이자 한국 교계의 원로 지도자인 김상복 목사, 텐데로 주교, 토마스 슈마허 대주교, 굿윌 샤나 박사(현재 의장) 등이 차례로 의장을 맡았다.
김상복 목사는 신학자로서 워상턴신학대학 등에서 강의하면서 신론, 조직신학, 교회론, 교회간의 연합, 이단과 정통에 대한 다양한 연구들을 진행해왔었다. 아신대 조직신학 교수도 지냈다. 또한 목회자로서도 활발한 활동을 했다. 미국에서 10년이 넘는 세월 동안 여러 교회를 개척하거나 담당하였다. 교회, 각 교단간의 대화에도 적극적으로 임하였다. 김상복 목사는 세계교회협의회(WCC) 부산 총회 준비위원회 부위원장, 세계복음주의연맹(WEA) 사무총장 등을 역임하였다. 이뿐만 아니라 한국교회의 대표적인 원로 목회자 중 한 사람으로서 아시아복음주의연맹(AEA 임원, 한국복음주의협의회(KEF) 고문, 주기철목사 기념사업회 명예회장 등도 두루 거쳤다. 김장환 목사처럼 미국교회와 한국교회를 연결하고 미국의 주요 정재계 지도자들과 한국교회 사이에 다리를 놓기도 하였다.
그는 WEA 사무총장으로서 세계복음주의연맹의 국제 네트워크를 확대하고 반기독교적 정서, 기독교 박해에 대해 적극적으로 대응하였다.
후임인 텐데로 주교는 필리핀에서 개신교 교회의 영향력을 강화하고 사회에 선한 영향력을 끼치는 것을 위하여 노력했으며 WEA 조직이 없는 60개국에 조직을 건립하는 계획을 수립하였다.
탠데로 주교의 후임으로 취임한 토마스 슈르마허는 독일 성공회 계열 교단의 대주교로 산학자이자 선교학자이자 비교종교학자로서 오랫동안 신학위원회에서 일했다. 슈르마허가 오랫동안 활약한 성공회 교단은 전통적인 성공회로부터 독립하여 더 보수적이고 복음주의적인 길을 모색하는 정통 교단이다.
그는 세계적인 보수 복음주의 신학자 피터 바이어하우스의 수제자로 알려져있다. 피터 바이어하우스는 WCC 내의 극단적인 자유주의자, 종교다원주의적 성향이 있는 것으로 의심되는 사람들을 정면으로 비판하였으며 종교간 대화에 대해 상당히 보수적인 인물이었다. 토마스 슈르마허 또한 기본적으로 이러한 스승의 사상을 이어받았다. 슈르마허는 사무총장 취임 이후 가톨릭 교황청과 자주 소통했고 정교회와 적극적으로 협력하였다. 또한 가톨릭 주교회의의 일원, 유대교 랍비가 세운 종교자유 보호 단체 회원이다.((단체 자체는 유대교 단체가 아님) 유대인 랍비가 설립한 단체는 유대교와 상관없이 모든 종교에 대한 박해를 감시하고 종교의 자유를 옹호하는 단체이기 때문에 종교다원주의의 사례로 보기 어렵다.
토마스 쉬르마허는 동시에 복음주의가 포기하면 안되는 가치를 수없이 언급하며 가장 분명하게 '확실한 복음주의 기독교' 노선을 걸었다. 이슬람 신자들에게 평화로운 방법으로 선교하여 만명 단위 이상을 기독교인이 되게 하는 기염을 토하기도 하였다. 토마스 슈르마허의 이슬람권 학자들과의 소통, 이슬람권에 대한 선교는 WEA 홈페이지에서 그의 'Communio Messianica' 활동 이력을 통해 확인할 수 있다. 따라서 슈르마허가 국제이맘공회의 이슬람 성직자들에게 최고의 찬사를 받고 프란치스코(교황)의 가장 신뢰하는 개신교인이라는 단편적 사실만으로 비판을 해서는 안된다는 의견도 나오고 있는 상황이다. 즉, 표면적 사실이 전체로 확대해석될 수 없다는 것이며 맥락을 살펴야 한다는 것이다. 이에 대한 자세한 사항은 아래의 6번 항목에서 확인할 수 있다.
쉬르마허 대주교는 인권 문제도 오랫동안 연구했으며 2021년에 WEA 의장에 취임해 2024년까지 일했고 WEA 인권 대사로도 활약했다. 종교의 자유와 인권, 선교에 대한 전문가로 오랫동안 대학교에서 강의도 했다. 유엔 준회원인 국제인권협회 회장이자 국제종교자유연구소 회장이다. WCC(세계교회협의회)의 회원으로서 '비판적으로' WCC에서 복음주의의 입장을 대변하였으며 유럽의 신앙의 자유와 안보 연구소의 회원으로 인권 문제에 대한 글로벌 논의에 참여하고 있다. 100권이 넘는 책을 썼고 이 책들은 18개국 언어로 번역되었다.
역사적으로는 성경무오협회와 성경무오설을 표준으로 선포한 시카고 선언도 WEA에 큰 영향을 미쳤다. 박용규 교수는 다음과 같이 그의 논문에서 말하였다. '미국 복음주의운동의 지도자들과 전세계복음주의 신학자들이 중심이 되어 시카고에서 국제성경무오협회가 결성되었다.98 국제성경무오협회(theInternational Council on Biblical Inerrancy, ICBI) 소속 300명이 넘는 복음주의 지도자들이 1978년 10월 26-28일 일리노이 시카고에 모여 시카고 성경무오 선언(the Chicago Statement on Biblical Inerrancy)을 발표했다. 이들 참석자들 모 두 WEA(세계복음주의연맹), NAE, ETS와 직간접으로 관련이 있는 학자들이었다. 국제성경무오협 회는 성경의 완전무오를 변호하는 모임이었다. 그들이 작성한 1978년 시카고 선언은 성경의 영감과 성경의 무오성에 대한 자유주의 도전에 맞서 역사적 성 경관을 변호하는데 그 목적이 있다. 로버트 브루스(Robert Preus), 제임스 몽고 메리 보이스(James Montgomery Boice), 케넷 칸저(Kenneth Kantzer), 제임스 패커(J. I. Packer), 프란시스 쉐퍼(Francis Schaeffer), 스파라울(R. C. Sproul), 그리고 존 맥아더 (목사)(John F. MacArthur)를 비롯한 미국 내에 상당히 영향력 있는 목회자, 신학자들이 서명했다. 존 우드브리지 박사도 서명자 가운데 한 명이다.'
시카고 선언의 내용은 다음과 같다. '성경은 그 전체가 다 축자적으로(verbally) 영감되었기 때문에 그 모든 가르 침에 있어서-창조에 있어서의 하나님의 행하심이나, 세계사적인 사건이나. 그 스스로의 문학적 기원이나, 개인 생활에 있어서의 하나님의 구원의 은혜에 대한 증거에 있어서 아무런 오류가 없다.' '우리는 성경이 하나님이 영감으로 주어졌기 때문에 무오하며, 따라서 우리를 오도하기는 커녕 그것이 취급하는 모든 문제에 있어서 진실하고 신빙할만하다는 것을 주장한다. 우리는 성경이 주장하는 바가 불오(infallible)하면서 동시에 유오(errant)할 수 있다는 주장을 부인한다. 불오(infallibility)와 무오(inerrancy)는 구별되기는 하나, 분리될수없다.'
성경무오에 대한 시카고 선언은 미국의 전설적인 신학자들인 찰스 호지와 벤저민 워필드와 같은 인문들이 천명하고 역사적 칼빈주의 전통이 그대로 계승해온 매우 보수적인 입장을 받아들였으며, 국제성경무오협회, WEA의 보수적인 성경관은 1987년 복음주의선언에서도 그대로 나타난다. WEF, NAE, ETS는 이와 같은 성경의 완전 무오성을 비롯한 역사적 기독교 신앙전통을 분명히 자신들의 신앙고백에 담고 있다. 성경의 무오성은 물론 동정녀 탄생, 대속의 죽음, 육체적 부활을 비롯한 과거 1910, 1916, 1923년 미국 북장로교가 천명한 다섯 가지 근본 신학 원리를 그대로 계승하고 있다. 심지어 성경의 무오성을 믿지 않는 자들은 회원으로 받지 않고 있으며, 미국의 신약하자 로버트 건드리는 성경무오성을 믿지 않는다고 밝혀 회원에서 탈퇴해야 했다고 총신대 역사신학자 박용규는 밝히고 있다. 
성경에 대한 이러한 실천적 규범은 WEA가 신학적으로 상당히 개방성을 보여주게 된 이후로도 크게 변하지 않았으며 WEA 전체의 역사적 발전을 견인하였다.

## 현황
2024년 현재 설립 178주년을 맞았다.
전세계적으로 활발한 활동을 하고 있다. 세계복음주의연맹과 연관된 협력 조직 중 가장 대표적인 곳은 미국의 '미국복음주의협회'(NAE)이다. 현재 NAE에는 하나님의 성회, 복음장로교회(미국), 구세군, ECO(교단), 북미주개혁교회, 웨슬리안 교회, 세계선교연대 등의 교단들이 가입한 상태다. 교단 수는 40개 이상이고 4만 5000개의 교회와 단체가 속해있다. NAE는 환경, 이민 정책과 관련해 정부에 제안하기도 하며 2020년 최초의 유색인종 출신 회장을 탄생시켰다.
미국복음주의신학회(ETS)도 매우 중요한 단체로 손꼽히고 있다. 박용규 총신대 신학대학원 교수에 따르면 미국복음주의신학회(ETS)는 복음주의 신학 발전에 지대한 공헌을 이룩하였다. 이에 따르면 1949년 미국 고든신학교 에드워드 달그리쉬(Edward R. Dalglish)가 중심이 되어 신시내티에서 조직된 미국 복음주의신학회(ETS)는 처음 미국내 복음주의신학자들의 활동의 중요한 토론과 교제의 단체였으나 점차 전세계복음주의자들이 참여하는 신학회로 발전했다. 초대 회장에는 미국 칼빈신학교 교수 부마(Clarence Bouma)가 회장에 선임되었다.
미국 ETS에는 미국 웨스트민스터 신학교, 미국 칼빈신학교, 리폼드 신학교, 카버넌트 신학교, 트리니티 신학교를 비롯한 거의 모든 보수적인 신학교 교수들이 회원으로 가입하여 활동하고 있다. ETS는 성경의 무오성을 믿는 사람이나 학교를 회원으로 받고 있고, 그런 신학교와 신학교 교수들이 참여하여 활동하고 있다. 이들은 다음과 같이 고백했다. '오직 성경만이, 그리고 성경의 전체가 기록된 하나님의 말씀이며, 그러므 로 원본에 있어서 오류가 없는 정확무오한 하나님의 말씀임을 믿는다.' '하나님은 성부, 성자, 성령 삼위일체 한 분 하나님이시며, 삼위일체 하나 님의 신성의 단일성과 권능과 영광에서 동등하심을 믿는다.'
미국복음주의신학회는 1970년대 “성경무오”에 대한 논쟁이 있었다. 1983 년에는 성경의 완전무오를 믿지 않는 로버트 건드리(Robert Gundry)를 회원에 서 제명하였다. 일부 지도자들이 이 문제에 대해 개방적인 정책을 채택하려고 했으나 전 회원들이 전통적인 성경무오입장을 취하기로 하였다. 미국복음주 의신학회는 1958년부터 복음주의신학회 저널(The Journal of the Evangelical Theological Society)을 간행하고 있으며, 현재 4천부 이상을 발간하고 있다.
이밖에도 다양한 단체들이 세계복음주의연맹에서 활동하고 있다.
세계복음주의연맹은 파리올림픽에서 최후의 만찬 패러디를 통해 기독교를 조롱한 것을 공식적으로 비판하였다. 그리고 올림픽에서 지나치게 다양한 젠더를 드러내고 여성경기에 성별이 불분명한 사람이 출전한 것 역시 비판하였다.
북한내의 종교박해 실황을 분석하여 2024년도에 국제기구에 제출하였다. 북한 실태 보고서를 자세하게 서술하여 발표하고 있다.
2024년 4월 건강상의 이유로 토마스 슈르마허 사무총장이(독일 성공회 주교) 사임한 이후 짐바브웨 교회 출신 굿윌 샤나 목사가 사무총장직을 겸하게 되었다. 프랭크 한켈만은 부의장으로 선임되었다.
한켈만은 루터교 목사이고 암스테르담 자유 대학교에서 공부하였다. 독일 마틴 부처 대학교, 오엠 선교회 등에서 활동하였다.
일설에 의하면 현재 토마스 슈마허 대주교가 의장을 사임한 이후 선거를 통한 선출 없이 굿윌 샤나 의장이 의장직을 맡은 것이기 때문에 내부에서 반발도 있다고 한다. 따라서 다음 WEA 지도자는 이러한 리더십 문제를 잘 해결할 필요성이 있다.
이러한 상황 가운데에서 WEA 2025년 총회 개최지를 찾고 있으며 한국이 유력한 개최지로 검토되고 있다. 세계복음주의연맹은 6대륙을 돌아다니며 대회를 개최한다. 이미 최근 총회 두 번은 모두 아시아에서 진행했었다.(태국, 인도네시아)
2024년 10월에는 세계복음주의연맹 부의장 한켈만 목사가 한국을 찾을 것으로 예정되어 있다. 여의도순복음교회와 연세대에서 전쟁 반대 메시지, 선교에 대한 메시지를 전할 계획이다.
예정대로 프랭크 한켈만 부의장이 2024년 10월 23일~26일에 한국을 방문해 CGI 컨퍼런스에서 강연하였다. 그는 우크라이나 전쟁 종식, 한반도 평화를 촉구했다. 이 대회는 전세계 오순절교회 교단 소속 교회들의 대규모 행사로 1970년대부터 치러지고 있으며 목사 1000~1500명, 일반 성도 포함 1만명이 참여했다. 교회의 양적 성장에 발맞추는 질적 성장에 대해서도 논하는 대회다. 한국 최대 교단 연합체인 한국교회총연합도 함께했다.
또 2024년 10월 1일에는 WEA와 전세계 성공회를 대표하는 세계성공회공동체(Anglican communion)가 함께 힘을 합쳐 아프리카 에리트레아가 종교로 인해 교도소에 수감된 사람들을 석방해야 한다고 강력히 촉구하는 입장을 내놓았다.  
영국 성공회(잉글랜드 국교회)를 본부로 두고 있는 세계성공회공동체는 2018년에는 WEA와 함께 지구 환경의 창조질서 보존을 바라며 하나님께 공동예배를 드리기도 했다. 이들 단체들의 예배는 2010년에 전세계 복음주의 교회들이 모여 발표한 케이프타운 선언의 다음과 같은 고백에서 비롯된 것이다. ''지구는 그리스도에 의해 창조되고 유지되고 구원되었습니다. 우리는 창조, 구원, 상속의 권리로 그리스도에게 속한 것을 남용하면서 하나님을 사랑한다고 주장할 수 없습니다. . .예수께서 온 땅의 주님이시라면, 우리는 그리스도와의 관계를 땅과 관련하여 우리가 행하는 방식에서 분리할 수 없습니다. '예수님은 주님이시다'라고 말하는 복음을 선포하는 것은 땅을 포함하는 복음을 선포하는 것입니다. 그리스도의 주권은 모든 창조물 위에 있기 때문입니다. 따라서 창조물 보호는 그리스도의 주권 안에서 복음의 문제입니다.” 이는 환경을 지나치게 숭상하는 것과는 거리를 두는 선언으로 환경을 하나님 중심적 관점, 창조질서의 관점에서 보는 것이라고 신학자들은 평가하고 있다.
2024년 11월에는 세계복음주의연맹(WEA), 세계교회협의회(WCC), 기타 기독교 단체들이 협력하여 아르메니아 인근 지역에서 아르메니아 기독교인들을 함부로 대하는 아제르바이잔 군인들의 행태를 규탄하였다. 
2024년 11월 11일 대한민국 사랑의교회에서 세계복음주의연맹(WEA) 총회 유치를 하기로 결정되었다. 세계복음주의의 178년 역사상 최초로 조직위원회도 출범시킨다. 사랑의교회 오정현 목사는 총회 유치를 기자회견을 통해 알렸다.
2025년에 열릴 WEA 서울총회에서는 세계 복음주의 확산을 위한 방안 및 선교 현장에서 사역하는 선교사들에 대한 보호, 부관인권 등의 주제를 다룰 예정이다.
사랑의교회와 여의도순복음교회는 11월 15일 세계복음주의연맹 총회 유치 감사예배를 드리기로 결정하였다.
사랑의교회가 속한 교단에서 운영하는 광신대학교에서 국민일보 전면광고를 통해 사랑의교회를 에둘러 비판하는 글을 실었다. 그러나 주관적 근거로 인하여 설득력이 없다는 지적이 이어지고 있다. 특히 사무엘 WEA 총무를 친이슬람이라고 비판한 것이 대표적으로 지적되는 사항이다.  
한때 한국 개신교를 대표했으나 이단 기독교 교단들을 받아주고 온갖 논란들을 발생시켜 이제는 소수 교단만 회원으로 남은(한국 전체 개신교인 중 3%만 대표) 기독교 연합단체 한국기독교총연합회가 사랑의 교회와 WEA를 모두 비판하는 성명을 발표했다. 
한국기독교총연합회는 과거에 오히려 세계복음주의연맹(WEA)를 지지했었다. 그러나 내홍을 겪으며 WEA에 대한 이 단체의 입장은 변화를 맞이한다. 더 극단적이고 왜곡된 보수주의를 주장하는 몇몇 사람들에 의해 WEA에 대한 논의 역시 왜곡되기 시작했다. 이 단체의 성명에 대한 비판 역시 아래의 6번 단락에 설명되어있다. 
2024년 11월 13일 기독일보도 반대하는 사설을 실었다.기독일보는 재림주 의혹과 범법 혐의들로 인해 한국에서 이단성이 있다는 판정을 받은 장재형 목사(크리스천투데이)와 관련있는 언론사다. 세계복음주의연맹에서 교류를 단절했다.
2024년 11월 17일에도 기독일보는 WEA 총회가 열리는 것에 반대하는 사설을 게재하였다. 
그러나 사설의 내용과 달리 이미 2010년대 이전부터 WEA는 가톨릭과 신학적으로 교류하고 있었으며 이는 매우 신중한 입장을(비판도 전제로 한) 유지한 채로 지속되었다. 또 WEA 의장이 이슬람 장로와 만난 것은 가톨릭보다도 협력 수준이 약한 것이다. 인종차별, 혐오 방지를 강화하자는 것이지 교리적으로 합의를 하려 한 것이 아니가 때문이다. 이와 같은 협력은 예전의 한기총, 현재의 한국교회총연합에서도 비슷하게 한 것이다. 더 거슬러 올라가면 3.1 운동도 그리스도인과 타종교인들이 사회적 의제에 있어 의견을 함께한 사례다.
그리고 한기총은 세계복음주의연맹과 교류를 안하고 있으며 한국복음주의협의회도 회원이었으므로 '한기총이 유일한 회원이었다'라는 말은 사실이 아니다. 한교총도 한기총처럼 세계복음주의연맹과 협약을 체결하려 준비하고 있다.
2024년 11월 13일 한국 최대 정통 개신교 연합체인 한국교회총연합이 WEA 총회 서울 개최를 돕기로 결정하였다. 
2024년 11월 15일 사랑의 교회와 여의도순복음교회가 세계복음주의연맹 총회 유치 감사 예배를 드렸다. 이 예배에서 교계 지도자들은 교회의 일치와 화합을 강조하였다. WEA의 지도자들은 성경의 절대성과 동성애 반대를 강조하였다. 
세계복음주의연맹 조직위가 출범했다. 조직위원회는 이 행사에 대한 우려는 상당 부분 오해에서 비롯되었다고 밝혔으며 언제든 대화할 준비가 되어있다고 기자회견을 진행했다. 그러나 동시에 신학자들을 중심으로 굿윌 샤나 사무총장이 신사도운동과 연관되어 있는지 철저히 연구할 것이라고 밝혔다. 토마스 슈마허 전 사무총장이 가톨릭, WCC와 매우 친밀했던 것은 사실이지만 이미 사임했다고 하였다. 사실 토마스 슈마허 사무총장은 굿윌 샤나와 달리 이단성 의혹은 없고 신학적 견해가 일부 보수 장로교 교단과는 맞지 않는 것에 가까운 인물이다. 
2024년 11월 15일 한국 최대 보수 기독교 교단인 대한예수교장로회 합동의 기관지 '기독신문'에서 WEA로 인한 논쟁이 교단내에서 과열될 것을 우려하는 사설을 실었다. WEA 찬성파와 반대파 모두 정확한 근거를 제시할 것, WEA 총회가 교단 분열의 씨앗이 되지 말 것을 촉구하고 있다. 
주요 기독교 교계 언론 중 하나인 '아이굿뉴스'는 WEA에 대해 우호적인 논조로 보도하였다. 기사에 따르면 '현재 WEA에는 논란이 될 만한 의제가 없으며, 한 때 신학적으로 혼란을 초래한 인물이 퇴출되고 없다”고 한다. 국제신학대학원대학교 부총장은 WEA에 대해 설명하며 “굿윌 샤나 의장에 대한 신사도운동 의혹도 있지만, 영어 표현에 대한 오해에서 비롯된 것”라고 밝혔다고 보도하였다. 
2024년 12월 2일 한국 3대 개신교 교단 연합체인 '한국교회연합'이 WEA 총회 개최를 환영한 목사, 신학자, 교회들을 크게 비판하는 성명을 발표했다. 이 단체는 김노아 목사 신격화 의혹으로 이단이라고 비판받는 교단, 자칭 재림주 의혹이 있는 장재형 목사의 교단, 구원론 이단 논란이 있는 전태식 목사의 교회를 공식적으로 '환영'하며 회원으로 받아준 곳이다. 이뿐만 아니라 회원 교단들도 한국교회총연합에 비해 '한국교회를 대표한다고 어려울 정도로' 적은 편이다. 
자칭 재림주 논란으로 인해 이단성 의혹에 시달리고 있는 세광중앙교회 김노아 목사가 WEA를 비판한 단체인 '한국교회연합' 회장에 추대되었다. 김노아 목사는 대한예수교장로회(합동) 교단으로부터 '참여금지', 한국 3대 개신교 연합체 중 하나인 한국기독교총연합회 회원 교단들로부터 만장일치로 '이단'으로 판정받았다. 이단성 논란으로 인해 미국 대학에서 명예박사 학위 수여를 취소된 인물이기도 하다.   
2024년 12월 25일 미국 최대 복음주의 교회 중 한곳의 목사이자 교계 지도자로 널리 알려져있는 릭 워렌이 2025년 WEA 서울 총회에 참석하겠다고 사랑의교회 성탄절 영상 축사 때 언급하였다. 미국 장로회(PCA) 교단 피터 릴벡 총무도 WEA 총회 개최를 축하하는 성탄절 특별 영상을 사랑의교회에 보내왔다.
2025년 1월 17일 한국기독교총연합회는 WEA의 사무엘 창 총무가 친이슬람, 친중 성향이라고 비판하는 성명서를 발표했다. 대한예수교장로회 합동 교단 소속 1300명 목사들도 WEA의 창 총무가 친이슬람이라고 비판하는 성명을 발표했다. 친중 성향이라고 맹공격하는 근거가 창 총무의 국적, 가정교회를 방문하지 않은 것인데 이는 자칫 잘못하면 인종차별적, 국수주의적 비판이 될 수 있다는 지적이 이어지고 있다. 그리고 WEA 총무가 가정교회를 비밀리에 방문할 가능성, 중국교회와 북한교회와의 상당한 차이를 고려하지 않은 것도 성명서의 한계로 언급된다. 친이슬람 의혹에 대한 반박은 글 하단에서 자세히 분석할 WEA-이슬람 협력의 범위, 3.1 운동의 의미, 한기총과 타종교 간의 밀접한 교류 등으로 반박 가능하다.
기독일보 또한 1월 21일에 앞서 언급한 단체들의 비판과 비슷한 내용의 사설을 실었다. 기독일보와 연관성이 있는 것으로 지적되는 교단(이단성 논란이 있음)에 대해서는 6번 항목에서 자세히 다루고 있다. 해당 교단은 한국내에서의 논란, 해외에서의 논란 등으로 WEA와의 교류가 단절된 것으로 보인다고 전문가들은 지적하고 있다. WEA, WEA와 연관된 정통 기독교 단체들에 대해 '돼지 목에 진주를 던져준다'라며 매우 강도높게 비판하였다. 또한 여전히 한국기독교총연합회 혹은 한국교회연합만이 WEA의 정회원이고 한국복음주의협의회 등은 정회원이 아닌 것처럼 주장하고 있다.
2025년 2월 14일 한국 각 정통 교단들에서 활동하는 유명한 신학자들과 목회자들이 주축이 된 단체인 '한국복음주의협의회'가 WEA를 변호하는 성명문을 발표하였다. 이들은 WEA가 한국의 보수주의 교회들도 받아들일 수 있는 신학적 틀 내에서 신학을 받아들이는 곳이라고 강하게 주장하였다. 주로 한국의 많은 정통 교단, 세계적인 정통 복음주의 교단과 신학자들이 WEA에 참여한다는 사실, WEA의 역사를 중점적으로 언급하며 논증하였다. 이 단체의 신학자들은 논증 과정에서 예시로써 고대교회의 지도자 아우구스티누스가 비슷한 맥락의 논쟁에 대처했던 일화를 소개하기도 하였다.   
2025년 2월 24일쯤에 WEA 서울총회 홈페이지가 열렸다. 이 홈페이지는 WEA에 대해 자세히 소개하고 있다.
홈페이지에 따르면 CTS기독교TV, 기독교방송(CBS), C 채널, 국민일보, 기독교연합신문(아이굿뉴스, 대한예수교장로회(백석) 교단 기관지), 한국교회총연합, 한국복음주의협의회(WEA 정회원), 한국복음주의신학대학협의회, WRF(세계개혁주의협의회)가 협력기관으로 WEA를 돕고 있다.
동시에 WEA 서울총회 조직위원회에는 8명의 신학자가 참여하기로 결정되었으며 이중 6명이 총신대학교 출신이다. 성결대학교 김상식 총장, 김영우 전 총신대학교 신학대학원 교수, 안한나 횃불트리니티신학대학원대학교 교수, 오덕교 횃불트리니티신학대학원대학교 총장, 박명수 서울신학대학교 교수, 김재성 국제신학대학원대학교 교수, 이승구 합동신학대학원대학교 교수, 웨스트민스터성경연구소 소장 이국진 박사가 신학위원회에 참여해 신학 연구를 지속적으로 이어가게 되었다. WEA 서울총회 조직위원회 국내기획 담당으로는 사랑의교회 주연종 목사, 고영용 목사가 내정되었다. 국제네타워크 자문은 장세규 목사가 맡았다. 해외 교회 중에서는 워싱톤중앙장로교회 류응렬 목사, 새생명비전교회 강준민 목사, 어바인 베델교회 김한요 목사 등 여러 목사들이 WEA 조직에 직접적으로 참여하기로 결정되었다. 고문으로는 김상복 목사, 전계현 목사가 참여한다. 그리고 비교적 최근에 한국에서 매우 유명한 구약학자인 김회권 숭실대학교 기독교학과 교수가 자문위원으로 참여하기로 결정되었다. 유명한 성결교 목회자 한기채 목사, 미국의 장세규 목사도 참여한다.
WEA 서울총회 조직위원회는 WEA에 대한 네 가지 의혹에 대해 이전보다 더 자세히 논리적으로 반박하였다. 아울러 2025년 5월 WEA 사무총장이 한국을 방한할 예정이라고 밝혔다.
그리고 앞으로 WEA와 동성애, WEA의 신학적 신념들, WEA와 국내 정통 장로교 교단 사이의 관계에 대해 홈페이지를 통해 계속 업데이트하겠다고 밝혔다. 이와 함께 WEA 및 서울총회와 관련한 궁금한 사항을 직접 질문할 수도 있다고 조직위원회는 상세히 설명하였다.
이들에 따르면 이번 WEA 총회에는 해외 3000명, 한국에서 1000명 정도가 참여할 것이라고 한다. 그리고 WEA 10월 서울 총회에서는 기독교 복음주의의 핵심 가치인 복음, 전통, 보수성을 재확인하며, 복음의 확산과 제자훈련의 국제화를 위해 세계 교회가 함께할 방안들이 논의될 예정이다. 이와 함께 발표될 총회 선언문에는 한반도 정세와 통일 문제, 동북아시아 선교 전략 등이 담길 예정이다. 
2025년 3월 WEA 서울총회 사무소가 사랑의교회 내에서 개소식을 가졌다.
또 같은 해 3월 5일에 WEA는 오픈도어 선교회, 세계교회협의회(WCC), 전세계 성공회 교단을 대표하는 세계성공회공동체와 함께 '예배 모임 등록 법안'과 이에 따른 각국 그리스도인들이 겪는 어려움에 대해 심도있게 논의하는 모임을 가졌다. 
3월 24일에 WEA는 단독으로 포르투갈 정부가 모든 공무원들의 종교적 의사결정 권리를 보장할 것을 촉구하는 발표를 유엔에서 진행하기도 하였다.
2025년 3월 28~31일 WEA 서울총회 반대연합회가 본격적인 반발에 나섰다. 이 단체에 참여한 대표적 인물인 총신대학교의 서창원 전 교수는 WEA에 대해 다시 한 번 반발하는 연구물을 발표하였다. 그는 WEA에서 활동하는 미국 장로회(PCA) 교단이 WEA의 회원단체인 미국복음주의협회(NAE)를 탈퇴하며 자동으로 WEA를 탈퇴했다고 했으나 이는 사실이 아닌 것으로 밝혀졌다. 미국 장로회 교단은 WEA의 회원 단체인 WRF에서 여전히 활동중이며 이 교단의 피터 릴벡 총무가 서울에서 열리는 WEA 2025년 총회에 참석할 예정이다. 이 연구물은 WEA가 사회적 정의까지 신경쓰는 '하나님의 선교'(미씨오 데이)에 대해 긍정적인 것을 두고 비판하기도 하였는데 이는 기독교 복음을 개인의 영역에 제한하는 우를 범한다는 지적을 받고 있다. 그리고 WEA 지도자, 2010년의 가톨릭-WEA 대화에 대해서도 크게 비판하였다.
이단, 사이비 성향 교단, 교회들과 지도자들을 회원으로 받아들였으며 오히려 이단 전문가들을 이단, 사이비로 몰아 제명하려 했다는 논란에 휩싸여 몰락한 단체인 한국기독교총연합회도 4월 3일에 WEA 서울 총회에 크게 반대하는 입장을 발표하였다. 이들은 앞으로 세 차례 반대 목적을 위한 토론회를 열겠다고 하였다. 이에 대한 반박은 이 문서의 5, 6번 항목에서 확인할 수 있다. WEA 서울 총회 조직위원회, 이와 관련된 목사, 신학자들은 이 단체들과 끝장토론에 기꺼이 임하겠다고 하였다.  
2025년 5~6월 강경 보수 기독교 교단 연합체인 한국기독교총연합회와 대한예수교장로회(합동) 교단 내 WEA 개최반대연합회 인사들은 WEA의 굿윌 샤나 사무총장에 대해 강하게 문제를 제기하였다. 이들은 굿윌 샤나가 신약성서를 부정하는 단체와 사역한 것, 신학 명예박사학위를 받은 학교가 불분명한 것, '목사'와 '사도'와 '주교' 호칭을 혼용하는 것, 신사도운동으로 보이는 사역을 하는 것에 대해 비판하였다. 또 정령숭배를 하는 혼합주의적 기독교 교단이 이단성이 있음에도 불구하고 짐바브웨 교회연합기관에 포함되어 있다는 것에 대해서도 문제를 제기하였다. 현재 광신대의 역사신학 교수이며 대한예수교장로회(합동) 교단 내에서 이단 연구를 진행중인 김호욱 교수는 이와 별도로 아프리카로 가 굿윌 샤나의 사역을 점검하고 한국에 돌아와 기자회견을 통해 굿윌 샤나 사무총장의 이단성을 지적하였다.
이에 대해 'WEA 2025 서울총회 조직위원회' 측은 김호욱 교수가 틀린 사실을 적시한 것에 대해 비판하고 굿윌 샤나는 문제가 되는 단체에 대해 문제점의 시정을 요구했음을 주장하였다. 이례적으로 WEA 측도 단체 전체가 직접 나서 굿윌 샤나 사무총장은 산사도운동을 하는 이단적 인물이 아니라고 해명하였다. 현재도 논쟁이 계속 이어지고 있다.     
2025년 6월 23일에는 WEA와 구세군, 세계자유네트워크가 공동으로 각국 정부가 인신매매를 근절하고 가사노동자들에 대한 인격적 대우를 보장해야 한다는 성명서 발표를 유엔 인권이사회에서 진행하였다. 이들은 여성과 아동에 대한 인신매매가 있을 수 없는 일이라고 목소리를 높였다.
2025년 6월 30일 WEA는 이탈리아 정부가 종교적 소수자들의 인권을 더 잘 보호하는 법안을 제정하라고 축구하였다. 그 배경으로 이주자의 이믄, 세계화 등으로 증가한 외국인들의 사례를 언급하였다. 이러한 종교적 소수자에는 몇몇 복음주의 개신교 교단들도 포함된다. 
2025년 7~8월에 대한예수교장로회(합동) 교단의 증경총회장들이 WEA의 신학이 진보적 신학에 개방적이고 종교자원주의적이라고 비판하는 성명문을 발표하였다. 
2025년 8월 5일 이러한 논란을 의식한 WEA 조직위원회 신학자들은 WEA 리더에 대한 비판, WEA의 신학 노선에 대한 비판에 대해 상세하게 답하는 반응을 내놓았다. 이에 따르면 WEA서울총회 신학위원회는 답변서를 통해 “WEA는 성경의 무오성과 절대 권위를 고백하는 개혁주의 교단들과 신학자들의 모임인 세계개혁주의협의회(World Reformed Fellowship)가 정회원으로 참여하고 있는 단체이며, 합동교단은 WRF의 회원 교단”이라며 “예장합동교단도 WEA와 한 우산 아래 있는 셈”이라고 밝혔다.
이어 “WEA는 세계 개혁주의 신학자들이 주도하고 있다. 한 예로 미국 웨스트민스터 신학대학원(Westminter Theological Seminary)은 총신대와 신앙적인 면에서 하나라고 할 수 있다.”며 WEA 서울총회에 대한 지지를 분명하게 밝혔다고 했다.
그러면서 “이처럼 세계 개혁주의 신학자들과 학교들이 WEA를 ‘정통, 보수, 복음을 지향하는 세계적인 복음주의 단체’로 간주하고 있는 상황에서 WEA를 ‘신복음주의자들의 단체’로 몰아부침은 옳지 않다.”고 밝혔다.
또한“WEA가 WCC와 유사한 입장을 가지고 복음화보다는 인류의 공동선을 앞세움으로써 사실상 포용주의, 혼합주의, 다원주의로 향하는 에큐메니칼 운동을 전개하고 있다”라는 주장에 대해서도 입장을 밝혔다.
이와 함께 “WEA는 WCC와 교회사적으로 그 출발부터가 다를 뿐 아니라, 신학적인 전제, 신앙고백, 기구의 구성과 성격이 근본적으로 다르며, 세계선교와 복음화를 최우선의 과제로 삼고 헌신하는 복음주의 교회와 단체들의 동맹”이라며 “WEA는 공산주의 사상과 진화론 등 무신론적 사상이 창궐하던 1846년의 창립부터 지난 179년 동안 단 한 번도 종교다원주의나 종교혼합을 표방하거나 지지한 적이 없다. WEA는 공식 문서에 에큐메니칼(Ecumenical/교회일치운동)이라는 단어를 사용하지 않고 있으며 동일한 신앙고백을 전제하는 복음의 연맹체로 충실해 왔다.”고 밝혔다.
특히 “ 증경총회장성명서는 WEA가 WCC, 로마 가톨릭과 신학적 일치를 추구한 것과 같이 주장하는 것은 사실 왜곡”이라며 “WEA는 복음 가치에 타협하는 어떤 협의도 하지 않는다는 근본 방침을 따라 복음의 본질을 지켜왔고, ‘본질에는 집중을, 비본질에서는 관용을, 그리고 모든 것에는 사랑’이라는 원칙을 지키며 타협이 없는 복음 전도 운동을 해 왔다.”고 밝혔다.
마지막으로 “WEA는 신복음주의도 WCC의 에큐메니칼도 종교다원주의적 성향도 아니므로 WEA와의 교류를 금지할 신학적, 역사적, 선교적, 목회적 이유가 없다.”며 “귀 교단이 WEA와 자유롭게 교류하고 협력하는 일은 헌법에 나온 교회의 자유와 교인의 자유에 해당된다(헌법 정치 제1장 제2조). WEA와의 교류와 협력을 금지해야 한다는 주장은 오히려 ‘교류 단절은 바람직하지 않다’라고 한 총회의 결의에 위반하는 주장으로 보인다.”고 밝혔다.  
2025년 8월 12일 대한예수교장로회(합동) 교단 총회에서 WEA 찬성파 학자, 목사들과 반대파 학자, 목사들을 모이 토론회를 가졌다. 토론은 비공개로 진행되었다. 언론 보도에 따르면 이번 토론회에는 WEA 찬성 측에서 서울총회 조직위 신학위원들인 오덕교 박사(횃불트리니티신학대학원대학교 총장), 이국진 박사(웨스트민스터성경연구소장), 박명수 박사(서울신대 명예교수), 김재성 박사(전 국제신학대학원대학교 부총장), 이승구 박사(전 합동신대 교수), 김정우 박사(총신대 명예교수), 그리고 국내사역 기획위원 주연종 목사 등이 나섰다. 반대 측에선 2025WEA서울총회개최반대연합회 신학위원인 문병호 교수(총신대 신대원), 양진영 교수(광신대), 김호욱 교수(광신대), 그리고 대표회장 맹연환 목사, 사무총장 김용대 목사, 공동회장 나학수 목사, 기획위원장 박은식 목사 등이 참석했다. 참석자들에 따르면, 토론회는 무려 약 4시간 동안 진행됐으나 양측 간의 의견차를 좁히지 못한 채 평행선을 달렸다고 한다. 특히 굿윌 샤나(Goodwill Shana) 의장의 신사도운동 관련 의혹이 다시 한번 쟁점이 된 것으로 알려졌다. WEA 반대 측은 샤나 의장이 스스로 사도라 칭할 뿐 아니라 여러 신사도운동 관련 단체들에 소속돼 있기에 그가 신사도운동과 관련돼 있다고 주장했고, 찬성 측은 샤나 의장이 신사도운동과 전혀 관계없음은 여러 문서와 설교, 강연 등을 통해 증명이 됐다고 항변했다고 한다. 
2025년 8월 18일 언론 보도에 따르면 WEA는 아랍계 기독교 지도자인 보트루스 만수스를 새로운 사무총장으로 선출하였다. 보트루스 만수스는 1965년 이스라엘의 나사렛에서 태어났다. 그는 예루살렘에서 어린 시절을 보냈으며, 나사렛침례신학교를 졸업하고, 히브리대학교에서 법학을 공부했다.1996년 이스라엘 나사렛에서 침례교회를 설립했으며, 현재 나사렛침례신학교의 학장(director)을 맡고 있다. 또 이스라엘-팔레스타인 화해를 위한 로잔 이니셔티브(Lausanne Initiative)의 공동 의장이기도 하다.

## 조직
WEA는 사무총장실에서 관리한다. 이는 사무총장과 2명의 대리인(사무차장)으로 구성된다. 사무총장실은 9개 지역 각각에서 최소 1명의 대표로 구성된 국제협의회(IC)의 감독을 받는다. 2022년 현재 IC는 굿윌 샤나(Goodwill Shana) 가 의장을 맡고 있다. IC 회원은 6년마다 800명의 참가자가 참여하는 총회에서 선출된다.
WEA는 스스로를 “유엔의 복음주의 목소리”라고 표현하며, 유엔 경제사회이사회에서 특별 협의 지위의 역할을 맡고 있다. UN 글로벌 커뮤니케이션 부서 의 인증을 받았으며, 제네바에서 열리는 UN 인권 이사회 회의에 정기적으로 참석한다. WEA 지속가능성 센터는 본에 있는 UN 본부에서 지속가능성 문제를 담당하고 있으며, 지속 가능한 개발을 위한 UN 목표를 이행하기 위해 노력하고 있다. 독일 연방 의회 및 연방 정부 본부 WEA 대표는 Uwe Heinowski이다. 그녀는 2051년 독일 연방의회 로비 목록 중 744위에 등재되어 있다. WEA는 유럽 의회의 투명성 등록부에 로비 조직으로 등록되어 있으며 그곳에서 Thomas Bucher가 대표이다 .

## WEA의 7개조 신앙 선언
WEF는 2001년 5월, 말레이시아 쿠알라룸푸르에서 제11차 총회를 갖고, 새로운 이름인 WEA로 변경했다. 이는 역사적으로 그들의 신앙적 근거가 EA에 있었기 때문으로 볼 수 있다. 총회 후, 그들은 WEA 7개조 신앙고백서를 최종 수정(2001년 6월 27일)하여 공포했다.
우리는 믿습니다.
1. 원래부터 하나님께로부터 받은 거룩한 성경은 신적 영감을 받아 오류가 없으며, 전적으로 신뢰할 만하며, 신앙과 행위의 모든 문제에 있어서 최고의 권위를 가집니다.
2. 성부, 성자, 성령의 삼위로 영원히 존재하시는 한 분 하나님이십니다.
3. 우리 주 예수 그리스도는 육신으로 오신 하나님이시며, 동정녀에게서 출생하셨으나 죄는 없으신 인간의 삶을 사셨고, 신성한 기적을 행하시고, 대속(代贖)적으로 죽으셨으나 육체로 부활하시고, 승천하셔서 중보의 사역을 감당하시다가 권능과 영광 중에 인격적 재림을 하실 것입니다.
4. 행위가 아니라 믿음으로써, 성령으로 거듭남을 통해, 주 예수 그리스도의 보혈로 말미암아 상실되고 죄된 인간은 구원받습니다.
5. 내주하시는 성령님으로 말미암아 신자는 거룩한 삶을 살게 되고, 주 예수 그리스도를 위하여 증거하며 일을 합니다.
6. 그리스도의 몸인 교회, 모든 참된 신자들의 영이 하나됩니다.
7. 구원받은 자와 멸망 받을 자 모두가 부활합니다. 이들은 영생의 부활로 구원받으며, 저들은 저주의 부활로 멸망받습니다.

## 분과위원회
1974년에 WEA는 위임을 더 잘 달성하기 위해 6개의 위원회를 만들었다.
- 연맹 기획부

기능: 기존 복음 동맹을 강화하고 새로운 동맹을 만듭니다.
- 지역 교회

기능: 다양한 사회 집단을 위한 프로그램과 자원을 교회에 제공합니다.
- 선교와 전도

기능: 전도
활동을 조정합니다 .
- 대중 참여

기능: 유엔 등 국제 기구와의 파트너십을 조정합니다.
- 구호 및 개발

기능: 기독교 인도적 지원 과 개발 지원을 조정합니다.
- 신학 분과

복음주의 신학 주제 와 전 세계 교회와 사회에 관한 중요한 문제를
성찰하고 종교의 자유를 감시합니다 .

## 소속 단체
128개 국가의 정통 기독교 단체들이 연맹(alliance)을 구성하고 있으며, 한국에서는 신학적으로 중도 성향 개신교 목사 협의체인 한국복음주의협의회(Korea Evangelical Fellowship)와 보수, 진보 장로교 교단들의 모임인 한국장로교총연합회가 WEA에 참여중인 대표적인 단체들로 거론되고 있다.
아시아, 오세아니아, 북아메리카, 남아메리카, 아프리카, 유럽 등지에 결성된 '복음주의 연맹(alliance)'은 교단과 자선단체, 선교단체, 신학교들의 연합체를 모두 포괄하고 있다.[3] [4]
대표적인 WEA 회원 교단/연합체 및 협력단체들 
- 지속되는 복음주의 성공회 공동체: 신학적으로 보수 성향에 가깝다.
- 잉글랜드 국교회 복음협의회(정회원은 아님): 신학적, 정치적으로 보수적인 단체이다. 이 성공회 공동체는 WEA의 정회원은 아니나 중요한 협력 단체다. 전세계 성공회 교회들을 대표하는 영국 켄터베리 대주교의 권위를 부정하지 않는다. 영국의 잉글랜드 국교회(성공회 본부) 안에 남는 것을 선택했다. WEA 부활을 이끈 사람중 한 사람인 존 스토트가 창립했다.
- [[복음장로교회(미국): 미국의 대표적인 중도 성향 교단이다.
- 노르웨이 루터교 선교부: 오랫동안 노르웨이의 국교였던 노르웨이 교회 교단에서 1891년에 설립했다. 신학적으로 중도~중도 진보 성향이다.
- 핀란드 루터교 해외선교부
- 국제 선교, 캐나다 오순절 총회: 캐나다 최대 정통 복음주의 개신교 교단이다.
- 구세군: 전세계적으로 매우 유명한 자선단체인 동시에 투명한 회계, 감리교처럼 통일된 교회 제도로 유명한 교단. 신학적으로 중도보수~중도진보 성향이 혼재되어있다.
- Sojourners: 미국의 매우 유명한 기독교 사회정의 실현 단체로 정치, 사회적으로 진보적 성향이다. 신학적으로는 중도~중도보수, 중도진보 성향에 가깝다. 사회운동가인 짐 윌리스가 설립했다. 사회적 불평등 해소에 집중한다. 짐 윌리스는 하버드대학교에서 강의를 진행했으며 버락 오바마 대통령의 멘토 역할도 담당했다.
- 한국대학생선교회: 보수적인 신앙에 기반한 한국의 대표적 선교단체다.
- 세계개혁교류회: 신학적으로 보수~중도 성향인 교단이 대부분이다. 신학적으로 진보 성향인 교단이나 교회들은 소수지만 포함되어있다. 천주교적 색채가 강한 성공회 계열 교단도 소수지만 가입하였다. 대부분은 선명한 보수적 개혁주의 신학을 지지하며 오순절교회적 신앙, 적극적인 교회의 사회참여, 동성애, 여성 목사 등에 대해 부정적이고 종교개혁 시대의 순수성을 회복할 것을 강조한다.

현재 WEA에 참여중인 정통 단체, 교단들 일부를 상세히 나열하면 다음과 같다. 각 정통 교단들의 교단장들이 모여 회의하는 단체인 한국교회총연합, 한국기독교총연합회(활동 중지), 보수와 진보 장로교 교단들의 모임인 '한국장로교총연합회', KAICAM, 총신대와 대한예수교장로회(합동)이 소속된 세계개혁교류회(WRF), 한국복음주의협의회, 한국복음주의신학회 같은 단체들이 회원이다. 다만 한국기독교총연합회의 경우 최대 교단 연합체 지위를 잃은 후에는 WEA와 교류하지 않고 있다. 한국세계선교협의회(WEA의 아시아 지부인 AEA와 협약)는 주요 협력단체 중 하나다.
이외에도 세계적으로 유명한 선교단체인 [[CCC와 한국대학생선교회, 신학적 중도 보수~진보 성향이(정치 성향과는 다름) 혼재된 단체인 한국기독학생회(IVF), 구호단체 월드 비전(World Vision), 컴패션(Compassion) 등과 같은 150개의 선교단체들이 회원 기관으로 가입해 있다.
전세계적인 규모의 정통 교단이며 투명한 회계, 크리스마스 자선냄비로 유명한 곳인 '구세군', 캐나다 최대 정통 복음주의 교단 중 하나인 'PAOC'(캐나다 오순절 총회), 오랫동안 노르웨이의 국교였던 노르웨이 교회 교단에서 1891년에 설립한 '노르웨이 루터교 선교부'((중도~중도진보 성향), 신학적으로 중도~중도 진보 성향의 핀란드 루터교 해외선교부, 교리가 보수적이고 가톨릭, 개신교, 오순절교회 성향의 교회들이 혼재되어있는 북미성공회 교단, 한국의 대형 장로교 교단인 예장통합 교단을 모교단으로 두었으며 신학적으로 중도~진보적 성향인 해외한인장로회'(KPCA), 웨스트민스터 신학교, 고든콘웰신학교, 캘빈 대학교(칼빈 신학교), 리폼드신학교, 트리니티복음주의신학교, 커버넌트신학교 등 세계적 인지도가 있는 신학교들, 미국복음주의신학회(ETS), NIV 성경 등 다양한 성경들을 번역 및 발행하고 있는 '국제성서공회(IBS)', 매일성경으로 유명한 성서유니온선교회, 미국의 ECO(교단), 복음장로교회(미국) 교단, 한국의 대형 장로교단인 대한예수교장로회(백석)과 교류하는 교단인 북미주개혁교회(CRC), 미국의 대표적인 보수 교단이며 한국 최대 보수 교단 '대한예수교장로회(합동)' 교단과 교류하는 미국 장로회(PCA)도 WEA의 회원이다.
WEA의 회원단체 캐나다복음주의협회에 속해있으며 가톨릭 전통, 교리가 강한 캐나다 성공회 가톨릭 교회와 같은 교단들도 직, 간접적으로 활동하고 있는 것으로 알려져있다. 또 다른 WEA의 회원단체인 미국복음주의협회에는 미국 개혁교회(RCA)와 같은 진보 신학 교단들이 속해있다.
앞서 언급한 국제성서공회는 가장 유명한 성경 출판 단체인 세계성서공회(United Bible Societies)와 다른 기관이다. 물론 세계성서공회(United Bible Societies)도 회원은 아니지만 WEA와 협력 관계를 맺고 있다. 개신교인들이 보는 다양한 종류의 성경에 대한 저작권을 가지고 있는 대한성서공회를 지도하고 있는 기관이다. 전세계에 성경을 보급하는 것으로 유명하다.
세계 최대의 복음주의 신학교고 한국에서도 많은 목사들이 진학하는 풀러신학교도 간접적으로 참여중이다.
이뿐만 아니라 일부 정통 재침례파(재세례파) 교단과 진보적인 장로교 교단들, 여러 성공회 계통 교단들, 일부 루터교회, 감리교, 오순절교회 등 다양한 교단, 단체들이 참여하고 있다. 전세계 수많은 보수 복음주의 교회와 중도적인 성향의 교회들이 참여하는 선교 운동인 로잔 언약과도 관련성이 깊은 단체다
한국에서는 WEA에 정식으로 가입한 단체인 한국복음주의협의회를 통하여 여러 기독교 단체들이 WEA(세계복음주의연맹)의 지역 조직 '아시아복음주의연맹'과 교류한다. 한국복음주의협의회는 1981년에 결성되었다. 숭실대학교를 다시 세우고 대한예수교장로회(통합) 교단을 한국 최대 교단으로 키운 한경직 목사, 한국의 대표적인 대형교회 사랑의교회를 세우고 한국 기독교인의 문제, 위선을 지적하는 동시에 올곧은 삶을 이어간 옥한흠 목사, 청주 YMCA 초대 총무를 역임하고 세광고등학교에서 국어과목으로 후학들을 양성했으며 청주맹아학교 재단이사장, 학교법인 정신학원 이사장과 대한예수교장로회(통합) 교단 총회장, 한국기독공보 이사장까지 역임한 박종렬 목사(일제의 고문에도 끝까지 버틴 인물로도 유명하다.), 네덜란드 개혁주의 신학을 최초로 소개한 신학자이며 대한예수교장로회(합신) 교단을 만든 것으로 잘 알려진 박윤선 목사, 교회의 상생을 강조한 신학자이자 합신대를 설립한 김명혁 목사(예장합신 교단과 WEA는 인연이 깊다.), 정진경 목사, 대학생 선교 활성화로 유명한 김준곤(목사) 목사 등이 설립 당시부터 참여했다.  
현재 한국복음주의협의회는 세계복음주의연맹(WEA)를 통하여 한국에 기독교 복음주의 신학을 소개하는 역할을 하고 있다. 합신대의 이승구 박사, 오덕교 횃불트리니티신학대학원대학교 총장, 이정익 실천신학대학원대학교 총장, 이관표 한세대 교수, 이일호 전 칼빈대 교수 등 저명한 신학자들과, 이옥기 목사(전 UBF 대표), 임석순 한국중앙교회 목사, 박종화, 임영섭 경동교회 목사, 황덕영 새중앙교회 목사, 이승학(목사) 새문안교회 목사, 화종부 남서울교회 목사, 지형은 성락성결교회 목사 등 유명한 정통 목사들이 이 단체에 관여하고 있다. WEA의 정식 회원인 한국복음주의협의회에는 100개가 넘는 한국 교단들 중 '대한예수교장로회(합동)', '대한예수교장로회(통합)', '대한예수교장로회(합신)', '한국기독교장로회', '기독교대한성결교회', '예수교대한성결교회', '기독교대한하나님의성회'(순복음교회들) 등 주요 교단들이 모두 적극적으로 참여중이다. 
아시아에 있는 WEA 협력 기관은 이뿐만이 아니다. WEA(세계복음주의연맹)의 회원단체인 '아시아신학연맹(ATA)에는 여러 신학교들이 소속되어 있다. 총신대, 백석대, 고신대, 아신대, 합동신학대학원대학교, 성결대, 루터대, 한세대, 서울한영대, 횃불트리니티신학대학원대학교 등이 회원으로 참여하고 있다. 총신대학교는 WEA의 회원단체인 세계개혁교류회(WRF), 아시아신학연맹(ATA)에 모두 가입하였다.
1970년에 설립된 ATA는 34개 국가, 299개 신학대학교가 가입한 상태다. 이 학교들에서 강의하는 신학자들이 활발하게 활동중이다.  
이 단체들을 비롯한 기타 제휴 기관들의 상세 정보는 세계복음주의연맹 홈페이지에서 확인할 수 있다. 

## 기여한 인물들
세계적인 신학자 로널드 사이더가 이 단체의 신앙적, 신학적 균형에 영향을 미쳤다. 세계복음주의연맹(WEA)은 재침례파 교단인 메노나이트 교회의 신학자 로날드 사이더가 세계복음주의연맹 의장을 맡았던 시절에 비약적으로 성장하였다.
로날드 사이더는 기독교의 사회적 책임, 전쟁 반대, 불공평한 경제 구조 개선을 외쳤다. 이를 성공적으로 해결하기 위한 방안을 지속적으로 제시했다. 그는 <가난한 시대를 사는 부유한 그리스도인>, <그리스도인 양심선언> 같은 책들을 통해 기독교의 부패한 측면을 호되게 비판하고 대안을 제시하였다. 그의 책들은 1970년대~80년대 대학생들 사이에서 널리 읽혔으며 사이더의 영향으로 세계복음주의연맹은 기독교의 사회적 책임에도 눈을 뜨게 되었다.
로날드 사이더는 1970년대에는 로잔 언약에 참여해 사회적 개혁, 공동체의 사랑 회복도 영혼 구원만큼 중요하다는 사실을 주장해 존 스토트와 함께 예수 그리스도를 따르는 자들의 사회적 실천을 담은 '급진적 제자도'와 관련된 합의를 이끌어냈다. 1980년대에는 핵무기 반대운동과 평화 운동에 앞장섰고 이는 그의 <그리스도와 폭력>이라는 책을 통해 집대성되었다. 그는 정당한 전쟁이란 존재할 수 없음을 체계적으로 논증하였다. 그리고 복음주의자들이 가난과 전쟁 문제의 실질적 해결에 더 관심을 기울여야 한다고 촉구하였다.
<가난한 시대를 사는 부유한 그리스도인>은 미국 언론이 선정한 '20세기 가장 위대한 종교 서적 100선' 중 하나에 선정되었다.
로날드 사이더는 워탈루 루터교 대학교와 미국 예일대학교에서 공부하였고 템플대학교에서 교수가 되었다. 인종차별의 현실을 목도한 후 '시카고 복음주의 사회 선언'에 참여하였다. 성격적으로 사회적 불의에 맞서는 법을 평생 연구하였다. 한국에도 방한하여 강의하였다.
2004년에는 폭력에 맞서는 그리스도인 선언에 앞장서고 2008년에는 낙태, 동성결혼, 핵무기에 반대하는 '맨해튼 선언'에 서명하였다. 세계적인 선교학자이자 신학자인 사무엘 에스코바도 로날드 사이더와 비슷한 성향으로 WEA에 참여했다.
존 스토트도 이 단체에 많은 영향을 미쳤다. 성공회 신부로, 20세기 개신교의 교황이라고 불릴 정도의 권위가 있었다. 성공회 신부가 되기 전에는 평화주의자로서 전쟁에 반대하였으며 이러한 비폭력주의 정신을 고수하였다. 그는 평생을 온건한 보수 복음주의 기독교 활동에 투신하였다. 예수의 사랑과 부활, 신자와의 동행 등을 깅조하였고 신앙과 지성의 균형 또한 강조하였다.
<그리스도의 십자가>, <비교할 수 없는 그리스도>, <나는 왜 그리스도인이 되었나>, <기독교의 기본진리>, <온전한 그리스도인>, <제자도>, <존 스토트의 산상수훈>, <존 스토트의 동성애 논쟁> 등 많은 저서를 남겼다. 20세기 전세계 복음주의 교회들이 모여 선교와 기독교의 사회적 책임의 균형을 다하고자 다짐한 로잔 언약에 기여하였다. 존 스토트, 제임스 패커, C.S. 루이스(성공회 고교회파로 보는 경향도 있다.), 알리스터 맥그래스는 성공회의 대표적인 저교회파(성경을 중심에 두는 보수 그룹) 복음주의자 신학자들이다.
20세기 세계 복음주의 기독교 운동을 미국의 빌리 그레이엄 목사와 함께 이끌었다. 이는 세계교회협의회와 더불어 세계적인 규모의 기독교 교회 연합체인 세계복음주의연맹이 추구하는 가치에도 큰 영향을 미쳤다. 존 스토트는 영국 성공회 내의 갈등을 봉합하였으며 이를 통해 성공회는 서로 다른 신학적 견해를 가진 신자들이 어우러지는 기독교 교단으로 성장할 수 있었다. 이러한 존 스토트의 화해 정신에 동의하지 않는 분리주의자들은 마틴 로이드 존스라는 영국 회중교회 목사를 따라 새로운 교회를 형성하였다.
존 스토트가 심혈을 기울였던 복음주의 기독교의 확장 사업은 현재 성공회 저교회파의 구약학자로 유명한 크리스토퍼 라이트가 이어가고 있다. 크리스토퍼 라이트는 존 스토트의 로잔 언약을 계승하는 로잔 신학 위원회에서 일하였고 더 진일보한 내용을 담아 제3차 로잔대회(케이프타운 서약) 초안을 작성하였다. 존 스토트의 유지는 로잔 언약 위원회, 세계복음주의연맹과 같은 단체들을 통해 이어지고 있다.
WEA 신학위원회에서 활동한 조동진 목사는 아시아 선교 운동의 뛰어난 리더로 기독교 역사에 그 이름을 남겼다. 미주크리스천신문의 보도에 따르면 그의 생애는 다음과 같다. 그는 1924년 평북 용천에서 태어났다. 본명은 조덕천이다. 장로회신학교를 졸업하고 에즈베리신학교 대학원(석사), 윌리엄캐리대학교 대학원(박사)을 졸업했다. 그는 후암교회 담임목사로 시무하던 중 선교사역을 전념하기위해 담임목사직을 사임하고 선교에 매진했다. 그는 60년간 한국 선교와 제3세계 교회가 선교적으로 거듭나도록 하였다고 한다.
그는 선교적 열정으로 1961년 한국교회 최초로 선교학을 총회신학교에 선택과목 교과과정으로 설치했다. 1963년 국내 최초로 선교대학원인 동서선교 연구개발원(EWC)을 세웠고, 같은 해 초교파 세계선교단체인 국제선교협력기구(KIM)을 설립해 1500여명의 선교사를 양성했다. 또한 1973년에는 아시아선교협의회(AMA) 창립을 주도했으며, 1974년 스위스 로잔에서 개최된 '제1회 세계복음화국제대회' 전체회의 '선교 구조의 쇄신' 강사였다. 1988년에는 제3세계선교협의회(EWC)를 설립해 1995년까지 회장으로 섬겼으며 말년에는 ‘조동진선교학연구소’를 설립했다.
고인은 1999년 만 75세 되던 해에 그가 설립한 경기도 화성시 팔탄면 월문리 '바울의집'을 예장합동 총회세계선교회(GMS)에 헌납한 후 은퇴하고 모든 선교 공직에서 물러났다. GMS는 이 같은 고인의 선교에 대한 공로를 기리고 후학들과 후배 선교사들을 위하여 지난 2009년 5월 8일 GMS선교센터 내에 '조동진 선교기념관'을 개관하기도 했다.
역시나 WEA 신학 위원회에서 활동한 데이비드 웰스는 비기독교인에게도 보수적인 정통 개혁주의 신앙을 잘 설명하기로 정평이 난 신학자다. 교보문고의 작가 소개에 따르면 데이비드 웰스의 특성은 다음과 같다. 데이비드 웰스는 가장 뛰어난 현대 기독교 지성인 가운데 한 사람이다. 신학과 교회사에 대한 깊은 지식을 바탕으로 사회 과학의 여러 학문 분야를 종횡무진 넘나들며, 21세기 현대 사회의 세속적 문화와 복음주의 교회의 현실을 진단하고 그 해결책을 제시하는 그의 솜씨는 타의 추종을 불허한다. 웰스의 대표작으로는 4부작 <신학실종> <거룩하신 하나님 회복> <윤리실종> <탁월하신 그리스도 회복> 등 많은 저서가 있다. 현재 고든 콘웰 신학교의 조직신학 및 역사신학 교수로 있다. 
역사상 최고의 교회사 전문가로 불리는 필립 샤프도 WEA에서 상당한 비중을 차지하였다. 평생 매우 방대한 양의 역사서를 서술하였다. 교보문고의 저자 소개에 따르면 필립 샤프(Philip Schaff)는 성서신학자, 교회사학자, 선구적인 세계교회일치운동가였다. 스위스에서 목수의 아들로 태어나 장학금으로 공부하였다. 독일 슈투트가르트 김나지움을 졸업한 뒤 튀빙겐 대학교에 들어가 바우어 밑에서 공부하였다. 훗날 할레대학교와 베를린대학교에 들어가 톨룩, 헹스텐베르크, 네안더와 함께 공부하였다. 그는 1844년에 미국 펜실베니아 주 머서즈버그에 있는 독일 개혁교회 신학교의 교회사 및 성서학 교수로 초빙을 받았다. 그는 취임 강의를 엮어 만든 <프로테스탄트 신앙의 원칙>(1844)에서 기독교 교회사를 프로테스탄트 신앙과 로마 가톨릭 신앙이 연합하여 새로운 복음주의적 보편 신앙으로 나아가는 신적인 발전 과정으로 보았다. 즉, 개신교의 주관성과 가톨릭의 조직적 특성이 만나야 했다는 것이다. 이 강의로 이단이라는 비판을 받았으나, 훗날 그러한 비판에서 풀려났다. 그 신학교에 있으면서 네빈과 함께 머서즈버그 신학을 형성하였다. 필립 샤프는 영국 성공회 내에서 교회 전통을 다시 되살릴 것을 강조한 옥스퍼드 운동의 가치를 긍정적으로 평가하고 지지하였다. 이는 그의 일관된 교회간 화합에 대한 바램을 잘 보여준다. 1870년부터 죽을 때까지 뉴욕 유니온신학교 교수를 지냈다. 1866년부터 복음주의 연맹에서 일하는 가운데 기독교의 일치를 위해 적극적인 활동을 펼쳤다. 1888년 미국교회사협회를 설립하였고, 이 협회의 초대 회장을 지냈다. 
필립 샤프는 많은 찬송가를 남겼다. 그리고 독일 개혁교회와 미국 신학교들에 모두 큰 영향을 미쳤다.그는 독일 개혁 교회와 신학교에서의 외국어 사용 증진에 앞장서고 찬송가집(1859)을 냈으며 새로운 형식의 예배를 준비하는 위원회 위원장으로서 헌신하기도 하였다. 그리고 하이델베르크 요리문답의 편찬(1863)을 통해 독일 개혁 교회의 수준을 한 단계 끌어올렸다. 1854년 필립 샤프는 유럽에서 프랑크푸르트암마인 교회 회의와 바젤에서 열린 스위스 목회자 회의에 미국-독일 교회를 대표했다. 그는 독일에서 미국에 관해 강의했으며 1863년부터 뉴옥시의 기독교 관련 위원회에서 직책을 맡으며 미국에서도 활약을 이어나갔다. 1865년에는 슈튜트가르트 지역에 최초의 회중교회 계열 신학교를 세웠고 1867년까지 신학교에서 교회사 강의를 이어나갔다. 이후 복음주의 연맹의 미국 지부를 만들고 유럽에 파견되어 1870년대에 복음주의 기독교계 관련 회의들을 준비하고 참여하였다. 러시아에 가서 종교의 자유를 감시하고 황제에게 건의하기도 하였다. 그는 1870년대 초부터 1887년까지 미국 유니온 신학교에서 신학을 강의했고 사망할 때까지 교회사 교수직을 이어나갔다. 1893년에는 시카고 세계종교의회에 참여하여 타종교에 대한 이해도를 높이고 기독교인으로서 타종교인들에게 기독교에 대해 알리는 역할을 감당하였다. 이 세계종교의회는 이후에도 종교간 평화적 대화의 장이 되었다. 필립 샤프는 평생에 걸쳐 낙관적인 역사 해석을 이어갔지만 자식들을 잃었을 때는 슬픔을 내비치기도 하였다고 한다. 그럼에도 불구하고 기독교적으로 가장 궁극적으로 완성될 종말의 때에 하나님의 왕국이 장엄하게 성취될 것을 그는 의심하지 않았다. 그가 사망한 후 그가 만든 미국교회사협회는 필립샤프상을 제정하여 교회사 연구를 독창적으로 한 학자들에게 상을 수여하였다. 이 미국교회사협회는 필립 샤프처럼 세계복음주의연맹(WEA) 발전에 이바지하고 <복음주의 지성인 스캔들>이라는 유명한 책을 통해 기독교 지성의 중요성을 강조한 교회사학자 마크 놀, 세계적인 루터교 출신 교회사학자로서 전세계 20세기, 21세기 교회사 연구에 매우 큰 영향을 준 야로슬라브 펠리칸 등의 위대한 인물들을 지속적으로 배출하였다. 야로슬라브 펠리칸은 <성서, 역사와 만나다>와 같은 고전적인 책들을 여럿 남겼다.
신복음주의 신학을 정립하고 풀러신학교에서 교수를 했던 헤롤드 옥켄가(1905~1985)와 칼 헨리, 미국의 세계적인 전도왕 목사 전도왕 목사 빌리 그레이엄도 많은 영향을 미쳤다.
이들은 모두 신복음주의자다.
신복음주의는 신학교육을 거부하고 극단적으로 기독교 타종파, 진보 신학을 혐오하면서 동시에 기독교적 사회참여에 눈감은 1920년대식 '기독교 근본주의', 이와 더불어 지나치게 사회참여, 기독교 타종파와의 화합, 타종교와의 대화, 과학적 사고에 집중하던 '기독교 자유주의'에 모두 피로감을 느낀 이들이 고안한 사상이다. 미국과 영국에서(미국은 다소 보수적으로, 영국은 조금 더 부드럽고 중도~중도 진보에 가까운 운동으로 전개되었다.) 이 사상에 기반한 운동들이 활발히 전개되었다.
1910년에서 1915년 사이에 기독교 근본주의자들은 <근본>이라는 책자를 만들고 이후 칼 매킨타이어를 중심으로 모였다. 이에 대해 이들이 지나치게 정통 신학보다는 자의적 신앙에 빠졌다고 간주한 신복음주의자들은 'NAE'를 1940년대에 결성하고 신학교, 언론사를 창립하였다. 이들이 보기에 자유주의 신학으초부터 교회를 구한 칼 바르트와 프랑스의 위대한 신학자 자크 엘륄도 비기독교인 취급하는 근본주의자들은왜곡된 신앙생활을 하는 이들이었다. 그 순전함은 좋으나 그 순전함이 아군에게까지 휘두르는 칼이 되기 때문에 문제였다.
신복음주의자들은 이러한 상황에서 깊은 신학적 이해, 사회에 대한 통전적(균형적) 이해를 추구하였다. 또 전도 방식도 논리적, 체계적, 비폭력적 방식으로 개선시켰다. 신복음주의는 다시 보수적인 신학과 진보적인 신학으로 구분해볼 수 있는데 초창기 신복음주의의 선구자 중 한 사람인 메이첸은 비교적 보수주의자에 가까웠다. 그는 프린스턴 신학교가 찰스 핫지와 벤저민 워필드의 보수적인 신학에서 벗어나 상대적으로 진보적인 신정통주의 신학으로 변모해가기 시작하자 독립하여 웨스트민스터 신학교를 세우고 미국정통장로교회(OPC) 교단을 창설하였다. 그러나 또 다른 보수주의자인 칼 매킨타이어는 메이첸과 그 영향을 받은 교단, 신학교의 인물들이 술, 담배에 개방적이고 세대주의적 전천년설이라는 매우 강경한 종말론에 동의하지 않는 것에 대하여 분노하였다. 결국 칼 매틴타이어는 신복음주의와의 결별을 선언한 후 훼이스 신학교를 세우고 매우 보수적인 신학과 폐쇄적인 기독교 교단, 종파간 교류를 지향하는 근본주의 교단을 창설하였다. 그는 현대문화 대부분을 반대하였고 이성적 신학 탐구, 질문하는 신앙에 대해 극도로 배척하는 성향을 보였다.
이후 칼 F. H. 헨리, 에드워드 카넬과 같은 진보적 복음주의(물론 다른 신학 전통들보다는 훨씬 보수적), 빌리 그레이엄과 같은 중도~온건 보수적 복음주의도 새롭게 대두되기 시작하였다. 칼 헨리는 기독교인이 사회 불평등, 정치적 독재에 눈감으면 안된다는 사실을 강조하였고 동시에 성경 중심 신앙 역시 강조하였다. 그의 책은 이후 두고 두고 읽히는 고전이 되었다.
1913년 칼 헨리는 독일 이민 가정의 아들로 태어나 뉴욕 롱아일랜드에서 성장기를 보냈다. 휘튼 대학교에서 철학을 공부하고 북침례교신학교에서 신학을 공부한 이후 1947년 새롭게 설립된 초교파 복음주의 신학교인 풀러신학교 초대 교수를 역임했다. 그러나 상아탑에 머무르지 않고 1956년부터 1969년까지 자유주의 진영의 <크리스천 센츄리>에 대항하기 위해 창간된 복음주의 잡지 <크리스채너티투데이> 초대 편집장으로 활동하면서 복음주의의 대변자 역할을 했다. 또한 <불편한 양심>이라는 신선한 책을 통해 기독교 신앙인들이 사회 문제와 실질적인 인간의 고통에 대해서도 관심을 가지고 이것과 전도를 잘 조화시켜야 한다고 주장했다. 그는 근본주의 기독교처럼 세상의 악과 적극적으로 싸우지 않고 현실적 문제를 외면하는 그리스도인이 되면 안된다는 것을 설득력 있게 논증했다. 또 다른 신학 전통과의 대화도 무시해서는 안된다고 강조했다. 그는 빌리 그레이엄에게도 큰 영향을 주었으며 미국복음주의협회, 캐나다복음주의협회, 세계복음주의연맹, 로잔 언약 등 세계적인 기독교 조직과 모임에도 상당한 신학적 영향을 주었다. 대표적인 저서로는 <복음주의자의 불편한 양심> 이외에도 <신, 계시, 권위>라는 6권으로 구성된 책이 있다.
칼 헨리와 동시대에 살며 복음주의 기독교를 이끌었던 빌리 그레이엄 목사는 디스커버리 선정한 위대한 미국인 11위에 올랐으며 타임지가 선정한 영향력 있는 인물 100인에도 들었다. 라이프지가 선정한 '20세기 가장 영향력 있는 인물' 순위에도 포함된 인물이다.
그레이엄 목사는 전세계를 돌아다니며 건전한 복음주의 교회들을 돕거나 세우는 데 협력했다. 한국에 1970년대에 방문해 100만명이나 온 전도집회를 이끌었으며 전세계를 다니며 수백만명을 부드러운 방식으로 전도하여 교회로 나아오게 하였다. 균형잡힌 신학과 유머 감각, 탁월한 설교 능력이 인기 요인이었다. 지금까지도 세계 침례교 교회의 영웅으로 남아있다. 생전에 수많은 유명한 신학자와 목사들에게 조언을 하고 자신의 뒤를 이을 유능한 기독교 전문가들을 길러냈다. 미국 정치계에서 정치인들 간 중재자의 역할을 담당하기도 했다.
오켄가는 유명한 신학교인 미국의 고든 콘웰 대학 설립에 참여했고, 세계 최대 복음주의 신학교인 풀러신학교 초대 총장으로 섬겼다. 오켄가는 1936년 메이첸의 보수적 근본주의 기독교를 비판하였고 1942년에 세계복음주의연맹을 'NAE'로 본격적으로 개편하였다. 1948년 극단적으로 보수적인 기독교 사상인 근본주의와 대비되는 신복음주의 개념을 만들었다. 신복음주의는 전통적인 보수 신학과 장로교 현대 신학의 거장 칼 바르트의 신학을 모두 인정한다.
자유주의와는 거리를 둔다. 신복음주의자들은 1920년대 자유주의 신학과 보수주의 신학의 극단적인 갈등이 복음의 본질을 가렸음을 지적한다. 1920년대의 갈등이란 보수주의자들이 성경의 무오성, 동정녀 탄생, 대속, 부활, 재림을 중심으로 만든 1910년의 북장로교 선언과 자유주의자들의 '어반 선언'의 대립을 의미한다. 굳이 따지자면 신복음주의는 보수적인 신학 입장에 더 가깝다.
이렇듯 신복음주의 개념을 고안한 오켄가는 33년 동안 회중교회 교단에 속한 파크스트릿 교회 목사로 섬겼으며 빌리 그레이엄의 친구로 오랜 시간 조언을 담당했다.
또 1956년 창간된 세계적인 기독교 언론 '크리스채너티 투데이'(이단적 경향으로 비판받는 크리스천투데이와는 전혀 다른 곳)의 이사장을 맡았다. 1978년 성경무오설을 지지하는 시카고 선언에 서명하였다.
오켄가의 뒤를 이어 신복음주의 신학 연구를 발전시킨 사람이 에드워드 카넬이다. 일부 보수적 이단 교단들, '트럼프주의 크리스천'들이 오켄가가 신흥종교로써 세계복음주의연맹을 만들었다는 주장을 퍼트리지만 이는 사실이 아니다.
버나드 램도 WEA에 영향을 미친 주요 인물들 중 한 사람이다. 그는 저명한 기독교 변증학자로서 이성이 은혜로 주어진 선물임을 신뢰하므로 과학과 성경의 조화를 끊임없이 모색하였고, 칼 바르트의 사상을 온건하게 계승하였다. <과학과 성경의 대화>라는 저서로 한국 신학계에도 잘 알려져있다. 위키백과의 서술에 따르면 버나드 램은 다음과 같은 특징이 있었다. '버나드 램 (Bernard L. Ramm , 1916년 8월 1일 - 1992년 8월 11일 )은 폭넓은 복음주의 전통속에 속한 침례교 신학자이자 변증가였다. 그는 성경 해석학, 종교 및 과학, 기독론 및 변증론과 관련된 주제에 대해 많은 것을 썼다. 1956년에 발표 된 개신교 성경 해석 (Protestant Biblical Interpretation)에서 제시된 해석학 원리는 침례교 신학자들의 다양한 스펙트럼에 영향을 미쳤다. 1970년대에는 칼 F. H. 헨리 (Carl F. H Henry)와 함께 잘 알려진 복음주의 신학자로 알려지게되었다. 1954년 칭찬과 비판을 동시에 받은 그의 저서 「과학과 성경에 관한 기독교적 관점 」(The Christian View of Science and Scripture)은 1979년 American Scientific Affiliation 저널의 주제였으며, 베일러 대학교에서 발행되는1990년도 판 종교연구 의 관점들(Perspectives in Religious Studies )이라는 저널에서 버나드 램의 신학의 관점이 주제로 실렸다. 한국의 신복윤 박사를 비롯한 많은 학자들에게 영향을 주었다.'
버나드 램은 1954년 <과학과 성경에 대한 기독교적 관점>(The Christian View of Science and Scripture)을 발간했는데 이 책은 자연의 증거와 성경의 이해를 화해시킬 수 있는 좀 더 유연한 접근 방법을 제안했기 때문에 지성인 복음주의자들의 환영을 받았다. 램은 근본주의자들이 적절한 문화적 상황 안에서 성경을 읽지 못하고 17세기 베이컨 시대의 본문인 것처럼 성경을 읽고 있다고 비난했다. "지나친 교조주의의 가장 심각한 오류는 조화에 방법이 있다는 점을 보지 못하는 것이다. 우리는 하나님의 계시가 성경의 언어와 그 언어에 수반된 문화 안에서, 그리고 그것을 통해 주어졌다는 명제가 진실이라고 믿는다."고 했다. 창조신학 연구자인 조덕영 박사는 램에 대해 다음과 같이 평가했다. '램의 해석은 분명히 창조과학 진영의 프라이스나 림머와 다른 것이었다. 그러나 버나드 램은 성경해석학 책을 쓸만큼 종교개혁자 마르틴 루터와 칼빈이 해석에 사용했던 성경 해석과 신학 방법론으로서의 "적응"(눈높이)의 방법을 잘 아는 조직신학자였다. 이는 성과를 거두었다.' 
크리스천북뉴스는 창조 신앙을 다룬 이 중요한 책에 대해 다음과 같이 평가하였다. '저자는 극단적 자유주의와 무신론이 기독교를 말할 수 없다는 전제에서 출발하여 성경 자료와 과학 지식의 관계를 보여 주는 데 중점을 두고 있으며 그 범위는 천문학, 지질학, 생물학, 인류학 등 폭넓은 과학 분야를 아우른다. 과학과 성경의 통합을 위한 논의의 초석을 놓은 이 책은 과학과 신앙 문제를 놓고 고민하는 독자들을 위한 훌륭한 지침서가 될 것이다. 또한 기독교 역사 속에서 과학과 성경의 대화가 어떻게 이뤄져 왔는지, 그래서 오늘날 교회의 과학 이해가 과연 어떻게 형성된 것인지 파악하고, 앞으로 어떻게 과학과 성경의 관계를 새롭게 정립해 나갈지를 논의할 때, 결코 빼놓을 수 없는 중요한 고전으로 자리 매김할 것이다.'
도날드 블러쉬는 복음주의적 에큐메니컬이라는 신학적 경향을 대표하는 학자로서 WEA에 영향을 주었다. 그는 <그리스도인과 구원>, <복음주의 신학의 정수> 등의 저서들을 남겼다. 시카고대 졸업 후 옥스퍼드대, 튀빙겐대, 바젤에 위치한 대학교 등에서 학문들을 깊이있게 배워나갔다. 이는 도날드 블러쉬의 통합적이고도 복음적인 학문 형성에 있어서 자양분이 되었다. 
'미전도종족' 개념을 정립해 발표한 세계적인 선교학자 랄프 윈터도 WEA(세계복음주의연맹)에서 활동했다. 1974년 스위스 로잔에서 랄프 윈터가 한 선언은 선교 역사에서 가장중요한 순간 중 하나로 회자된다. 랄프 원터는 창세기 12장을 근거로 적극적 선교를 옹호했으며 모든 종족을 향한 하나님의 마음을 대변하려 하였다. 그는 선교의 대상이 되는 그룹들을 전도된 종족, 미전도 종족, 접촉된 종족, 미접촉 종족으로 나누고 기도 운동의 중요성을 강조하였다.
상당수의 보수적인 신학자들도 이 단체를 좋아한다. 총신대의 박용규, 감지찬, 김성태, 이은선, 박명수 교수, 숭실대 대학원 김영한 박사, 주종훈 교수와 합신대의 이승구 교수가 대표적이다.
한국에서는 유명한 교회인 할렐루야교회의 김상복 목사가 이 단체에서 열심히 활동하였다. 사랑의 교회 오정현 목사, 강변교회 김명혁 목사, 지형은 성락성결교회 목사, 새문안교회 담임목사도 긍정적으로 보고 있고 적극적으로 교류하고 있다. 한국 최대 개신교 연합체 한국교회총연합도 긍정적으로 인식한다. 한국기독교교회협의회도 이를 부정적으로 인식하지 않는다. 다만 한국기독교협의회 산하 인권단체는 동성애에 조금은 온정적인 입장이므로 WEA의 강경한 반동성애 기조에 대해 이들은 탐탁치 않게 여길 수 있다.   
한국 최대 독립교단인 한국독립교회선교단체연합회(KAICAM)와 이 교단의 신학교인 횃불트리니티신학대학원대학교도 적극적으로 참여한다. 

## 신학자들의 평가
WEA(세계복음주의연맹)와 교류 단절에 반대한다’는 입장을 분명히 한 교수들은 다음과 같다. 김성태 교수(선교신학, 총신대학교 신학대학원 명예교수), 김영한 교수(조직신학, 숭실대학교 명예교수), 박용규 교수(역사신학, 총신대학교 신학대학원 명예교수), 이승구 교수(조직신학, 합동신학대학원 교수), 이한수 교수(신약신학, 총신대학교 신학대학원 명예교수) 등이 있다.
신학자 이승구 교수는 다음과 같이 의견을 제안한다. 이 연맹에 대한 견해는 성경적 복음주의신학의 관점에 철저하게 유지하면서 대화와 교류를 제시한다. 기타 신학자들 중에서는 오덕교 박사, 김재성 박사, 안명준박사 등이 WEA와의 교류에 대해서 관용적이다.

### 김상복 박사
WEA 의장을 역임한 김상복 박사는 WEA는 1846년 영국에서 10개 국 복음주의 지도자들이 모여 창설되었다며 WCC보다 무려 100년이나 앞서 설립되어 시대적 도전 앞에서 예수 그리스도의 복음을 지키려는 노력을 계속해서 감당해왔다고 말한다. 또 WEA의 신앙고백서는 예장합동의 신앙고백과 다른 것이 없다며 성령으로 감동된 성경의 완전영감과 완전무오설, 삼위일체 하나님, 예수님의 동정녀 탄생과 대속의 죽음, 육체적 부활과 육체적 재림, 예수 그리스도의 몸인 하나의 교회, 예수 그리스도에 대한 믿음을 통하 구원과 성령의 거듭남, 성령의 역사, 구원 받은 자의 생명의 부활과 믿지 않는 자들의 심판의 부활 등 예장합동의 신앙고백과 하나도 차이가 없다고 밝혔다. 그는 합동교단의 지도자들이 세계복음주의연맹과 교류를 끊을 것이 아니고 오히려 적극적으로 나서서 세계복음주의운동에 헌신하고 공헌하는 영향력 있는 국제적 교단으로 도약하고, 참으로 훌륭한 세계적인 지도자들을 많이 배출하는 교단이 되기를 간절히 소망한다고 밝혔다.

### 박용규 교수
박용규 교수는 ‘세계복음주의연맹(WEA)에 대한 우리의 입장’이라는 제목의 입장문을 통해 “지난 몇 년 동안 교단(예장 합동) 안에 세계복음주의 연맹(WEA)과 교류 단절을 주장하며 총회를 분열시키고 있는 움직임을 지켜보면서 총신대학교의 교단 그리고 한국교회의 참된 회복을 위해 다음과 같은 입장을 표명”한다며 7가지의 견해를 제안했다.
7가지 견해는 ▲ WEA는 종교다원주의, 종교혼합주의, 교회 일치 운동을 주창하는 국제 연합기구가 아니다 ▲ WEA는 우리 총회가 지켜오고 추구하는 신학적 입장과 크게 다르지 않다 ▲ 2021년 총신대학교 신학대학원 교수회의 WEA에 대한 연구보고서를 지지한다 ▲ 2021년 총회 신학부 결정을 지지한다 ▲ ICCC(국제기독교협의회) 신근본주의 신학에 의존한 문병호 교수의 WEA 서울공청회 논문발표에 깊은 우려를 표명한다 ▲ 105회 총회가 위임한 것은 WEA 연구위원회이지 WA 교류 단절 위원회가 아니다 ▲ WEA에 가입한 적인 없는 우리 총회(예장 합동)가 만약 WEA와 교류 단절을 결정한다면 국내외적으로 고립될 것 등이다.

### 김명혁 박사
한국복음주의협의회 회장을 역임한 김명혁 목사는 “WEA는 신앙적으로 매우 건전한 세계적인 복음주의 연합체의 모임”이라고 강조하고 “한국에서 가장 큰 교단으로 한국교회는 물론 세계교회 안에서 중요한 리더십을 발휘하기 위해서도 합동교단의 WEA와의 교류단절은 바람직하지 않다.”고 말했다.

### 이승구 교수
이승구 교수는 ‘2021년 제106회 예장합동 총회와 한국교회에 드리는 간곡한 부탁’이라는 제목 아래 ‘세계복음주의연맹(WEA)과 한국교회, 그 바람직한 관계는 무엇인가?’라는 내용 글을 제안했다. 특히 ‘WEA와의 교류 단절 이유’로 거론되고 있는 ‘천주교회와의 교류’에 대해 이승구 교수는 “WEA가 천주교회와 대화하면서도 개혁자들이 지적한 모든 문제점들을 잘 분별하면서 대화하고 있(다)”며 “그러므로 우리는 천주교회와 대화한다고 해서 이분들을 정죄할 것이 아니라, 무엇보다 먼저 그들의 모든 활동이 자신들이 고백한 복음주의적 신앙고백에 충실한지를 샆펴보고 계속해서 그렇게 하기를 요청해야 할 것”이라고 언급했다. 또한 “세계복음주의연맹(WEA)은 세계교회협의회(WCC)와 같이 종교다원주의적 방향이나 포용주의적 구원관을 천명하거나 하지 않습니다”며 “오히려 오직 예수 그리스도 안에서만 구원의 길이 있음을 잘 드러내고 있습니다”고 밝혔다. 그는 이어서 아래와 언급한다.
그러므로 세계복음주의연맹(WEA)과 같이 국제적인 복음주의 단체에 대한 우리의 관계는 그 단체가 복음주의적 신앙고백에 충실하면 우리들은 그런 단체와 관계를 단절할 것이 아니라, 오히려 그들과 여러 활동을 같이 하면서 그들이 참으로 이런 복음주의적 신앙고백에 충실한 신학과 실천을 할 수 있도록 다양한 방면에서 영향을 주어야 할 것이다. 그 과정 가운데서 그들에게 더 큰 영향을 미쳐서 가장 정순한 복음주의인 개혁파적 입장에로 올 수 있도록 하는 것이 우리가 해야 할 일이라고 판단된다. 그래서 우리는 우리나라에서 한국복음주의협의회와 한국복음주의신학회(KETS) 등에서 철저히 개혁파가 아닌 분들과 같이 활동도 하고, 국제적인 복음주의 단체인 세계복음주의연맹(WEA)에서 활동도 하고, 미국 복음주의신학회(ETS)와 관계도 가지면서 우리들의 성경적인 개혁신학과 개혁파적 비전이 우리들 안에서 만이 아니라 더 넓은 영향력을 내도록 하는 일에 충실해야 한다.

### 박응규 교수
이후 WEA의 신학적 정체성을 고찰한 박응규 교수는 우선 개명 전 WEF 때까지의 신학에 대해 "그들은 신앙고백에 대해서 가장 우선순위를 둔다. 이 신앙고백은 근본 교리를 바탕으로 한다. 따라서 여기에 그들의 정체성과 방향성이 있다. 그들은 이 신앙고백 내에서 협력한다고 규정한다"며 "둘째, 그들에게는 성경만이 유일한 규준(規準)이 된다. 근본교리 외에 교리적 다양성이 인정되고, 다양한 교회 정치도 포용된다. 다만 성경의 명령에 대해서는 타협의 여지가 없다. 셋째, 그들은 중앙집권적 교회 통합을 거부한다. 이것(중앙집권적 교회 통합)은 WCC의 방향이기도 하고, 중세 로마교회의 양태이기도 하다. 마지막으로, 그들은 복음전파를 최우선 과제로 삼고 있다"고 했다.
결론적으로 WEA의 신앙고백은 설립 초기부터 현재까지 성경에 기초하고 있고, 복음주의에 부합하게 유지하고 있다고 할 수 있다"고 했다.아울러 "WEA가 시대적 도전들 앞에서 기독교의 영향력 상실이라는 과제를 극복하기 위하여 복음주의 신앙을 고백하는 연대를 추구하고 사역을 전개해 나간 것은 분명히 역사적 의미가 있다고 할 수 있다"고 했다. 박 교수는 "그러나 이러한 과정에서 여러 교파들과 기관들이 힘을 모아 공동보조를 이루기 위하여 WEA가 '교리적 동맹이 아닌 사역적 동맹단체'로서 측면을 강조한다면, 기대와 희망보다는 갈등과 우려의 목소리가 더 커질 것"이라며 "그런 의미에서 WEA를 비롯한 복음주의자들은 신학적 정체성을 분명히 하면서 사역의 연대를 공고히 하려면, 개혁신학을 그 기반으로 삼아야 한다"고 했다.

### 이은선 교수
역사학자 이은선 박사는 신앙고백서를 살펴볼때 복음주의 신앙고백서의 일치하며, 성경적 근거를 가지고 있으며, 삼위일체와 5대 근본주의 원칙에도 같다고 평가하였다. 교류하는 것이 한국의 복음주의 교단에 유익하다고 말하였다.

### 박명수 교수
해외 교회와의 협력을 강조한 박명수 교수는 “WEA와 교류 단절은 곧 고립을 뜻한다면서 한국교회는 세계의 복음주의 교회와 연대해 세계 복음화에 기여해야 할 의무가 있다”고 강조했습니다. 박명수 교수는 가장 논란이 되었던 사건은 지난 2011년 ‘WEA-WCC-가톨릭 공동합의서'에 대하여 “이것은 이것은 공동의 신앙고백을 도출하기 위해 의도된 것이 아니라 선교 현장에서 복음증거를 위해 지켜야 할 실질적인 선교실천원칙을 도출하려는 동기에서 출발한 것”이라며 “혹자는 이 문서를 가지고 WEA가 WCC와 로마 가톨릭과 결국 한 신앙으로 변질되고 말았다는 비판을 가하지만 이것은 WCC, WEA, 로마 가톨릭이 각자의 신앙을 포기하고 하나가 되자는 취지의 문서가 아니며 이 문서는 WEA가 WCC와 로마 가톨릭이 각기 자신들의 신학적 입장을 분명히 갖고 있으면서도 서로 공감대를 형성할 수 있는 공통분모를 찾아 다종교 사회의 선교현장에서 만나는 실천적인 문제들에 효과적으로 대응할 수 있는 길을 찾으려고 한 것”이라고 강조했다. 특히 박명수 교수는 “‘WEA-WCC-가톨릭 공동합의서’는 종교 다원주의를 인정하려는 목적에서 만들어진 것도 종교다원주의를 지지하는 그런 내용을 담고 있는 것도 아니며 선교지의 상황에서 발생할 수 있는 종교 간의 마찰을 피하고, 효과적으로 선교할 수 있도록 실천적인 측면에서 WCC, WEA, 로마 가톨릭이 상호 동의할 수 있는 선교방법을 도출하려고 한 것“이라고 설명했다.

### 김영한 교수
김영한 박사는 세계복음주의연맹과 관련하여 한국의 교단이 고립주의나 분리주의가 아닌 보수 복음주의 연대를 통해 오늘날 지구촌 기독교와 한국교회의 미래를 위해 도약하고 발전할 수 있는 전기를 마련해 주기를 간곡하게 요청한다고 말한다. 분리주의 길은 역사적 기독교가 가야할 길이 아니다. 어거스틴은 4세기에 로마 박해시 배교자들과 결별을 선언하고 공교회를 떠난 도나티스트들(Donatists)의 분리주의의 길을 가지 아니하였다. 역사적 개혁교회는 사도신경을 고백하는 기독교 교단들과 교류를 하는 것이 하나의 그리스도의 몸인 보편적 거룩한 사도적 교회에 소속됨을 증명하는 것이다. 예장 합동이 WEA(세계복음주의연맹)과 교류를 끊을 것이 아니고 오히려 적극적으로 나서서 세계복음주의운동에 헌신하고 공헌하는 영향력 있는 국제적 교단으로 도약하고, 참으로 훌륭한 세계적인 신학 및 목회 지도자들을 많이 배출하는 교단이 되기를 간절히 바란다고 평가하였다.

## 신학적 우려들
{{중립 필요 문장}}
총신대 서청원 교수, 문병호 교수, 정성구 전 총신대 총장, 대한예수교장로회 합동에서 WEA 반대성명을 발표한 1000명의 목사, 장로 일동 등이 WEA를 강하게 반대한다.
매우 보수적인 개혁신학의 분파를 따르는 신학자들은 현대신학, 가톨릭, 정교회와의 대화에 열린 복음주의가 근본 정체성을 잃어버리고 한국교회와 교류하는 것이 도움이 되지않는다고 평가하고 있다.
이들은 종교 혼합주의, 종교 다원주의, 친 로마카톨릭교회, 친 이슬람, 친 젠더윤리 관점의 경향등 내부 지도자들의 신학적 경향에 대한 우려를 제기하고 있다. 그래서 WEA를 이러한 경향이 있는 단체로 간주하고 비판한다.
특히 그 증거로 2011년의 WCC, WEA, 가톨릭 공동선언(선교에 대한), 2013년 WCC 부산 총회에 대한 세계복음주의연맹의 축하, 로잔대회에서의 WEA와 WCC의 만남과 협력, 2015년 WCC와 세계복음주의연맹의 예배에 대한 공동선언, 2015년 WEA-교황청 회의, 2017년 WCC, WEA, 정교회, 오순절교회의 회의가 언급된다. 더 진보적인 교회 연합체인 WCC(세계교회협의회)와 다를 것이 없다는 우려다.
그러나 이에 대해서는 가톨릭, WCC와 WEA의 공동선언과 대화가 성경과 선교, 반기독교 대처 등 극히 일부분의 교리적 합의점에서만 이루어진다는 것(예배론, 성화론, 기타 민감한 사안들은 제외), 이슬람과의 대화는 가톨릭 수준의 교리적 합의도 전혀 없이 인종차별 등 사회적 측면에서만 이루어진다는 것(이는 사무엘 장 WEA 총무가 이슬람 장로 협의회와 '인종차별 저지' 등 사회적 현안만 합의한 것이 대표적이며 비슷한 사례로는 '한국기독교총연합회'(한기총)의 7대 종교 시국선언문, '한국교회총연합'의 3대 종교 대화 등이 있다.(저출산, 자살 예방 공동대처에 한해) 젠더 문제는 오히려 WEA의 명확한 '양성 지지'와 '젠더 자유주의 비판'(피리올림픽에 대해 젠더 자유주의는 잘못되었다고 WEA 단체 차원에서 비판) 입장을 표명한 사실을 통해 반박되고 있다.
신사도운동 의혹도 제기되나 이는 소수 인물에 국한될 뿐 기구에 가입한 단체 다수의 성향이 아니다. 현재 사무총장인 굿윌 샤나에 대한 비판도 제기되고 있다. 그가 이단성 있는 사상인 신사도 운동에 연루되어 있다는 의혹이다. 이에 대해서는 굿윌 샤나가 직접 반박하였으며 신학자 김상복, 주연종 목사도 2024년, 2025년 여러 차례에 걸쳐 반박하였다.
현재 WEA가 지향하는 신복음주의도 보수적인 복음주의라는 입장과 복음주의가 아닌, 자유주의에 가깝다는 기독교 근본주의자들의 입장이 신학계 내에서 대립중이다. 그러나 전통적이고 역사적인 복음주의에 가깝다는 평가가 현재는 학계에서 더 우세하다.

## WEA의 위상, 신학적 특성 및 우려에 대한 반박
{{중립 필요 문단}}
{{정리 필요}}
WEA는 국제적으로 일정한 수준의 위상을 차지하고 있으며, 신학적 우려의 여지가 상당히 적다고 유수의 학계 전문가들에 의해 평가받고 있다.
우선 WEA의 국제적 위상부터 서술하자면 다음과 같다. WEA는 전세계 140개국 이상, 100여개 이상의 기관들이 가입한 정통 기독교 교회 연합체로서 다른 정통 기독교 단체들과 함께 활발히 사역을 이어나가고 있다. 예를 들면 2024년 10월 1일에는 WEA와 전세계 성공회를 대표하는 세계성공회공동체(Anglican communion)가 함께 힘을 합쳐 아프리카 에리트레아 정부가 종교로 인해 교도소에 수감된 사람들을 석방해야 한다고 강력히 촉구하는 입장을 내놓았다.
이뿐만 아니라 유엔(국제연합)에 적극적으로 참여하여 기독교인 박해 문제에 대한 대처, 종교의 자유 강화를 위해서도 지속적인 움직임을 보이고 있다. WEA(세계복음주의연맹)는 1997년부터 유엔 경제사회이사회와 협력하고 있으며 성명, 보고서 등을 통해 유엔의 의사결정 과정에 참여하고 있다.
WEA의 권고를 유엔에서 반영한 사례로는 2012년의 스위스에 대한 유엔 보고서, 2018년 캐나다 인신매매 관련 보고서, 2019년 부탄의 종교의 자유 보고서, 2020년 이란에 대한 유엔 보고서 등이 있다. 2020년에는 스페인 대사에게 WEA가 카탈루냐 지역 개신교의 열악한 상황을 개선할 것을 강조하였고 대사는 WEA의 권고안을 받아들였다.
이에 더하여 WEA의 관계자들은 민간외교관계에도 큰 영향을 미쳤다. 한반도와 시리아 등 전쟁이 있었거나 전쟁중인 지역의 평화에도 힘써왔다. 한미관계에서도 WEA의 역할을 확인할 수 있다. WEA가 한미 수교 140주년 한국기독교기념사업회'의 출범에서 중요한 역할을 담당한 것이 대표적인 사례다. 한국의 7개 주요 정통 개신교 교단들은 이 사업회의 행사를 통해 미국 상하원 및 백악관 방문, 주한 미국대사 초청, 미국 주요도시 학술대회 개최, 미국 국가조찬기도회 참석 등을 추진했고 미국과의 교류를 확대할 수 있었다. 이러한 외교적 중요성 때문에 이 행사에는 대한민국 문화체육관광부 장관, 도지사 등 관료들까지 참석했다. 정통 기독교 단체기 때문에 대한민국 정부 부처에서도 공식적으로 폭넓은 지원을 할 수 있었던 것이다.(이 단체가 건전한 기독교 단체임을 논증할 수 있는 신학적 근거들은 후술하였다.)
2025년에는 WEA 역사상 처음으로 정식으로 WEA 서울총회 조직위원회가 조직되었다. 이 위원회에 참여하는 인물들과 협력단체들은 일각의 우려와 달리 모두 정통 단체, 신학자, 목사, 선교사들로 구성되어있다. 아울러 조직위원회 홈페이지도 2025년 2월에 개설하여 WEA를 적극적으로, 세밀하게 소개하고 있다. 그리고 각종 신학적, 정치적 비판에 대해서도 반박하는 내용을 홈페이지에 게재하였다. 
홈페이지에 따르면 CTS기독교TV, 기독교방송(CBS), C 채널, 국민일보, 기독교연합신문(대한예수교장로회(백석) 교단 기관지), 한국 최대 정통 개신교 교단 연합체인 한국교회총연합, 한국복음주의협의회(WEA 정회원), 한국복음주의신학대학협의회, WRF(세계개혁주의협의회)와 같은 유수의 기관들이 협력기관으로 WEA를 돕고 있다.
그리고 WEA 서울총회 조직위원회에는 8명의 신학자가 참여하기로 결정되었으며 이중 6명이 총신대학교 출신이라고 전해지고 있다. 성결대학교 김상식 총장, 김영우 전 총신대학교 신학대학원 교수, 안한나 횃불트리니티신학대학원대학교 교수, 오덕교 횃불트리니티신학대학원대학교 총장, 박명수 서울신학대학교 교수, 김재성 국제신학대학원대학교 교수, 이승구 합동신학대학원대학교 교수, 웨스트민스터성경연구소 소장 이국진 박사가 신학위원회에 참여해 신학 연구를 지속적으로 이어가게 되었다. WEA 서울총회 조직위원회 국내기획 담당으로는 사랑의교회 주연종 목사, 고영용 목사가 내정되었다. 국제네트워크 자문은 장세규 목사가 맡았다. 해외 교회 중에서는 워싱톤중앙장로교회 류응렬 목사, 새생명비전교회 강준민 목사, 어바인 베델교회 김한요 목사 등 여러 목사들이 WEA 조직에 직접적으로 참여하기로 결정되었다. 고문으로는 김상복 목사, 전계현 목사가 참여한다.
WEA 서울총회 조직위원회는 WEA에 대한 네 가지 의혹에 대해 이전보다 더 자세히 논리적으로 반박하였다. 아울러 2025년 5월 WEA 사무총장이 한국을 방한할 예정이라고 밝혔다.(다만 이 반박 과정에서 토마스 쉬르마허 전 WEA 사무총장가 평가절하되었다는 문제점이 있다. 토마스 쉬르마허 전 사무총장에 대한 비판은 상당히 왜곡된 측면이 있다는 지적도 있다.) 
그리고 앞으로 WEA와 동성애, WEA의 신학적 신념들, WEA와 국내 정통 장로교 교단 사이의 관계에 대해 홈페이지를 통해 계속 업데이트하겠다고 밝혔다. 이와 함께 WEA 및 서울총회와 관련한 궁금한 사항을 직접 질문할 수도 있다고 조직위원회는 상세히 설명하였다.
2025년 2월 14일 한국 각 정통 교단들에서 활동하는 유명한 신학자들과 목회자들이 주축이 된 단체인 '한국복음주의협의회'가 WEA를 변호하는 성명문을 발표하였다. 이들은 WEA가 한국의 보수주의 교회들도 받아들일 수 있는 신학적 틀 내에서 신학을 받아들이는 곳이라고 강하게 주장하였다. 주로 한국의 많은 정통 교단, 세계적인 정통 복음주의 교단과 신학자들이 WEA에 참여한다는 사실, WEA의 역사를 중점적으로 언급하며 논증하였다. 이 단체의 신학자들은 논증 과정에서 예시로써 고대교회의 지도자 아우구스티누스가 비슷한 맥락의 논쟁에 대처했던 일화를 소개하기도 하였다. http://m.newspower.co.kr/60695
.
다음으로 WEA의 신학적 특성을 설명하는 동시에 우려에 대한 반박 또한 이어나아가도록 하겠다. 앞서 살펴본 정통 기독교 단체들을 회원으로 보유한 WEA에 대하여 근본주의 성향의 기독교 단체, 교인들은 연일 비판만을 이어가고 있다. 이들은 WCC, 세계복음주의연맹(WEA), 로잔 운동, NCCK(한국기독교교회협의회)과 같이 신학적으로 조금이라도 극도로 보수적인 신학과 맞지 않거나 천주교, 정교회에 개방적인 단체와 교류하는 교단에 속한 교회를 나와야 한다고 주장한다. 이것이 배도라고 주장한다.
그러나 이러한 주장은 '교회는 신앙의 성장을 서로 돕는 곳이고 근본적인 구원은 그리스도께서 개인을 만나 주시는 것에 달려있다는' 개신교 교회론, 구원론에 어긋나며 초대교회 이단인 도나투스파나 다름없다는 지적을 받고 있다. 이러한 극단적인 주장을 하는 가장 대표적인 기독교 교단, 교회로는 사랑침례교회와 말씀보존학회가 있으며 교계에서 각각 이단성 있음+엄히 경계, '이단'으로 제재 조치를 받았다.
WEA는 매우 보수적인 몇몇 학자와 목회자들 일부, 이단 계통 기독교 교회들에 의하여 비판받고 있지만 실제로는 전통적이며 근본주의자들도 어느 정도 수용 가능한 기독교 복음주의 신학 노선을 채택하고 있다. WEA의 신학적 특성을 살펴보면 이 단체가 정통 기독교 회원단체와 정통 신학을 따르는 신학자들로 구성된 단체임을 확인할 수 있다. 자세히 후술하겠지만 다수의 회원단체들은 한국교회의 상당수가 지지하는 복음주의 신학을 단체의 신학적 기조로 삼고 있으며 이에 대한 근거는 후술할 2019년 WEA 자카르타 회의, 파리올림픽에 대한 WEA의 성명문, 다른 기독교 종파나 타종교에 대한 WEA 신학자들의 저작물 등 여러 근거들에서 나타난다.
가장 대표적인 예가 WEA의 7개조 선언이다. WEA는 말레이시아 쿠알라룸푸르에서 제정한 7개조 고백문을 통해 정통 복음주의 신학과 복음주의 신앙을 고백하고 있다. WEA는 가장 대표적인 고백문인 7개조뿐만 아니라 다른 여러 문서들을 통하여 중요한 정통 기독교 교리의 기준인 기독론, 신론, 구원론, 성령론, 교회론 등에 있어 표준적인 입장을 유지하고 있는 중이다.
2019년 자카르타에서 열린 세계복음주의연맹(WEA) 총회에서도 WEA 회원들은 기독교 정통 신학에 의해 오랫동안 다져진 교리들을 포기하지 않겠다는 선언을 다시 한 번 천명하였다. 아울러 타협을 위해 중요한 본질을 놓치지 않을 것이라고 회의에 참석한 교회 지도자들이 입장을 밝혔다.
그리스도에 대한 올바른 신앙고백은 여러 선언문에서 명확히 확인할 수 있다. 1989년 발표된 윌로우뱅크 선언이 대표적이다. 유대인을 향한 복음주의자들의 선언이라고 할 수 있다.
선언은 서두에서 “복음은 예수가 그리스도라는 좋은 소식이다”라고 밝히면서 그리스도론에 대해 명확한 신학을 제시했다. 선언에서는 전통적인 기독론적 고백을 하면서 유대인이건 이방인이건 율법의 행위로 하나님과 평화를 누릴 수는 없다고 명시했다. 또 잃어버린 자들과 예수 그리스도의 소식을 나누는 것이 기독교인들에게 최대의 의무사항이라고 말했다. 다른 이들에게 복음을 전파하려는 노력을 해야 하며 이때 존경과 성실함으로 그들에게 사랑을 표현해야 한다는 것이 선언의 뜻이었다.
이는 사도행전 4장에서 증언하는 바와 같은 유대인과 이방인을 모두 포함한 하나님의 구원 계획에 대해 명확히 선포한 것이다. 유대인을 향한 오랜 선교의 역사가 축적되면서 이를 15명 이상의 신학자들이 모여 정리한 것이 월로우뱅크 선언이다. 이 선언은 서구 중심의 기독교 세계관 속에서 어려움을 겪는 유대인들을 배려하여 그들이 이해하기 쉽도록 서술되었다.
성경에 대해서는 완전하고 유일한 권위를 가지고 있으며 하나님의 말씀이라고 믿고 고백한다. 유기적 영감설(성경은 하나님의 영감으로 쓰여졌으나 기계적인 받아쓰기는 아니라는 입장)과 축자영감설(보수파의 입장), 성경무오설 모두 인정하고 있고 전통적인 성별과 성윤리를 지지한다. 최근 노르웨이에서 자녀의 성전환에 반대한 부모의 친권을 국가가 박탈한 사건에 대해 세계복음주의연맹(WEA) 단체 인사들이 일반 시민들과 함께 항의하였고 박탈 조치는 취소되었다고 한다. 이와 비슷한 사건에 대한 보도도 있다. 현대신학과 현대과학에 대해서는 대체로 다른 가독교 교회 연합체인 'WCC'보다 보수적이고 ICRC, ICCC 같은 단체들보다는 조금 더 진보적인 편이다.
세계 교회 연합체인 양대산맥인 WCC와 WEA는 성경에 기반한 선교와 사회참여를 모두 중시한다. 그러나 WCC는 사회참여와 사회개혁이 가장 중요하다고 보고 WEA는 성경에 기반한 선교가 가장 중요하다고 본다. 이것이 결정적인 차이점이다.
WEA는 해외에서 박해받는 기독교인들을 위한 활동들을 활발히 전개하고 있으며 성경을 보기 어려운 지역에 성경을 공급하는 역할도 하고 있다. 박해받는 기독교인들을 위한 기도회를 열고 성명을 발표할 뿐만 아니라 종교의 자유가 제한된 국가들을 감시하기도 한다. 2024년에 WEA와 전세계 기독교 단체들이 함께 아제르바이잔의 기독교인 인권유린 사례에 항의한 것이 대표적 사례다. 이슬람 극단주의 세력의 기독교인 위협에 대해서도 이의제기를 필요할 때 하고 있다.(사우디아라비아의 기독교인 인권 상황에 대한 비판이 대표적임.) 이는 WEA가 기독교인들의 생명이 위협받는 지역들에서 그들의 권익을 확대하고 선교적 비전을 실현하기 위해 활동해왔다는 것을 드러내는 직접적 사례들이라고 볼 수 있다. 
그렇다면 WEA에 대해 교단과 학계에서는 어떻게 바라보고 있을까? 2019년에 한국 최대 기독교 교단 대한예수교장로회 합동 교단에서 열린 104회 총회에 세계복음주의연맹(WEA) 측은 서한을 보냈다. 이 서한에는 '종교다원주의, 동성애, 무신론적 공산주의 사상'에 대해 모두 성경에 근거하여 반대한다는 세계복음주의연맹의 입장이 잘 나타나있다.
이는 세계복음주의연맹이 1980년대 발표하여 한국교회에서도 환영한 기독론 선언과 다르지 않은 입장문이다.
심지어 근본주의자 기독교인들이 우려하는 가톨릭과의 관계도 기우로 밝혀졌다. 예를 들면 2005년 한국복음주의신학회가 WEA와 함께한 국제학술대회에서는 WEA에 참여하는 신학자들이 가톨릭의 마리아론에 대해 비판적으로 접근했다.
이뿐만이 아니다. 이 학술대회를 다룬 기사에 따르면 기독교윤리분과에서 활동하는 카버 유 박사(Carver Yu)는 ‘오늘날의 해석학적 논의와 칼빈의 유의성’을 제목으로. 텍스트에 대한 포스트모더니즘(현대 철학)적 해석에 대한 비판과 함께 기독교 학자로서 성경을 어떻게 읽어야 할 것인가에 대한 해답을 종교개혁자 칼빈에게서 찾아 제시했다. 역사신학분과에서 활동하는 로버트 갓프레이(William R. Godfrey) 박사는 ‘21세기 복음주의 신학의 과제’를 통해, 불안정성과 혼란에 빠진 복음주의 신학이 회복되기 위해서는 개혁주의 신학에 기초를 두어야 한다고 강조했다. 이처럼 WEA의 학자들은 보수적 견해를 명확히 드러내는 경우가 상당히 많다.
즉, 세계복음주의연맹은 종교다원주의를 오히려 배격하는 단체다. 앞서 언급한 WEA의 학술대회에서는 기독교의 진리 절대주의에 의거하여 학문 탐구가 이루어지고 있음을 확인할 수 있었다. 
그래서 한국 최대 보수 기독교 교단인 '대한예수교장로회 합동' 교단 회의에서는 2019년에 세계복음주의연맹(WEA)와의 교류 단절은 바람직하지 않다고 결의하였다.
그리고 2021년 회의에서는 찬성자와 반대파의 대립이 너무 심했기 때문에 명확한 찬성, 반대 결론을 내지 않겠다는 교단의 입장을 발표했다. 교단내 찬성파도 많다.
이 교단의 대표 신학교인 총신대학교 교수회는 2021년에 WEA에 대한 논쟁의 자리가 다시 교단 안에서 만들어졌을 때 공식적으로 WEA의 네트워크를 활용해 세계선교에 적극적으로 참여해야 한다고 주장하기도 했다.
한국에서 가장 큰 주류 신학대학 중 하나인 총신대학교 교수회는 WEA, 토마스 쉬르마허를 포함한 WEA 내 신학자들을 긍정적으로 인식하는 입장을 발표하였다. 이는 2021년에 공식적으로 했던 발표다. 이를 자세히 살펴보면 다음과 같다. 이 교수들에 따르면 WEA 신학위원회에 속한 신학자들이 WCC와 로마가톨릭과 신학적 차이를 무시하고, 전통적인 복음주의 신학과 신앙의 유산을 이탈하여 단일적인 세계교회기구를 만들기 위해서 WCC와 로마가톨릭과 단 한 번도 통합을 논의해 본 적은 없다고 밝혔다고 한다. 이뿐만 아니라 WEA의 2018년 복음주의신학연구지(ERT)에 수록된 ‘가톨릭교회와 WEA간의 국제협의보고서’에서도, 이 협의모임을 주도한 토마스 쉬르마허와 존슨은 프랜시스 쉐퍼의 제자들로서 역사적 복음주의 개혁주의 신학 전통 위에서 로마가톨릭의 신학적 문제점들을 정확하게 인식하고 있고, 거기서 더 나아가서 로마가톨릭 내의 소위 로마가톨릭 복음주의자들을 개신교의 역사적 복음주의 신학으로 선교적으로 인도하려는 분명한 의도를 보여주고 있다고 한다.
또 이 교수들에 의하면 WEA는 1846년 세계복음주의협의회로 시작되었을 때부터 지금까지 그리스도인의 연합(Christian Unity), 노예제도 폐지와 관련된 인권문제(Human rights), 세계복음화(World Evangelism)와 만인을 위한 종교자유(Religious freedom) 등과 같은 네 가지 공동 관심사를 가지고 WCC나 가톨릭과 함께 사역해왔다고 한다. 그런데 중요한 것은 이러한 다종교 사회 속에서의 종교의 자유, 선교를 위한 윤리강령 제정을 위한 노력들이 역사적 복음주의 신학 위에서 전개되어왔다는 점이다. (2011년도의 가톨릭-WEA-WCC 선교 공동선언 문서도 “기독교선교를 위한 최소한의 윤리강령”의 관점에서 이해되어야 하며, 교리적인 교류나 타협은 아닌 것이다). 그것은 그들의 저술들 속에서 확인된다.
예를 들어, WCC의 미시오 데이 개념에 대한 성경적 평가를 밝혀주고 있는 토마스 쉬르마허의 미시오 데이:하나님의 선교적 본질(Missio Dei:God’s Mission Nature, 2017). 역사적 공교회의 삼위일체 교리와 신조들에 대한 연구인, 토마스 존슨, 성경에 나타난 삼위일체론과 공교회의 선택된 신조들:연구를 위한 자료(The Trinity in the Bible and Selected Creeds of the Church:Resources for Study, 2013). 그 외에도, 토마스 쉬르마허, 근본주의:종교가 위험하게 될 때(Fundamentalism:When Religion becomes Dangerous, 2013). 토마스 존슨, 인권과 기독교윤리(Human Rights and Christian Ethic, 2005). 토마스 존슨 & 리처드 호웰, 인종주의: 리차드 호웰에 의한 인도의 카스트제도에 관한 글과 함께(Racism:With an Essay on Caste in India by Richard Howell, 2012). 토마스 쉬르마허, 인신매매:노예제도의 귀환(Human Trafficking:the Return to Slavery, 2013) 등이 있다.
이렇듯 WEA는 가난, 종교탄압, 인신매매, 테러리즘과 같은 현대사회 속에서 공통적으로 겪게 되는 사회, 윤리적 문제들을 여러 기독교 교단이나 단체들과 함께 연대하여 대처해 나가려고 한다는 점에서는 WCC와 유사성을 지니지만, WEA를 대표하는 신학자들은 여전히 '확실하게' 역사적 복음주의 신학 전통 위에서 균형 잡힌 연구를 하고 있음을 알 수 있다고 교수들은 밝혔다. 
같은 교단내에서 WEA에 대해 탐탁치 않게 생각하는 칼빈대학교 교수회도 '느슨한 형태의 교류까지 금지할 필요는 없다'라는 입장을 밝혔다. 이들은 WEA가 복음적 특성이 있다는 사실을 소극적이지만 '명시적으로' 인정하였다. 이들은 다음과 같이 말하고 있다. '선교적, 실천적 관점에서 볼 때, WEA의 지향하는 바가 꼭 바람직하지 않은 방향으로 나가고 있다고만 볼 수는 없는 측면도 있다. 오히려 그 관점에서는 이 운동이 복음적이며, 그러기 때문에 세계의 모든 그리스도인들이 함께 적극적으로 동참해야 한다는 도전도 한편으로 귀하게 생각해 볼 수 있다.' '지금도 동성애 차별금지법 반대와 같이 하나님의 뜻에 맞다고 판단되는 일을 추진할 때는 예장합동 뿐만 아니라, 이에 동의하는 모든 기독교 단체와 가톨릭, 다른 종교 단체, 비신자들과의 연합도 모색해서 이루어야 한다. 따라서 우리는 하나님의 뜻과 일치하는 사안들, 예를 들면 세상의 공익을 위한 일이나 세계 선교를 위해서는 WEA와 연합활동을 할 수 있고 해야 한다.' '학회에 초청되는 외국인 강사가 소속되어 있는 대학이 WEA에 가입된 경우가 있을 것이다. 하지만 이런 신학적 교류까지 금지할 필요는 없으리라고 본다. 만약 이런 것까지 금지한다면 우리 예장합동은 신학적으로 세계에서 고립될 것이고 분리주의라고 비난받을 우려도 있다. 또한, 총신대 신대원을 졸업하고 외국 신학대학으로 유학을 갈 경우에도, 그 대학이 이미 WEA에 가입된 경우가 많은데 그렇다고 그 대학에 유학 가는 것을 금지한다면, 총신 출신이 유학 갈 수 있는 해외 신학대학은 별로 없을 것이다. 그리고 WEA에 가입된 대학에서 박사학위를 이미 취득하고 현재 우리 교단의 신학교에서 교수활동을 하고 있는 학자들을 배격하거나 신학적으로 의심의 눈초리로 감시하는 것도 지나친 일일 것이다. 그러므로 WEA와의 전면적 교류 금지는 신중할 필요가 있다.'
박용규 교수, 이한수, 김성태 교수, 성남용 교수(총신대 목회전문대학원), 김대환 목사, 이태영 목사, 조현석 목사, 오정호 목사, 오정현 목사, 이국진 목사, 총회장을 역임한 박성규 총신대학교 총장은 한국 최대 개신교 교단인 '대한예수교장로회 합동', '총신대' 내의 대표적 WEA 찬성파로 언급되고 있다.
이풍인 교수, 고영기 목사 등은 WEA에 대한 적극적 찬성보다는 교류를 우호적으로 하고 있는 현상황 유지를 이어가는 것이 좋다고 보는 입장에 가깝다.
실제 세계복음주의연맹은 일각의 우려와 달리 WCC(세계교회협의회)에 비해 다른 기독교 종파들의 교리를 수용하는 것에 대하여 더 신중한 입장이다. 가톨릭과 한 공동선언도 몇 안되는 공통점에 한해서만 공감대를 형성한 것이다.(특히 선교, 성경 전파 측면에서) 예배론이나 성화론처럼 기독교 정통 교리에서 민감한 지점은 함부로 안건으로 올려 이야기하지 않는다.
이렇듯 가톨릭과 교리적으로 활발하게 소통하고 교류하는 정통교단들은 한국에도 여럿이다. 가톨릭을 형제 기독교로 볼 수도 있고 안볼 수도 있다. 이것은 비본질에 있어 신학적 견해가 다른 것일 뿐이다. 이는 구원과 결부될 수 없는 문제다. 세계복음주의연맹은 가톨릭, WCC와 대화할 때도 다음과 같은 입장을 고수한다. “교회는 하나의 기관이 아니라 하나님의 백성들의 공동체이며, 교회는 모든 시대를 통틀어 그리스도의 한 몸으로 모든 구원받은 자들을 포함한다” 이는 가톨릭과 다소 다른 교회론이다.
가장 중요한 사실은 WEA가 가톨릭을 형제 그리스도인으로 여기면서도 비판할 부분은 매우 분명하게 비판한다는 것이다. 2005년 한국복음주의신학회가 WEA와 함께한 국제학술대회에서는 WEA에 참여하는 신학자들이 가톨릭의 마리아론에 대해 비판적으로 접근했다.
WEA에서 활발히 활동한 신학자 데이비드 파커(David Parker) 박사는 ‘복음주의자와 마리아: 최근의 신학적 평가들’을 통해 마리아에 대한 로마가톨릭의 견해를 비판했다. 그러면서 그는 “우리의 마리아관에 나타난 상대적인 무시와 왜곡들을 교정하고” 마리아를 “‘하나님의 은혜를 받은’ 자로서, 그리고 ‘하나님의 종’으로서만 기꺼이 인정할 필요가 있다”고 제안했다.
WEA- 가톨릭 간의 관계 문제에 대해서는 각종 자료들을 통해 우려에 대한 반박이 가능하다. 1994년 '복음주의자들과 가톨릭 교인들이 함께: 공동의 사명 수행을 위하여(Evangelicals and Catholics Together(1994) – ECT: Toward a Common Mission)' 선언문에 WEA 인사들이 서명을 했는데 이것이 보통 WEA가 친가톨릭 기구라는 공격의 빌미가 되기도 한다.
그러나 이 당시 서명한 기독교 보수주의자들은 가톨릭의 모든 교리에 결코 동의하지 않았다. 특히 이 문서에 서명한 사람 중 한 사람인 제임스 패커는 보수적인 성윤리, 청교도 중심의 신앙 고취를 기독교인의 롤모델로 제시하며 그의 여러 책들을 통해 한국의 '보수 개혁주의 장로교 신학'을 따르는 이들도 흔쾌히 동의하는 주장들을 많이 펼친 바 있다. 특히 그는 마르틴 루터가 평생에 걸쳐 부르짖은 '칭의'(하나님의 의롭다 하심) 교리에 대하여 전적으로 동의하고 이것을 그의 신앙, 모든 논의의 기준으로 삼았다. 이는 그의 책 <하나님을 아는 지식>, <하나님의 인도> 등에서 명확히 확인할 수 있다. 김영한 교수의 말을 빌리자면 '기독교인들을 향해 성령 안에서 하나남과 동행하고 자신의 죄와 싸워 거룩함과 회개를 진지하게 받아 들여야 할 것을 촉구했다. 그는 또 성경의 무오한 권위를 변호하고, 청교도 신앙과 인물들을 20세기 성도들에게 소개했다.'고 볼 수 있다. 또 제임스 패커는 동성결혼 찬성으로 입장을 정한 캐나다 성공회에 반대하여 주교 자리를 반납하기도 했다. 이러한 사람을 종교다원주의자, 자유주의에 마냥 타협한 사람으로 볼 수 있을까?
국민일보가 제임스 패커가 사망했을 당시 실은 특집 기사에서는 다음과 같이 제임스 패커의 삶을 설명하고 있다. 이 기사에서는 패커가 얼마나 '오직 성경'의 원리를 온몸으로 실천했는지를 잘 보여주고 있다. '제임스 패커는 1926년 7월 22일 영국 글로체스터시어 북부 트위닝 마을에서 성공회 신앙 가정에서 태어났다. 옥스퍼드대로 진학한 후 기독인연합회 도서관에 기증된 책을 정리하다가 17세기 청교도 신학자 존 오웬의 저작물을 대거 만나면서 영향을 받았다. 이 과정을 통해 예수 그리스도를 확고하게 믿는 신앙인이 됐다. 1948~1949년엔 매주일 저녁 런던의 웨스트민스터채플에서 당시 50세였던 마틴 로이드 존스의 설교를 들었다. 패커 교수는 로이드 존스의 설교에 탄복하게 되는데 그 이전까지는 한 번도 그런 설교를 들어본 적이 없었다고 했다. 마치 전기쇼크를 당한 것 같았다고 나중에 회고했다. 패커 교수와 존스는 서로 알게 되면서 가까워졌고 패커는 존스에게 청교도적 관점을 이해시키고 적용하는 정기 모임을 시작하자고 제안했다. 20년간 지속된 ‘청교도 콘퍼런스’의 시작이었다. 패커 교수는 1977년에는 R.C. 스프롤, 존 게르스트너, 노먼 가이슬러, 그레그 반센 등과 함께 미국에서 콘퍼런스를 열고 국제성경무오류협회를 구성하기도 했다. 이는 1978년, 성경은 무오하다는 시카고 선언을 이끌어내는 기초가 됐다. 칭의와 관련해서도 ‘칭의의 여러 얼굴들’(1986) 등을 펴내고 “끊임없이 이신칭의에 대한 오해가 있고 반대하는 의견이 있으며 형태가 왜곡되는 것은 별로 놀라운 일이 아니다. 그러나 하나님의 거룩하심과 자신의 죄인 됨에 대해 무엇인가를 아는 자들에게는 이 교리가 진실로 생명줄이자 송영이며, 찬양의 외침이자 승리의 노래”라고 밝힌 바 있다. 패커는 종종 자신이 영향을 받은 기독교 고전을 언급하기도 했다. 그의 추천 고전에는 장 칼뱅의 ‘기독교 강요’, J. C. 라일의 ‘거룩’, 존 번연의 ‘천로역정’, 리처드 백스터의 ‘참된 목자’, 마르틴 루터의 ‘의지의 노예에 대하여’, 그리고 존 오웬의 저작들이다. 그가 가장 좋아했던 고전은 ‘천로역정'(보수적인 청교도 기독교 문학의 고전작품)이었다. 패커 교수는 삶 속에서 구약의 ‘전도서’를 통해 지혜를 얻기도 했다. 젊은 시절 한때 냉소주의에 빠졌던 그는 전도서를 읽고 치유됐다고 고백했다. 그는 “전도서는 인간이 자신의 삶을 계획하고 주관할 수 있다는 생각이 어리석다는 것을 가르쳐주는 책”이라며 “사람은 하나님의 섭리와 주권을 인정하고 하나님께 모든 지혜를 두어야 한다”고 강조했다.'
이렇듯 복음을 진정으로 받아들이고 매우 보수적인 정통 개혁주의 신앙인으로 살아간 사람에게 마구잡이로 돌을 던지는 것은 무지에서 비롯된 참상이다. 그리고 세계복음주의연맹(WEA)에 간접적으로 참여했으며 앞서 말한 '복음주의자들과 가톨릭 교인들이 함께: 공동의 사명 수행을 위하여(Evangelicals and Catholics Together' 문서에 서명한 프란시스 쉐퍼 역시 지극히 보수적이고 청교도 윤리를 따르며 순전한 믿음을 추구하는 복음주의자였다.
이제 다시 현재의 지점으로 돌아와서 WEA 논란을 살펴보도록 하겠다. WEA 반대측에서 이제는 한국교회가 세워질 수 있는 기틀을 마련한 마르틴 루터의 루터교 교단까지 친가톨릭이라고 비판하고 있다. 이는 개신교에서 제일 먼저 생겨난 정통 교단의 교리를 공격하는 것으로 세계 기독교를 분열시키는 발언이다. 루터교는 신학적으로 '의화론'에 있어 가톨릭과 공동 선언을 했지만 그렇다고 하여 성유물 같은 모든 가톨릭 교리까지 다 인정하는 것이 아니다. 이를 간과한 WEA 비판은 한국교회 일각의 커다란 선입견을 잘 보여준다.
WEA에 관여하는 신학자와 교회 지도자들은 위와 같이 가톨릭을 형제 기독교인으로 여기지만 동시에 비판적으로 볼 부분을 명확히 하고 있으며 타종교에 대해서는 더 엄격한 원칙주의를 고수한다.
자유주의, 종교다원주의에 대해서도 이들은 여러 번 반대 입장을 밝혔다. 이에 대한 대표적 예시들은 다음과 같다.
WEA는 자유주의 신학을 지지하지 않는다. WEA는 WCC와 교류하면서도 WCC 내 극단적인 비성경적 그룹의 신학은 명확히 비판하면서 수용하지 않고 있다. WCC 내 극단적 그룹은 WCC 내에서도 비판받는다. WEA는 WCC보다 '분명하게 보수적인' 신학과 신앙의 실천을 이어가는 중이다. WCC 내 일부 그룹이 추구하는 매우 진보적인 신학인 자유주의에 대해서 WEA는 부드러운 신학적 대화를 이어간다. 그러나 동시에 무분별한 포용을 하지 않는다. 2001년에 '개방적 신론' 논쟁이 세계복음주의연맹(WEA)에 참여하는 신학자들 사이에 불붙은 일이 있었다. 당시 언론 보도에 따르면 WEA의 중요한 회원 단체인 미국 복음주의 신학회는 회원 신학자들 중 약 70퍼센트의 찬성으로 '개방적 신론'에 반대하는 결의문을 통과시켰다고 한다. 이들의 입장은 다음과 같다. 성경은 하나님께서 자유적 도덕적 행위자들의 미래의 모든 결정들과 행위들을 포함하여 과거와 현재와 미래의 모든 사건들에 대한 완전하고 정확하고 무오한 지식을 가지고 계시다는 것을 분명히 가르친다고 우리는 믿는다." 개방적 신론은 하나님의 미리 아심과 기타 그의 속성들의 일부를 파괴시킨다.''
이 당시 WEA와 관련 있는 신학교인 캐나다 맥마스터 대학교에서 클락 피낙의 가르침을 받은 이들은 개방적 신론을 옹호했으나 이와 같은 인물들은 WEA 내에서 소수였다. 클릭 피낙은 하나님께서 새 지식을 얻을 때 때때로 생각을 바꾸신다고 주장했다. 이러한 주장에 대해 WCC 내 보수파, WEA 주류 인사들은 현재까지도 동의하지 않는다.
이뿐만 아니라 WEA는 종교다원주의도 배격한다. 총신대학교 이한수 교수의 분석, 증언을 통해서도 WEA 참여 신학자들의(토마스 쉬르마허 등) 반종교다원주의적 특성을 살펴볼 수 있다.
몇년 전 총신대학교 신약학 교수 이한수는 기자회견을 통해 WEA 전 사무총장이며 WEA의 핵심 인물인 토마스 쉬르마허가 보내온 편지를 공개했다. 이 편지의 내용은 토마스 쉬르마허가 종교다원주의가 아님을 잘 보여주고 있다. 김 교수에 따르면 토마스 쉬르마허는“저는 종교다원주의를 반대한는 몇 권의 책을 출간했다”며 종교 다원주의를 반대한다는 입장을 분명히 했다. 또한 ‘WEA가 WCC와 입장을 같이한다’로 발언한 것으로 알려진 일에 대해 “결코 그렇게 말한 바가 없다”고 잘라 말했다고 한다. 토마스 쉬르마허 전 WEA 회장은 또한 선교와 전도에 관해서도 WEA는 천주교회(로마가톨릭교회)와 함께 앞으로 어떤 선언서를 발표할 계획이 없음을 밝혔다고 김 교수는 기자들에게 설명하였다.
실제로 토마스 쉬르마허는 종교다원주의와 거리가 먼 행적을 보여주었다. 그는 2021년에 교회 지도자들과 함께 미국 워싱턴 DC를 방문했을 때 이스탄불에 있는 아야 소피아 교회가 모스크로 개조된 것을 한탄했다. 그리고 WEA는 사우디아라비아의 종교자유 침해에 대해 미국이 나서야 한다고 촉구하기도 했다. (토마스 쉬르마허가 종교다원주의자가 아니라는 근거들은 자세히 후술하도록 하겠다.)
즉, WEA의 핵심 인물 중 한 사람인 토마스 쉬르마허는 자신이 종교다원주의자가 아님을 직접적으로 여러 증거들을 통해 드러낸 것이다.
그리고 가톨릭, 정교회와의 오랜 교류는 신학적 견해의 차이에 불과할 뿐 본질적인 문제가 아니다. WEA 전 의장인 토마스 슈마허에 대해 비판 측은 종교다원주의자라고 지적한다. 그가 천주교 교황이 지도자인 주교회의의 회원인 것과 정교회 성당에서 강의한 것도 문제 삼지만 이것을 문제 삼으려면 그의 모교단 성공회의 신학을 정죄해야 한다. 성공회는 기본적으로 가톨릭의 장점을 취해 종교개혁을 한 교단이기에 가톨릭, 정교회에 배타적이지 않은 곳이다.
그러나 WEA를 비판하는 단체들인 한국기독교총연합회, 광신대학교, 대한예수교장로회(합동) 교단의 목사 1000명은 정통 개신교 중 전세계에서 가장 큰 교단인 성공회는 표면적으로 비판하지도 못하고 있다. 또 이들은 가톨릭과 함께 기독교 일부 교리에 있어 공동선언을 따로 한 감리교(한국 기독교대한감리회)와 루터교(한국은 기독교한국루터회) 역시 언급조차 안하고 있다.
하는 즉시 이 교단들의 국가별 대표 혹은 세계 감리교 본부, 세계루터교연맹에서 반발하고 해외선교 협력에 악영향이 갈 위험성이 있기 때문이다. 실제로 대형 보수 교단인 대한예수교장로회(합동) 교단에서 세계복음주의연맹과 관계를 단절할지 이어갈지 회의를 했을 때 신학자와 목회자들이 우려한 것이 '세계교회 속에서의 고립' 문제였다. 성공회에서도 '저교회파'를 지지하는 이들은 통상적으로 아는 장로교 혹은 감리교 스타일에 더 가깝게 예배한다. 사상도 청교도에 더 가깝거나 이를 긍정적으로 인식한다. 그러나 이들도 가톨릭, 정교회를 기계적으로 혐오하지는 않는다.
실제 토마스 슈마허 전 WEA 사무총장은 오히려 명확히 일반적인 복음주의자의 모습을 오랫동안 보여주었다. 그는 취임 인터뷰에서 복음주의 기독교가 절대 타협하면 안되는 것이 있음을 강조하였다. 또 성경을 많이 읽어야 한다는 것을 매우 강조하는 전통적인 복음주의자다.
2012년에 한국에서 열린 WCC-WEA 합동 토론회에서 토마스 쉬르마허(당시 WEA 신학위원장)는 가장 명확하게 반종교다원주의자임을 천명하였다. 그는 토론회에서 WCC가 WEA의 신앙고백에 동의할 수 있다고 하면서도 복음주의만의 견해를 끝까지 고수할 것을 주장했다. 그는 '그리스도인들의 하나됨을 위해 최소한의 공통분모를 찾는 것은 자칫 새로운 사람이 하나씩 들어올 때마다 복음이 점점 더 작아지는 경향을 띨 수 있다는 것”이라고 하면서 '그러나 그것이 기독교의 진리를 약화시키고 세계선교를 포기하게 하는 것이라면, 그런 대화는 상상할 수도 없다. 그것은 기독교 자체를 포기하는 것이기 때문”이라고 분명한 입장을 밝혔다. 또 이어서 ''그리스도인에게 예수 그리스도의 복음, 하나님의 말씀에 관한 절대적인 진리들을 일시적으로나 원칙적으로 유보하라고 요구하는 대화는 바로 성서적 계시를 다른 종교들의 신념들이나 세계관들과 대등하게 놓는 것이기에 그것은 기독교의 선교활동, 그리고 기독교 자체의 본질과 조화될 수 없다”라고 덧붙였다. 종교다원주의 배격의 입장을 밝힌 것이다.
쉬르마허의 영향을 받아 기독교로 개종한 이슬람 신자들이 만명 단위 이상이라는 증언도 있다. 다음 각주에 링크된 기사는 토마스 쉬르마허에 대해 비판하는 기사지만 오히려 토마스 쉬르마허가 전도자라는 새로운 가능성을 생각해볼 수 있다. 다음에 링크된 WEA 선교위원회 홈페이지에서는 토마스 슈르마허의 선교에 대한 열정을 직접적으로 확인할 수 있다. 실제로 토마스 쉬르마허 대주교는 예수 그리스도를 영접한 이슬람 신자들의 공동체인 'communia Messianica'와 연계하여 활발하게 선교 활동을 이어간 적이 있으며 이슬람 세계에서의 기독교로의 회심 현상에 대하여 강연에서 강조하였다.
그는 바젤에서 신학을 공부하고 본대학교, 캄판신학교 등에서 비교종교학, 선교학도 공부했다. 그가 루마니아 신학교에서 가르친 것도 비교종교학이다. 따라서 여러 종교를 염두에 두고 선교와 신학 탐구를 생각할 수밖에 없는 배경이다. 이러한 배경 이해 없이 종교다원주의로만 단편적으로 생각한다면 이는 이른 판단일 수 있다. 슈르마허는 WEA 내에서 반기독교에 대항하는 종교자유, 인권 분야 증진에 애썼다.
또 다른 종교다원주의자로 비판받는 김상복 전 WEA 의장이 '가톨릭, WCC와의 연대'를 강조한 것도 반기독교 대응에 대한 공동전선 구축의 의미가 강하다.김상복 목사는 자신이 16년전 인터뷰에서 'WEA는 WCC, 가톨릭과 일치를 이루겠다'라고 한 발언이 지금까지 종교다원주의라고 공격받는 것에 대해 반박했다. 그는 이미 이전에 그의 책 <이단론>에서 가톨릭 교리에 문제점이 있음을 언급했다고 주장하였다. 다만 가톨릭도 예수를 구주로 영접한 사람들이 있으며 반대로 대한예수교장로회 교회 안에서 아직 예수를 구주로 영접하지 않은 신자들도 있기에 중요한 것은 유일한 구원자 예수 그리스도에 대한 믿음이라고 밝혔다. 또 자신은 WCC-WEA-가톨릭의 반기독교 공동 대처를 말한 것이지 그들의 모든 것을 동의해야 한다는 것이 아니라고 하였다. 그는 자신만의 해명서를 작성해 자신에 대한 의혹에 대해 적극적으로 반박했다. 
한국기독교총연합회는 WEA가 이단인 신사도운동가들도 불러들인다고 하지만 공식적으로 이런 사람들은 WEA에서도 반기지 않는다. 대표적인 신사도 운동가 피터 와그너와 더 이상 교류하지 않는 것만 봐도 알 수 있다. 오히려 상당수의 신사도운동가들이 WEA를 비판한다.(특히 보수적인 신사도 운동가들의 경우)
물론 현재 WEA 의장 굿윌 샤나에 대한 신사도운동 논란이 제기되었고 이는 그의 집회가 일정 부분 영향을 준 것은 맞다. 이에 대해 WEA는 비판받지 않도록 제대로 진상을 파악하고 치리해야 한다. 현재까지 밝혀진 바에 의하면 굿윌 샤나는 짐바브웨 교회 협의회, 짐바브웨 복음주의 협의회 등 신학적으로 건전하다고 학계에서 평가되는 단체들의 수장을 맡았으며 변호사 자격증이 있고 미국 안티오크 성경대학에서 박사학위를 받았다. 굿윌 샤나는 자신의 신앙이 오순절교회의 일반적인 신앙에 가깝지 신사도 운동을 추종하지 않는다고 반박하였다.
언론 보도에 따르면 한국 교계에서 존경받는 신학자 김상복 목사는 굿윌 샤나 의장과 관련해서는 그와 직접 만나서 들은 내용을 소개했다고 한다. 기사에 따르면 김 목사는 “굿윌 샤나 의장은 짐바브웨에서 가장 큰 교회 목사인데, 그 문화 속에서 목사를 ‘사도’라고 부른다고 한다.”며 “미국 베니힌이 시작한 신사도운동은 전혀 모르고, 전혀 상관이 없다고 했다.”고 밝혔다. 그러면서 김상복은 “‘사도’라는 단어 하나 때문에 ‘이단’이라고 하는데, 서울총회 조직위원회 차원에서도 해명했다'라고 고 밝혔다. 굿윌 샤나에 대한 신학자들의 검증은(WEA 찬성파 신학자들도 포함) 현재까지도 이어지고 있다.
아들에 의해 '나르시시스트'라고 폭로된 존 랭로이의 도덕성 문제도 잘 조사하고 치리해야 할 것이다.(이 문제는 이단보다는 폭력, 도덕의 문제다.)
WEA는 기독교가 아닌 타종교에 대해서는 더 원칙적인 단체다. 이슬람, 불교, 기타 종교와는 사회적 측면에서만 협력할 뿐(3.1 운동 당시 그리스도인들처럼) 가톨릭만큼 긴밀하게 협력하지 않는다.
WEA는 종교다원주의 단체들과 달리 불교 승려를 초청하여 같이 불교식 예불을 하지 않는다. 교리적 합의점을 찾는 공동선언, 공동연구도 없다. 불교나 이슬람, 무속신앙, 기타 종교도 존중하나 이들도 기독교와 다를 바 없다는 주장은 WEA에서 수용하지 않고 있다.
정작 WEA를 종교다원주의 단체라고 비판을 한 광신대와 예장합동 교단내 극보수파 그룹은 자신들이 비판한 모습을 그대로 보여주고 있다. 이들은 한국교회총연합에 속해있다. 이 교회연합체 역시 불교, 천주교, 개신교 3자 회담을 통해 저출산 방지, 사회적 안정, 자살 예방 등에 협력하기로 했다. 심지어 가장 강하게 WEA를 비판한 단체인 한국기독교총연합회(한기총)은 7대 종교 성지순례, 7대 종교 계엄령 관련 성명 등에 참여했다. 자기모순에 직면할 수밖에 없다.
예장합동 교단 목사 및 장로 1000명과 광신대학교측은 WEA가 젠더 문제로 빈곤을 해결하려 한다고 했지만 이 또한 근거가 불분명한 지적이다. 오히려 WEA는 양성만 지지한다고 발표했고 파리올림픽의 무분별한 젠더 남용을 비판했다. 지속적으로 올바른 성별 구분, 반동성애에 대해 의견을 피력한다. 특히 파리올림픽 과정에서 벌어진 논란에 대한 WEA의 입장이 어떠한지에 대해 주목할 필요성이 있다. WEA의 성명서는 다음과 같은 내용으로 구성되어있다. '2024년 8월 11일, 파리 올림픽이 폐막식을 끝으로 축제의 막을 내린다. 올림픽은 세계 최대의 스포츠 행사로, 다양한 분야의 선수들이 우정 어린 경쟁의 정신으로 전 세계에서 모여든다. 스포츠를 통해 올림픽은 '탁월함', '존중', '우정' 이라는 가치들을 중심으로 더 나은 세상을 만들어 간다. 그러나 지난 몇 주 동안 올림픽을 지켜보며, 우리는 올림픽과 같은 행사가 '지속적인 변화'를 가져오는 데 있어 많은 기회와 동시에 한계를 가지고 있다는 것을 목격했다. 한편에서는, 올림픽은 206개의 다양한 지역에서 온 선수들이 참여할 수 있는 기회를 제공하여, 개방성과 이해로 이어질 수 있는 우정의 기회를 마련했다고 본다. 반면에, 올림픽은 스포츠와 관련 없는 다른 문화적 의제를 야기시키는 기회가 될 수도 있다. 개막식에서 드래그 퀸 (Drag Queen 여장 남자 또는 남자 동성애자)의 등장은 그 한 예이다. 성 정체성을 의문시하는 것은 매우 불편한 문제일 수 있다. 이는 여성 복싱 경기에서 두 선수의 성별에 대한 의문이 제기된 사건에서 분명히 드러났다. 이 여성들은 권투와 관련된 기술이 아닌, 성별 문제로 인해 하룻밤 사이에 유명해졌다. 국제 올림픽 위원회의 설명에도 불구하고, 전 세계의 관중들은 성별 문제에 대한 의문을 품게 되었다. WEA는, 일시적이며 한시적인 사회적·정치적 판단과는 별개로, 하나님의 원칙을 분별하는 것이 중요하다고 믿는다. 창조 하셨을 때를 살펴보면, 하나님께서 남자와 여자를 창조하셨고, 그것이 "보시기에 좋았더라" 라고 말씀하셨다. 성경은 오류가 없으며, 모든 인류에게 권위가 있는 책이다. 우리는 삼위일체 하나님, 즉 창조자, 구원자, 통치자의 인도하심 아래에서 인류가 가장 복되고, 건강하며, 행복한 삶을 살 수 있다고 믿는다.'
WEA를 비판하는 측은 성경 무오설과 무류설을 구분하며 WEA를 비판하지만 WEA 안에는 복음주의자들끼리 만나 성경 무오설을 결의한 '시카고 선언'을 지지하는 사람들도 상당수 참여하고 있다. 그리고 무류설도 결코 파격적인 입장이 아니다. 오늘날 많은 정통 교회가 무류설과 유사한 맥락의 유기적 영감설을 수용한다.
WEA가 입안한 성경에 대한 고백은 다음과 같다. “본래 하나님께서 주신 것이며, 하나님의 영감에 의해 무오하고 전적으로 신뢰할 만한 것이며, 아버지와 아들과 성령, 삼위 안에서 영원토록 존재하시는 한분 하나님과 믿음과 행위의 모든 것들에 대해 최상의 권위를 갖는다" 이는 전통적인 성경 관념과 일치한다.
WEA를 비판하는 측은 소수의 신사도운동가들로 의심되는 이들로 인해 조직 자체를 와해시켜야 한다는 파괴적 사고를 멈추어야 한다. 이러한 사고 방식으로는 근본적인 문제 해결이 어렵다. 빈대 잡자고 초가삼간을 다 태울 수는 없는 일이다. 오히려 한국 교회가 적극적으로 이 오랜 전통의 복음주의 기독교 연합단체에 참여하여 부족한 부분을 정화하고 전성기를 다시 구가할 수 있도록 노력해야 한다. 이것이 한국교회 선교와 신학 발전의 전망을 생각해도 가장 생산적인 대안이다. 세계적 조직에 계속 참여하여 견문을 넓히고 선교적 영역에서의 시야를 확대해야 한다.
오히려 WEA를 비판한 한국기독교총연합회에 그들이 비판하는 문제가 훨씬 더 심각하게 오랫동안 불거져왔다. 한국기독교총연합회는 이단옹호단체로 지정된 적이 있으며 이단 전문가인 최삼경 목사에 대해 이단성 의혹을 제기하여 다수 정통 교단 신학자들과 목회자들의 반발을 불러온 적이 있다. 이뿐만 아니라 인터콥, 대한예수교장로회 부흥, 대한예수교장로회 성서총회, 대한예수교장로회 복음주의, 세계복음화전도협회 등 신사도운동으로 의심되거나 다른 이단성으로 각 교단들에 의해 제재받은 단체들을 회원으로 받아들였다. 한국기독교총연합회는 우선 단체 내부의 이러한 내홍과 역사부터 해명을 한 이후에 WEA를 비판해야 한다.
한국기독교총연합회는 세계복음주의연맹이 종교다원주의라고 비판하지만 이는 불교, 이슬람 지도자를 초청하거나 '종교의식'을 같이 하지 않는 것만 보아도 사실이 아니다. 교리적 합의점도 찾지 않는다. 오히려 불교 승려를 초청해 목탁을 두드리게 한 전광훈 목사가 오랫동안 활동한 한국기독교총연합회(한가총) 일부 인사들이야말로 종교다원주의 문제에 대해 깊이 숙고하고 자성해야 할 것이다.
이 단체는 자신들이 종교다원주의를 배격한다고 주장한다. 진보 신학도 강경하게 거부하는 성향이 강하다. 그러나 이 교단 연합체에 속한 교단인 '한국기독교침례회'(옛 한국침례교회연합)은 미국의 유명한 진보 신학 교단인 '미국 침례회'(미국 최대 침례교단인 남침례회와는 다른 곳)와 교류한다. 또 김근주 같은 선명한 진보 신학자도 초청하는 곳이다. 한국기독교총연합회는 한국을 찾아온 미국 침례회 관계자들을 초청하기도 했다. 이들의 '반종교다원주의' 스탠스대로라면 동성애자들에 대한 포용을 강조하는 미국 침례회와 교류할 수 없는 것이 맞지 않은가?
한기총은 WEA 부의장 힌켈만 목사가 WCC에 가입한 루터교 교단 목사라고 비판하며 아예 마르틴 루터가 세운 '최초의 개신교 교단' 루터교의 신학까지 정죄했다. 몇년 전에는 한국의 정통 장로교 교단들과 감리교, 성공회도 WCC에 가입했다고 비난하기도 하였다. 그러나 정작 이들이 교류하는 미국 침례회도 친WCC 교단이다.
2025년 새해 1월 17일 한기총은 사무엘 창 총무가 친이슬람, 친중이라고 비난하는 성명서를 발표했다. 이는 광신대학교, 1300명의 대한예수교장로회 합동 교단 목사들과 같은 입장인 것이다. 애초에 한 사람의 국적 중 중국이 있는 것을 가지고 친중이라고 비판하는 것 자체가 매우 인종차별적이고 국수주의적인 것으로 비판받을 수 있다. 또 국적을 가지고 한 국가에 우호적이라고 단정짓는 것도 근거가 빈약한 접근법이다. 물론 한기총은 창 총무가 가정교회 방문을 취소하고 중국 국가교회만 방문한 것도 언급했지만 왜 그가 그렇게 했는지에 대해서 직접 질의도 하지 않고 친중이라고 단정짓는 것은 성급하다. 비밀리에 가정교회를 방문할 수도 있는 것이다. 아울러 친중이라는 단어 자체가 어떠한 국가의 기독교인들은 염두에도 두지 않는 워딩임을 기억해야 한다. 친중 성향 기독교인이라고 하여 믿음이 없거나 약하고 친미 성향 기독교인이라고 하여 한국 교회 일각에서 매우 좋아하는 '표준적인 복음주의'에 꼭 부합하는 것은 아니다. 중국 국가교회는 의외지만 매우 보수적인 장로교 신학으로 가르친다. 그래서 중국에서 온 사역자들은 중국 국가교회 내에서 미국 하버드대, 예일대 출신보다 보수적인 출신 인물들을 목회자로 더 선호한다고 말하기까지 하였다. 중국은 한국 장신대학교 출신 목회자들을 국가교회의 목회자로 공식적으로 인정하고 있다. 그래서 중국 교회와 북한교회의 상황은 상당히 차이가 있고 복잡하다. '친중=복음주의자가 아닐 것이다'라는 프레임은 자칫 잘못하면 바라보는 대상에 대해 왜곡된 심상을 불러일으킬 위험성이 있다. 물론 중국 국가교회의 경직성 문제는 충분히 제기할 수 있다. 이에 대해서는 필요하다면 당연히 비판하고 경계해야 할 것이다. 친이슬람 의혹에 대해서는 이미 위에서 말한 바와 같이 반박할 수 있다. 단순히 이슬람과의 사회적 영역에서의 협력조차 배척하자는 것은 앞으로 한국에 다시 외세에 의해 위기가 와도 종교를 초월한 국가 독립운동은 하지 말자는 논리와 똑같다. 3.1 운동의 가치는 결코 평가절하될 수 없다. 그리고 WEA에서는 위에서 이미 밝혔다시피 이슬람에 의한 기독교 박해를 우려하는 공식 입장을 내놓았었고 일부 이슬람 극단주의자들의 교회 파괴 행위에 대해 엄중히 비판하였다. 이러한 모습은 보이지 않는 것일까? 그리고 한기총이 했던 7대 종교 성지순례, 7대 종교 계엄령 관련 성명은 그렇다면 어떤 연합인지 묻고 싶다. 이에 대해 설득력 있는 답변이 필요하다. 친중이라고 맹공격하는 것은 성경적, 신학적 접근보다는 정치적 접근으로 오해받기 좋은 이의 제기다.
한국기독교총연합회, 그리고 이 단체를 매번 변호하고 있는 언론사에서는 WEA가 신사도운동 같은 이단을 용인한다고 비판하지만 이는 WEA에서 피터 와그너, 베니 힌 같은 유명한 신사도운동가들과 교류를 단절한 것만 봐도 사실이 아니다. 물론 현재 의장이 신사도운동이라는 소문은 있다. WEA측은 이에 대해 철저히 조사하고 제대로 판정하여 처신해야 할 것이다. 그러나 그렇다고 하여 조직 전체를 거부하고 와해시키자는 것도 비약일 수 있다. 애초에 세계복음주의연맹(WEA) 자체가 신사도운동이 주류도 아니며 기반도 아니기 때문이다. 그리고 이러한 이단적 운동가들은 다른 수많은 기독교 단체 내에서도 곳곳에서 발견된다. 이들로 인하여 '집 전체를' 태우는 것은 지나친 처사일 수 있다. 그리고 오히려 한국기독교총연합회에 인터콥과 사랑제일교회처럼 왜곡된 종말론과 신사도운동에 감염된 곳으로 교계에서 의심받는 교회, 교단들이 속해있기 때문에 여러모로 타당한 비판이 아니다. 한국기독교총연합회의 입장을 우호적으로 전한 대표적 언론사는 몇몇 교단에서 최고 제재 수위인 '이단'으로 지정된 평강제일교회와 인터콥을 홍보하는 것으로 오해를 줄 수 있는 기사를 작성했다. 평강제일교회는 대한예수교장로회(합동), 대한예수교장로회(통합) 교단에서, 인터콥은 대한예수교장로회(합신) 교단에서 이단으로 지정되었다. 한국기독교총연합회는 이 교회와 단체에 대해 두둔한 적이 있다. 이에 대해 어떻게 바라보아야 할까?
WCC에서 활동하는 사람들이 WEA에서도 활동한다고 비판한다. 그러나 일각에서 주장하는 것과 달리 70%까지는 아니며 WEA에만 참여하고 WCC에 참여하지 않는 교단들이 더 많다는 사실을 회원교단 목록에서 확인할 수 있다. 앞서 언급한 PCA 교단, 스코틀랜드 장로회 보수파가 대표적이다. WEA와 WCC 두 단체에서 모두 활동하는 인물들도 WCC 내 파격적인 입장을 가진 파벌의 견해에는 동의하지 않는 사람들이 다수다. 만약 이들이 WCC의 입장을 전적으로 지지한다면 굳이 WEA 같은 더 보수적인 단체에서 활동할 이유가 없다. 1982년에 WEA에서 가장 비중이 큰 단체 중 하나인 'NAE'(미국복음주의협회) 회장 빌리 멜빈은 한 매체와 인터뷰를 했다. 그는 이 인터뷰에서 역대 WEA 사무총장 20명 중(그 당시 기준으로) 신학적으로 WCC에 가입한 진보적인 대형교단 출신은 6명이었다고 말하였다. WEA 비판자들은 이 6명을 근거로 WEA가 종교다원주의 조직이라고 하였지만 6명 모두 종교다원주의에 대해 명확하게 반대 의견을 평소 표명해왔던 인물들이다. 이러한 사실을 WEA 반대자들은 언급하지 않는다. 메시지가 아니라 메신저를 공격하는 것이라는 지적도 있다.
과거에는 오히려 세계복음주의연맹을 지지했고 '한때 한국 최대 교회 연합체'였지만 현재는 영향력이 감소한 한국기독교총연합회('한기총')가 급격히 WEA에 대한 입장을 바꾼 것에 주목해야 한다. 이 입장 변화가 정말 진실되게 신학적 문제 때문인지, 혹은 다른 의도가 있는 것인지는 지속적으로 모니터링하며 판단해야 할 문제다.
'한국기독교총연합회'처럼 또 다른 개신교 교단연합체 조직인 '한국교회연합'(대표회장 김노아)도 WEA를 비판하며 설명문을 발표했다. 이 단체의 입장문에 담긴 내용 상당수는 위의 '한국기독교총연합회'를 비판한 내용으로 반박을 대체할 수 있다. 이들이 지적한 WEA 현재 사무총장의 신사도운동 의혹은 이미 굿윌 샤나, 신학자이자 목사인 김상복에 의해 반박되었고 여전히 풀리지 않은 문제는 외부 신학자들의 철저한 진상 조사를 통해 밝혀질 것이다. 덧붙여 말하자면 이 단체는 WEA 논란에 비해 더 심각한 것으로 판단될 수 있는 의혹이 있다. 한국교회연합은 '보헤사 성령' 자처 의혹, 마리아와 예수에 대한 교리, 과도한 헌금 체계 등으로 이단 논란에 수십년간 휘말려있는 김노아 목사(옛 이름 김풍일)가 현재 회장으로 추대되어 있는 상황이다. 이 목사의 교회는 한국기독교총연합회에서 이단 판정을 받았고 한국 최대 보수 장로교 교단인 대한예수교장로회(합동) 교단에서 참여금지 판정을 받았다. 그리고 역시 셀프 재림주 의혹이 있는 장재형 목사의 단체와 교단, 언론사들 그리고 구원론으로 이단 논란이 있었던 전태식 목사의 단체를 회원으로 받아들여 논란이 되었다. 훨씬 더 심각한 이 의혹부터 해명한 이후에 WEA를 비판할 때 비로소 더 설득력있게 수용될 수 있을 것이다.
또 다른 대표적 WEA 반대자인 서철원 총신대 교수와 정이철 목사는 재세례파를 WEA가 회원으로 받은 것이 잘못이라고 주장한다. 그러나 일부 반삼위일체 계열 재세례파가 이단으로 취급될 뿐 메노나이트 같은 재세례파 교단은 오늘날 한국에서나 해외에서도 정통으로 인정받고 있다. 존 하워드 요더, 로날드 사이더 같은 재세례파 신학자들의 책은 전세계 복음주의 교회에서 읽히고 있다.
이단 문제에 가장 엄격히 반응하는 교단 중 하나인 대한예수교장로회(합동)의 기관지인 '기독신문'도 부정적이지 않은 논조로 재세례파인 메노나이트에 대해 여러 번 다루었다. 메노나이트의 창시자 메노 시몬스를 긍정적으로 설명한 책을 부활절 특집 추천 도서로 소개한 것이 대표적이다.
https://www.kidok.com/news/articleView.html?idxno=34674 https://www.amennews.com/news/articleView.html?idxno=19532 1.https://www.kidok.com/news/articleView.html?idxno=219473
https://www.kidok.com/news/articleView.html?idxno=34674 https://www.amennews.com/news/articleView.html?idxno=19532 2.
3. https://www.kidok.com/news/articleView.html?idxno=34674 https://www.amennews.com/news/articleView.html?idxno=19532 https://www.amennews.com/news/articleView.html?idxno=19532
총신대 전 총장, 영남신대 총장과 기독교방송국(CTS)도 재세례파 중 메노나이트 교단 선교사를 초청했고 경산 지역에 있는 메노나이트 교회 관련 유적지를 관리중이다. 전세계적으로 유명한 기독교 학생단체이며 출판사도 운영하는 IVF의 한국 지부인 한국기독학생회에서 번역된 재세례파 학자 관련 책이 있으며 대한예수교장로회(고신) 교단에서도 메노나이트 교단과 같은 재세례파에 대해 긍정적인 방향으로 연구 진행중이다. 심지어 침례교 신학회, 한국의 침례신학대학교는 메노나이트 같은 재세례파와 합동 학술 세미나도 개최하였다. 한국의 대표적인 보수 장로교 신학교 중 한 곳인 칼빈대학교는 미국의 재세례파(메노나이트)와 관련된 명문 신학교인 '이스턴메노니이트대학교'와 협약을 체결하기도 했다.
이들은 안식교를 회원으로 받아들이지 않은 상태로 교류하는 것도 언급하지만 애초에 해외의 이단 분류는 한국과 다르다. 이 논리대로라면 남침례회 같은 미국의 다수 정통 교단들도 '이단옹호단체'로 규정해 교류를 끊어야 하고 안식교가 옵저버로 참여하는 WCC의 모든 교단들도 참여 금지해야 하는데 이는 비약일 뿐만 아니라 국제 선교 사역에서의 고립을 자초하는 일이다. 그리고 한국의 안식교에 비해 해외의 안식교는 왜곡된 안식일 교리와 기타 몇 가지 교리를 더 수정한 측면도 있다. 이러한 국가별 안식교의 차이에 대해 하나님의 교회을 탈출하여 이단을 연구중인 기독교인이 자신의 SNS를 통하여 증언한 바 있다.
또 WEA-프리메이슨 연관설의 근거로 WEA가 첫 총회를 프리메이슨 홀에서 한 것을 제시하는데 이에 대한 자세하고 더 정확한 보충 증거가 필요하다. 이에 대해 총신대 박용규 교수가 유튜브와 논문을 통하여 반박하였다.
WCC, WEA 반대운동연대, 유사 단체도 WEA를 비판하고 있는데 이들의 지적에 대해서는 다음과 같이 반박할 수 있다. 이들은 교회사 속 도나투스주의자(고대교회의 이단)와 어찌 보면 비슷한 우를 범할 수도 있다고 학계 일각에서는 지적하고 있다. 구원은 소속된 교회가 아니라 개인을 만나주시는 하나님께 전적으로 달려있다. 그런데 이들은 성경을 기반에 두면서도 다양성을 존중하는 대화가 있을 수 있다는 가능성 자체를 상정하지 않는다. 따라서 구원이 있는 교회, 없는 교회를 너무나 쉽게 나눈다. 그리고 이 반대단체들의 관련자들이 쓴 글을 보면 앞뒤 정황과 문맥을 제거하고 자신들이 비판하고자 하는 인물을 '비판받도록' 구도를 연출하는 경향이 있다. 예를 들면 WEA 전 사무총장 토마스 쉬르마허의 인터뷰를 소개한 신문 기사에서 그가 '복음주의의 바탕인 성경이 기준이 아닌 대화는 타협만 될 뿐 아무 의미도 없다'라고 한 부분은 빼고 'WCC 헌장에 동의할만한 부분도 있다'라고 말한 것만 언급하며 종교다원주의자로 매도하는 식이다. 이러한 문맥 제거의 특성은 '목회와 진리수호'와 같은 언론에 WEA 반대 단체 관련자들이 기고한 글에서 확인할 수 있다.
김효성 목사도 대표적인 WEA 반대자다. 김효성 목사는 한국의 대표적 보수 장로교 교단인 대한예수교장로회(합동)의 창설자 박형룡이 WCC와 WEA를 이단으로 비판한 것을 예로 들며 WEA(세계복음주의연맹)은 배격해야 한다고 지적한다. 그러나 위대한 목회자였던 박형룡이라고 하여 다 맞는 것은 아니다. 박형룡은 본래 WEA의 옛 이름인 'WEF'에 대해 긍정적으로 인식했다. 그래서 미국 WEA 지지 단체 NAE 의 한국 지부에서도 활동했었다. 그러나 이후 1970년대부터 갑작스럽게 WEA와 빌리 그래함을 크게 비판하기 시작했다. 그러면서 그는 ICCC와 같은 극보수 기독교 연합단체를 옹호하였다. 하지만 앞서 언급했던 것처럼 ICCC는 창설자의 극단적 견해, 폭력성으로 인해 영향력이 더 확대되지 못했으며 극우 가치에 공감하는 가톨릭 성직자들, 에큐메니컬 교단 신학자들과 교류했다는 측면에서 정말 ICCC가 외치는 '순수 복음주의'(오직 성경, 십자가만 바라보는, 반가톨릭)를 실현했는지 의문이다. 이후 박형룡의 후계자들조차 그가 우호적으로 바라본 ICCC에 대해 적절치 않다고 평가했다.
어떤 교회사학자들은 박형룡 목사가 박호근에게 속아서 돈을 빼앗긴 '3000만환 사기 사건'을 덮기 위해 1950년대에 당시 장로교의 핫이슈였던 WCC에 대해 교단내 반대파가 더 극렬한 맹공격을 한 것이 아니냐는 주장도 한다. 이에 따르면 '3000만환 사기 사건'이 박형룡 목사의 교단인 '대한예수교장로회 합동' 교단과 WCC(세계교회협의회) 찬성파 한경직 목사의 교단인 '대한예수교장로회 통합'의 분열에 기여했다는 것이다. 이에 대해서는 학계에서 논쟁이 매우 격렬하다.
박형룡은 안식교 학자 프라이스의 책을 보고 급진적 창조과학만이 정통 복음에 부합하다고 옹호하기도 하였다. 이는 복음주의 내 다양한 사상의 흐름을 일원화하는 실수일 수 있다.
또 그가 WCC와 WEA를 보수 신학 입장에서 사이비 복음주의라고 비판했지만 오늘날 그가 세운 대형 장로교 교단은 두 단체에 가입한 수많은 정통 교단들이 '신학적으로 차이가 있음'을 인지한 상태로 우호적 교류를 하고 있다. 다음 기사와 같은 연합행사가 대표적이다. 기사에 나오는 대한예수교장로회(통합)은 WCC 가입 교단이다. 신학적 검증은 시대의 변천에 따라 재검토할 수 있는 부분들도 있다.
다만 김효성 목사가 지적한 은사주의 단체들은 잘 분별해야 하는 것이 맞다. WEA도 지속적으로 이를 모니터링하고 있으며 많은 정통 기독교 기구, 단체들에 이단적 은사주의자들이 알게 모르게 숨어들어갔기 때문에 주의가 필요하다. 사실 이러한 무리는 정통 교파들 내에서도 상당히 깊게 뿌리를 내리고 있다. 따라서 오히려 역설적으로 이들을 색출하기 위해서라도 서로 다른 교회, 교단, 교회 연합체간의 연합이 필요하다.
일부 WEA 인사들이 신학적으로 문제가 있다는 의심에 대하여 WEA와 WEA 찬성 입장을 밝힌 신학자들은 조사를 통해 규명하고 문제가 발견되면 시정할 예정이다. 2025년 WEA 서울총회 조직위원회에 참여하는 외부 신학자들은 굿윌 샤나 의장의 신사도운동 이단성 의혹을 철저히 검증하겠다고 기자회견에서 밝혔다. 이들은 굿윌 샤나의 국가까지 직접 찾아가 조사할 계획이라고 한다. 학계에서 여러 연구업적들로 잘 알려진 칼빈주의 신학자 김재성을 비롯하여 한국의 유력 신학자들이 상당수 참여한다.
2025년 광신대학교 역사신학 교수 김호욱은 아프리카 짐바브웨에 가 굿윌 샤나 WEA 사무총장에 대해 직접 조사하고 그 연구결과를 한국에서 발표하였다. 그는 굿윌 샤나의 '주교', '목사', '사도' 호칭 혼용 문제, 신약성경을 부정하는 단체나 정령숭배와 연관된 단체와 사역한 것, 기타 문제가 되는 부분들에 대하여 지적하였다. 이에 대해 WEA 조직위원회는 다음과 같이 반박하였다. 이로써 이러한 비판에 대한 대답을 대신한다. 
'김교수 일행이 Apostolic(독립사도교회)그룹에 속한 것으로 보이는, 시오니스트라고 불린다는 공동체를 방문하였는데 이들은 흰 옷을 입고 지팡이를 짚고 예언을 한다고 함. 그러나 현지 선교사는 이 공동체가 짐바브웨 시온 및 사도교회발전연합회(UDACIZA) 소속인지는 모르고 확인을 못했음. 단, EFZ 소속의 한 비숍은 Apostolic은 짐바브웨 전통종교와 기독교를 혼합하여 만든 종교라고 알려주었다고 함(EFZ에 소속된 이 비숍은 피터 와그너나 신사도운동에 대해서 들어본 바가 없다고 하였음)'
'여기서(그의 발표문 10쪽) 김호욱 교수는 굿윌 샤나를 짐바브웨 시온 및 사도교회 발전연합회(UDACIZA)의 의장이었다고 주장함으로 샤나 의장이 신사도운동과의 직접적 연관이 있는 것처럼 주장함. 그러나 샤나 의장은 짐바브웨 시온 및 사도교회 발전연합회와는 전혀 상관이 없고 회장은 한 적도 없음'
'질의 응답과정에서 김 교수는 “굿 윌 샤나가 여타의 기독교 단체들을 EFZ로 가입을 시켰는데 가입의 조건이 EFZ의 신앙고백을 따르는 것이고 바로 이 EFZ의 신앙고백이 신사도운동을 규정한 것으로 보인다”고 함. 김교수는 “EFZ가 실제로 신사도운동을 하고 있다”고 주장(동영상 57분) “장로교든 감리교든 순복음이든 이 신앙고백을 인정해야만 EFZ에 가입할 수 있다”고 주장. 그러나 본인은 정작 EFZ의 신앙고백을 잘 모른다고함. 본적도 없다고 함. 그러나 EFZ의 신앙고백에 그런 신사도관련 조항이 있는 것처럼 계속 주장함.'
'위 8번의 주장에 대해서 기자가 “‘사도’라는 직분은 아프리카교회의 문화라고 서울총회조직위원회는 설명하고 있는데 이에 대한 김 교수의 입장”을 묻자 그 설명은 자신도 알고 있는데 그것은 사실이 아니라고 부정함.'
'그러나 김교수가 아프리카에서 확인한 아프리카 목회자들의 직분에는 다음과 같은 설명이 나옴. “EFZ에는 사도, 주교, 대주교, 목사라는 직분이 있다”(보고서 11페이지)라고 본인도 인정하고 있음. 심지어 EFZ에서는 일정한 자격을 갖추면, 즉 교회 개척 후 일정한 기간이 지난 목회자는 사도라는 호칭을 쓰도록 하는 심사가 있음도 인정함. 이는 아프리카에서 사도라는 명칭이 신사도와는 무관하게 EFZ(아프리카복음주의협회)에서는 공식적으로 사용됨을 인정한 것. 현재 아프리카복음주의협회 홈페이지에는 이사중에 사도라고 기재된 지도자가 2명이 존재하고 있음.'
'ZAOGA(Zimbabwe Assemblies of God Africa, 아프리카하나님의성회-오순절)는 하나의 교단이고 EFZ에 속해 있을 뿐이며 이 교단이 신사도운동과도 관계가 없고 이단도 아닌데 ZAOGA를 아무 근거도 제시하지 않은채 신사도운동교단으로 규정하고 이를 굿윌 샤나와 연관시키고 있음(18쪽, 영상 58~1:00). 김교수는 타 논문을 인용한 ZAOGA와 관련한 내용 어디에도 ZAOGA를 신사도로 표현이 안되어 있음에도 불구하고 발표할때에는 ZAOGA가 신사도 운동을 하는 것으로 되어 있다고 주장함.'
'설령 ZAOGA가 신사도운동을 한다고 쳐도 그것이 굿윌 샤나와 무슨 관계가 있는지도 김 교수의 발제에서는 연결이 되지 않고 있음. 그러나 ZAOGA는 신사도 운동과는 무관한 성령운동을 중심으로 하는 오순절 교단으로 확인됨.'
'김교수와 반대측은 WEA를 딱히 공격할 명분과 내용이 없자 메신저 역할을 하는 샤나를 공격함으로 자신들의 목적을 달성하고자 한 것으로 보임.'
'샤나가 대표를 맡았던 단체는 ① WEA ➁ AEA(아프리카복음주의협회의) ③ 짐바브웨교단장연합(ZHOCD, Zimbabwe Heads of Christian Denomination) ④ 짐바브웨복음주의협회(EFZ) 등이었고, 신사도운동을 한다고 제기된 단체의 대표는 맡은 적이 없음. 단 그 단체(사도교회발전연합회(UDACIZA))가 소속된 짐바브웨교단장연합(ZHOCD)의 대표를 맡은 적은 있지만 이미 2014년에 임기를 마친 것으로 파악됨.'
'신사도운동을 한다고 의혹을 제기하는 단체인 짐바브웨 ‘시온 및 사도교회 발전연합회’(UDACIZA)와 샤나는 아무런 관련이 없고 교단장연합에 회원으로 가입한 단체일 뿐임. 심지어는 ‘시온 및 사도교회 발전연합회’(UDACIZA)도 신사도운동과 관련이 있다는 증거도 제시하지 못하고 있음.'
'ZAOGA(Zimbabwe Assemblies of God Africa, 아프리카하나님의성회-오순절)는 오순절 운동을 하는 가장 강력하고 규모가 큰 교단으로 알려져 있는데 이 교단이 신사도와 아무런 관련이 없고 샤나도 이 교단 소속이 아님. 이 교단이 짐바브웨복음주의협회에 소속되어 있다고 해서 이미 2014년에 임기를 마친 샤나 의장을 신사도로 매도할 뿐 사실관계는 하나도 제시하지 못하고 있음.'
'짐바브웨복음주의협회(EFZ)가 실제로 신사도 운동을 하고 있고 이 단체에 가입하려면 신사도운동을 하는 것을 정당화 하는 신앙고백을 인정해야 한다고 주장하고 있음. 그러나 김 교수는 정작 짐바브웨복음주의협회(EFZ)의 신앙고백은 본적이 없다고 함.'
'WEA의 회원인 짐바브웨복음주의협회(EFZ)의 신앙고백은 신사도운동과는 전혀 상관이 없는 아주 건전하고 개혁적인 7대 신앙고백을 표방하고 있음' 
위와 같이 조직의 지도자를 둘러싼 논쟁이 격화되었으나 조직위원회의 새 리더십 선출로 인하여 소강 국면에 접어들게 되었다. 2025년 논란의 중심에 섰던 굿윌 샤나 대신 침례교인이자 전통적인 신학 기반의 기독교 지도자로 잘 알려진 보트루스 만수스가 WEA 사무총장에 선임되었다. 이로써 조직의 리더십을 둘러싼 논란을 어느 정도 해소하였다. 
위와 같이 다각도로 WEA에 대한 비판을 살펴보고 이에 대한 응답을 제시하고자 하였다. 
세계복음주의연맹은 일각에서의 우려와 달리 정통 기독교, 이중에서도 개신교의 복음주의 전통을 고수하고 있다. 월드비전, 구세군 등의 건전한 성향을 가진 것으로 대외적으로 평가받는 단체, 교단들이 매번 총회에 참여하여 단체의 발전을 견인하고 있다.  

## 세계복음주의연맹과 가톨릭, 정교회, 기타 기독교 종파 간의 관계
WEA(세계복음주의연맹)는 오랫동안 로마 가톨릭, 정교회, 오리엔트 정교회(비칼케돈파), 아시리아 동방교회(개신교적인 마리아 이해+십자가 이외의 상징을 잘 쓰지 않는 교리를 가진 전통 기독교 종파), 기독교 연합체 WCC 등 다른 기독교 교단, 단체들과 대화를 이어오고 신학적인 합의를 이끌어냈다. 여기서 주의할 점은 WEA의 전체적 방향성과 소속 회원단체의 입장이 반드시 같지는 않다는 사실이다. 즉, WEA의 가톨릭, 정교회, 오리엔트 정교회와의 관계에 대해 회원 단체는 다른 입장을 가지고 있을 수도 있다는 것이다.
단체의 설립 목적은 선교에 있고, 출발할 때 당시는 기독교 타종파에 대해 지금과 달리 매우 적대적이었기 때문에 교회일치운동 단체로 보기 어렵다는 견해가 지배적이다. 그러나 현재는 타종파와의 교류에 어느 정도 긍정적이기 때문에 교회일치운동으로 보는 학자들도 있다. 이렇게 분류할 경우 보수적인 교회일치운동에 해당된다. 보수적이라는 표현을 붙이는 이유는 다음 기사를 통해 알 수 있다.  
원래는 천주교와 정교회, 아시리아 동방교회(개신교적인 마리아 이해+십자가 이외의 상징을 잘 쓰지 않는 교리를 가진 전통 기독교 종파), 동방 고대교회, 현대 신학에 대해 꽤 배타적이었다. 하지만 현재는 천주교, 정교회를 형제 기독교 공동체로 인식하기 때문에 지속적으로 대화하고 있고 각종 행사에서 서로의 입장을 나누고 있다.
다만 이는 교리적 측면에서는 일부만 공통점에 동의하는 것이다. 그래서 WEA와 가톨릭의 공동선언을 보면 예배론, 성화론(그리스도인이 거듭나 성숙해져가는 과정) 등 민감한 영역은 깊이 다루지 않는다. WEA에 대해 설명한 순복음교회가족신문(교회 공식 발간 신문)의 설명에 따르면 '남북간의 대화'처럼 지킬 것을 지키며 하는 대화에 가깝다고 한다. 이것이 WCC와 세계복음주의연맹의 결정적 차이다. 
대체로 WEA 단체내에서는 천주교보다 정교회를 더 긍정적으로 인식하는 사람들이 많다. WEA에 참여하는 조직신학자 페어 페데르센(Per Pedersen) 박사가 대표적이다. 정교회는 초대교회, 예수 그리스도가 세우신 사도들로부터 그대로 이어져오고 있는 기독교 종파다. 예배 방식, 특히 성찬식의 경우 1600년 이상의 역사를 자랑하며 교리의 변화가 가장 없는 종파라고 할 수 있다. 정교회에 대해 신학자들과 정교회를 잘 아는 목회자들은 이 종파가 초대교회의 모습이 많이 남은 곳이라고 말한다. 정교회는 교황의 권위를 거부하고 지역교회별로 자치권이 크게 부여되고 있다. 연옥이 필수 교리가 아닌 것도 정교회를 우호적으로 보게 되는 근거다. 또 마리아의 권위가 천주교만큼 높지 않기 때문이기도 하다.(천주교의 성모무염시태 교리에 동의안함) 또 결혼한 신부도 사제가 될 수 있는 것도 한몫 한다.[13] 성상보다는 성화와 같은 그림을 중시하는 것도 가톨릭에 비해 거리감이 덜느껴지는 요소일 것이다. 천주교와 정교회는 종교개혁보다 앞선 1054년 유럽의 교회대분열 사건 당시 '성령이 어떻게 발현되는지에 대한 논쟁'인 필리오퀘 논쟁 때문에 결별하여 지금에 이르고 있다. 성령이 성부로부터만 발현되는지, 성령이 성부와 성자 모두에게서 발현되는지' 견해가 달랐기 때문이다. 분열 당시 정교회는 원래 전통 그대로 성령의 성부 발현 고백을 유지하려 하였다. 정교회는 개신교, 그중에서도 칼빈주의와 특별한 인연이 있다. 17세기 정교회 총대주교였던 키릴 루카리스는 스위스 제네바에 가서 칼빈주의가 태어나게 한 장 칼뱅의 가르침을 깊이 공부하였다고 한다. 그래서 그의 가르침과 그가 쓴 책들은 종교개혁자 장 칼뱅의 영향이 짙게 남아있다. 총대주교 키릴 루카리스는 교회의 지역회의에 참여해 개신교와 완전히 동일한 구약성경 목록을 확정하려 노력하기도 했다.   
WEA 사무총장들은 천주교, 정교회, 오리엔트 정교회와 함께 기독교 박해에 대해 같이 대안을 찾거나 신학적 견해를 여러 차례 나누었다. 또 WEA 단체 차원에서 성공회, 정교회, 천주교 지도자들이 함께 발표한 기후선언문에 대해 지지를 선언하기도 했다. WCC 역시 형제 기독교인 단체로 보고 긍정적으로 상호교류를 이어나가고 있다.
그렇다면 WCC는 어떤 곳인가? WCC는 '세계교회협의회'의 줄임말로 전세계 5억명의 정통 개신교인과 정교회, 오리엔트 정교회 신자들을 대표한다. 1948년에 네덜란드 암스테르담에서 시작되었다. WCC는 '에큐매니컬' 운동의 중심이다. 에큐메니컬은 기독교 교단, 종파간의 화합, 기독교적 사회참여를 주로 추구하는 사상이다. 그리스도 안에서의 일치와 이를 통한 평화를 실천하기 위해 노력한다. 대체로 WEA보다는 진보적인 신학자들이 더 많이 참여한다. 하지만 보수적인 복음주의 신학자들도 참여하여 적극적으로 목소리를 낸다. 이 조직에 대해서는 보수적인 개신교, 일부 정교회 신학자들 사이에서 성경적이냐 아니냐 논쟁이 상당하다. 이 WCC가 WEA와 교류한다.
물론 WCC는 명확히 비판해야 할 지점도 있다. 아무리 WCC가 사회참여를 중시한다고는 하지만 1978년에 짐바브웨의 로디지아 애국전선이 1000명 이상의 백인, 흑인들을 살해했음에도 불구하고 그들이 인종차별에 저항한다는 이유로 WCC가 지원을 결정한 것은 섣불렀다. 이에 대해 WCC의 회원 교단 '구세군'이 정확히 비판하였다. 또 종교다원주의 논란을 자초한 측면도 있다. WCC 캔버라 총회에서 정현경 교수가 '초혼제'라고 하여 학살당한 한국과 유럽의 영혼들을 위로하고 불러들이는 상징이 담긴 의식(춤, 종이 태우기)을 했다. 당시 정 교수가 이것을 성령의 역사라고 한 것에 대해서 WCC 내 많은 교단들이 반발하고 반대 성명까지 발표했다. 이후 WCC는 점차 온건한 노선으로 변화되어 2013년 WCC 부산 총회 때는 성경적 선교를 강조하기에 이른다.  
WEA는 WCC와 교류하면서도 WCC 내 극단적인 비성경적 그룹의 신학은 명확히 비판하면서 수용하지 않고 있다. WCC 내 극단적 그룹은 WCC 내에서도 비판받는다. WEA는 WCC보다 '분명하게 보수적인' 신학과 신앙의 실천을 이어가는 중이다. WCC 내 일부 그룹이 추구하는 매우 진보적인 신학인 자유주의에 대해서 WEA는 부드러운 신학적 대화를 이어간다. 그러나 동시에 무분별한 포용을 하지 않는다. 2001년에 '개방적 신론' 논쟁이 세계복음주의연맹(WEA)에 참여하는 신학자들 사이에 불붙은 일이 있었다. 당시 언론 보도에 따르면 WEA의 중요한 회원 단체인 미국 복음주의 신학회는 회원 신학자들 중 약 70퍼센트의 찬성으로 '개방적 신론'에 반대하는 결의문을 통과시켰다고 한다. 이들의 입장은 다음과 같다. 성경은 하나님께서 자유적 도덕적 행위자들의 미래의 모든 결정들과 행위들을 포함하여 과거와 현재와 미래의 모든 사건들에 대한 완전하고 정확하고 무오한 지식을 가지고 계시다는 것을 분명히 가르친다고 우리는 믿는다." 개방적 신론은 하나님의 미리 아심과 기타 그의 속성들의 일부를 파괴시킨다.''
이 당시 WEA와 관련 있는 신학교인 캐나다 맥마스터 대학교에서 클락 피낙의 가르침을 받은 이들은 개방적 신론을 옹호했으나 이와 같은 인물들은 WEA 내에서 소수였다. 클릭 피낙은 하나님께서 새 지식을 얻을 때 때때로 생각을 바꾸신다고 주장했다. 이러한 주장에 대해 WCC 내 보수파, WEA 주류 인사들은 현재까지도 동의하지 않는다.
WCC가 기독교-타종교 소통 컨퍼런스를 진행했을 때 세계복음주의연맹(WEA)에서도 참여했다. 그러나 이는 타종교와 선교적 측면에서 대화를 한다는 것이지 종교다원주의가 아니다. 성경이 기반에 없는 비기독교적 종교다원주의는 세속화를 걱정하지 않는다. 그러나 WEA는 명확하게 세속화, 타종교나 무신론에 의한 기독교 박해를 걱정한다. 토마스 쉬르마허 전 WEA 사무총장은 2021년에 교회 지도자들과 함께 미국 워싱턴 DC를 방문했을 때 터키 이스탄불에 있는 아야 소피아 교회가 모스크로 개조된 것을 한탄했다. 그리고 WEA는 사우디아라비아의 종교자유 침해에 대해 미국이 나서야 한다고 촉구하기도 했다.  
이제 WEA와 다른 기독교 종파의 관계를 본격적으로 살펴볼 차례다. WEA와 가톨릭(천주교), WCC(세계교회협의회), 정교회, 오리엔트 정교회의 교류 역사를 구체적으로 살펴보면 다음과 같다.
이 교류의 역사를 말하는 데 있어서 필립 샤프를 제외할 수 없다. 필립 샤프는 세계복음주의연맹의 초창기 시절인 1800년대에 당대 최고의 신학자로 불렸으며 교회사와 관련해 방대한 양의 저서들을 남긴, 역사상 최고의 교회사 전문가로 불리는 인물이다. 한국에도 그의 교회사 전집 세트가 크리스천 다이제스트 출판사를 통하여 상당수 번역되었고 수많은 목회자, 신학자들에게 읽혔다. 그런데 이 필립 샤프는 세계복음주의연맹(당시는 복음주의 연맹, 일명 EA로 불렸다.)의 지도자 중 한 사람으로서 많은 업적을 남기기도 하였다. 그는 독일에서 신학 공부를 하고 미국에서 교회사를 오랫동안 연구한 끝에 'The Principles pf Protestantism '라는 책을 내놓았다. 이 책에서 필립 샤프는 기독교의 역사가 결국 개신교 교회가 강조하는 주관적 이성과 신앙 탐구, 천주교의 교파적 통일성이 서로 조화를 이루는 방향으로 나아가도록 이어져왔다는 견해를 내비쳤다. 이러한 견해를 바탕으로 그는 그가 활동했던 당시 시대의 미국 개신교 교회들이 지나치게 분열되어 '가톨릭적인 통합의 요소'를 필요로 함을 강조하였다. 또 개신교가 종교개혁을 하면서 잃어버린 천주교의 좋은 전통이 있다면 숙고해볼 필요성도 있음을 강조하였다. 그래서 필립 샤프는 이러한 역사의 방향을 인정하고 이를 실천적으로 적용하기 위해 우선 서로 다른 개신교 교단들을 모으고 기독교 교파 간의 대화를 활발히 전개하였다. 필립 샤프는 천주교의 교황이 교황무류성 교리를 버리고 기독교의 재통합에 나설 것을 평생 원하였다. 물론 천주교에 대한 비판적 시선도 유지하였다. 필립 샤프는 그의 교회사 전집에서 다음과 같이 말하였다. '구약의 두 가지 큰 전형적인 절기가 기독교의 부활절과 성령강림절로 전환된 것은 지극히 자연스러운 결과였다. 제2세기에 벌어졌던 유월절 논쟁들은 부활 사실 자체에 관련된 것이 아니라 부활절 날짜에 관련된 것이었으며, 서머나의 폴리카르푸스와 로마의 아니케투스는 당시 교회의 상이한 관습에 잇었던 중요하지 않은 차이로 돌렸다. 그 밖의 구약절기들의 관해서 신약성경은 아주 희미한 흔적조차 갖고 있지않다. 성탄절은 제4세기에 교회력 사상이 자연스럽게 발전하면서 일종의 연대기적 신조로서 대두되었다. 니케아 시대와 그 이후 성인들의 대한 숭배가 확산되면서 점차 마리아, 사도들, 성인들, 순교자들의 축제들이 생겼고, 마침내는 거의 모든 날이 처음에는 그냥 거룩한 날이 되었다가 나중에는 정규 축일이 되었다. 성인들이 주님의 빛을 가렸듯이 성인들의 축일이 주의 날의 빛을 가렸다.' 가톨릭에 대한 필립 샤프의 개방적 태도는 WEA가 가톨릭, 정교회,세계교회협의회(WCC)와 대화하는 방식에도 영향을 준 것으로 보인다. 다만 필립 샤프 이후의 WEA가 다른 기독교 단체들과 대화하는 방식은 필립 샤프의 방식보다는 매우 신중하며 어느 정도는 비판과 협력을 오가는 기민함을 보여주었다. 기본적으로는 1970년대 이전까지의 WEA는 지금의 WEA보다 가톨릭에 훨씬 더 엄격하게 반응한 단체였다.
1970년대에도 WEA는 동의할 수 없는 지점을 분명히 언급하며 조심스럽게 가톨릭과 교류했다. 가장 본격적인 교류는 1980년대부터 이어졌다. 1980년 3월, 세계복음주의연맹(당시는 WEA가 아니라 WEF였음) 제7차 정기총회에서 사무총장 얼드론 스코트는 가톨릭 교회 대표 두 사람을 개회식에 초대하였다. 이를 통해 복음주의 개신교 교회와 가톨릭 교회가 서로 대화를 하게 되었다. 이는 가톨릭 교회가 제2차 바티칸 공의회 회의를 통해 개신교를 형제 기독교로 인정한 것이 가장 큰 영향을 미쳤으며 여전히 개신교 복음주의자들은 동의할 수 없는 지점을 명확히 하며 대화를 이어나갔다.
1994년에 세계복음주의연맹(WEA)의 가장 중요한 회원 중 한곳인 미국복음주의협회('NAE')의 회장 존 화이트는 '복음주의자들과 천주교인들과 함께' 문서에 서명했고 천주교 내 복음적인 인사들을 환영했다. 당시 제임스 패커, 찰스 콜슨, 빌 브라이트, 리처드 마우, 프란시스 쉐퍼, 존 스토트, 오스 기니스 등 유명한 기독교 지도자들이 이 문서에 서명했다. 심지어 미국에서 가장 보수적인 교단인 남침례회의 래리 루이스, 리처드 랜드도 서명했다.
이 합의의 결과물로 네 개의 출판물이 세상에 나왔다. 첫째는 “세 번째 밀레니엄의 기독교 선교”(1994), 둘째는 “구원의 선물”(1996), 셋째는 “당신의 말씀은 진리니이다”(2002), 넷째는 “성도의 교제”(2003)이다
그러나 이 문서에 서명한 기독교 보수주의자들은 가톨릭의 모든 교리에 결코 동의하지 않았다. 특히 이 문서에 서명한 사람 중 한 사람인 제임스 패커는 종교개혁자 마르틴 루터가 외친 '오직 성경'의 원리, 청교도 중심의 신앙 고취를 기독교인의 롤모델로 제시하며 그의 여러 책들을 통해 한국의 '보수 개혁주의 장로교 신학'을 따르는 이들도 흔쾌히 동의하는 주장들을 많이 펼친 바 있다. 이는 그의 책 <하나님을 아는 지식>, <하나님의 인도> 등에서 명확히 확인할 수 있다. 오히려 가톨릭에서 중요하게 받아들이지 않는 독일 종교개혁가들, 청교도들의 '칭의'(하나님의 의롭다 하심) 교리와 조나단 에드워즈, 영국 청교도들의 신앙을 그의 모든 신앙의 기준으로 삼아 철저히 지키려 하였다. 
WEA를 비롯한 복음주의 개신교-가톨릭과의 우호적 대화에 불만을 품은 단체들인 '고백복음주의자동맹'과 '종교개혁을 위한 그리스도인 연합'이 이러한 움직임에 반대하며 자신들만의 비판 문서를 발표하기도 했다. 그러나 이 반동은 곧 같은 복음주의자 진영에서 큰 반발에 부딪쳤다. 코르넬리어스 프란팅가, 존 스택하우스, 니콜라스 월터스토프, 티모시 조지 같은 이들이 즉각적으로 이에 대해 다시 반박하였다. 이들에 의하면 '물론 가톨릭과 개신교는 차이점도 있고 이 차이점은 결코 넘어서는 안되지만' 성경, C.S 루이스 작가의 소설과 기독교 출판물들, 고전인 <그리스도를 본받아>, 고대 교회를 이끈 교부들의 이야기와 신앙 등 가톨릭과 개신교가 공감할 수 있는 요소가 꽤 있다는 것이다.
1988년~1997년의 기간 동안에는 'WEA와 로마 가톨릭의 기독교의 친목을 위한 위원회(PCPCU) 모임'이 활발히 전개되었다. 이 또한 서로간의 차이를 간섭하지 않으면서 이루어진 것이다.
1997년에 WEA와 WCC, 로마 가톨릭 교회는 예수 그리스도의 신성과 인성, 삼위일체 하나님의 속성에 동의하는 정통 기독교를 더 부흥시키는 방안, 이슬람 근본주의의 폭력에 대응할 방안을 함께 논의하였다. 종교다원주의, 기독교를 위협하는 세속주의에 대한 대응도 논의했다.
1998년 WEA와 관련있는 기독교 언론인 '크리스채너티 투데이'(한국의 크리스천투데이와는 다른 언론사[14])는 6개의 비디오 세트를 대대적으로 광고하였다. 이 세트에는 교황 요한 바오로 2세에 대한 것이 포함되어 있었다. 이는 당시 교황이 복음주의에 가까운 인물이었기 때문에 가능했던 것으로 분석되고 있다.
그리고 같은 연도에 '크리스채너티 투데이'는 로마 가톨릭의 고(故) 레이몬드 브라운 신부의 <신약 개론>을 고평가하는 글을 실었다. 이 언론은 브라운 신부에 대해 "그는 오늘날 신약학의 탁월한 종합을 제공한다"고 평가하였다. 브라운 신부는 술피스 신학교 교수로 섬겼다. 이후 1971년에 뉴욕의 유니온 신학교의 교수가 되었으며 1984년에는 WEA의 역사에서 중요한 위치를 차지하고 있는'풀러 신학교'의 교수로도 임용되었다. 이에 대해서는 각 개인마다 평가가 엇갈릴 수 있다. 분명한 것은 브라운 신부가 자유주의라는 소문은 극단적인 몇몇 인물들이 퍼트린 소문이고 그가 성경의 권위를 크게 인정했다는 사실이다. 그는 평소에 가톨릭 신부지만 교회 전통보다 성경을 훨씬 더 많이 참고하고 이를 통해 말씀을 묵상하는 것이 중요하다고 강조하였다. 요한복음의 사실성 입증에 기여했다.
2008년 김상복 할렐루야교회 전 담임목사가 아시아인 최초로 세계복음주의연맹(WEA) 사무총장으로 취임하였다. 그는 가톨릭, 세계교회협의회(WCC)와는 차이를 분명히 유지하면서도 활발하게 연대하겠다고 포부를 밝혔다. 신학자이자 목사인 김상복은 WEA, WCC, 천주교, 기타 단체들이 모이는 크리스천 포럼의 가치를 높게 평가했으며 WCC는 장점과 단점이 모두 있으므로 오히려 복음주의 기독교인들이 마음을 열고 긍정적 요소로 평가할 부분은 과감히 인정해주어야 한다고 밝혔다. 물론 동시에 WCC의 한계에 대해서도 이야기한 적이 있다.  
또 2008년에는 WEA와 WCC가 '기독교-이슬람 소통' 대회를 개최하는 것에 합의하였고 2010년에 대회를 열었다. 2007년 기독교인들에 대한 138명의 이슬람교인 학자들의 편지를 담은 ‘A Common Word’이 편찬된 이후로 세계의 기독교 단체들은 계속 이 대회에 참여해 기독교에 대해 알리고 이슬람교인들의 생각을 경청해왔다. 이는 어찌 보면 선교를 위한 타종교인 초청의 자리였다고 볼 수 있다.
가톨릭보다 보수적이고 전통적인 신학체계를 유지중인 정교회 주교들, 세계 최초 기독교 교단인 아르메니아 사도교회를 이끄는 지도자 '카톨리코스 아람 1세' 같은 인물들이 이 대회에서 적극적으로 이슬람 전도를 하기 위한 목소리를 냈다. 정교회는 소련 공산주의와 이슬람의 박해에 맞서며 버텨온 역사가 있다. 이러한 역사를 자랑스러워하는 정교회는 교리서에서 이 역사를 분명히 언급하고 있다. 정교회와 WEA는 함께 힘을 합쳐 이 대회에서 보수적 복음주의 목소리를 선명히 냈다. 이 자리에는 전세계 루터교를 대표하는 '루터교세계연맹', 전세계 감리교를 대표하는 '세계감리교협의회', 전세계 장로교와 개혁교회를 대표하는 '세계개혁교회연맹'(WCRC, WARC)도 함께하였다.
그러나 이 2008년 집회에서 이슬람교와의 공동 예배는 없었다. '집회'는 일반 강연 행사를 일컫는 말이다.
2010년에 제프 터니클래프 WEA 총재는 WCC를 방문해 이야기를 나누었고 아프리카 수단의 정치적 선거에 대해 교회들이 어떻게 평화롭게 치러질 수 있도록 도울지 논의하였다. 수단은 기독교인과 이슬람교인 간 분쟁이 있는 지역이었다. 그리고 선교에 대해서 협력을 이어가고 글로벌 크리스천 포럼을 통해 개혁교회, 가톨릭, 정교회, 오순절교회 간의 토론과 회의를 이어가기로 합의하였다. 
또 같은 해에 에딘버러 선교대회 100주년을 맞아 WEA의 제프 터니클래프 총재는 WCC, 로마 가톨릭교회와 함께 영국 에딘버러에 모였다. 터니클리프 총재는 차이를 '분명히' 인정하면서 대화가 가능한 사실이 즐겁다고 하였고 WCC 총재 울라프 트비트는 교회들이 전도와 사회참여, 환경보호를 균형있게 추구해야 한다고 강조하였다. 가톨릭 대표 피렐 주교는 가톨릭, 개신교, 정교회가 하나의 신앙을 확립할 수 있느냐는 질문에 대해 다소 부정적인 입장을 보였다. 그러면서도 대화는 의미가 있다고 밝혔다. 
같은 해에(2010년) WEA는 2013년에 열릴 WCC(세계교회협의회) 총회 준비위원회에 참여할 계획 또한 밝혔다. 
또 WCC와 WEA의 사역 방향성, 특성 등에 대한 토론회가 한국의 한국교회백주년기념관에서 열리기도 하였다. 이 자리에는 WCC에 가입한 교단에 속한 장신대, 초교파(한 교단에 매이지 않는) 성향에 가까운 전주대와 WEA에 속한 아시아신학연맹(ATA)에 가입한 아신대, 백석대(백석대는 WCC, WEA에 대하여 중립적 입장에 가까움.) 교수들이 참여하였다. 이들은 WCC, WEA에 대한 오해를 바로잡고 더 분명한 특징들을 재발견해야 함을 강조하였다.
2011년에는 제프 터니클래프 총재가 이끄는 세계복음주의연맹(WEA)과 WCC, 가톨릭이 함께 성경 증거에 대한 공동 선언을 발표하였다. 이는 성경이 하나님의 영감으로 된 책임을 함께 동의한다는 것이지 외경까지 개신교의 성경 '정경'으로 받아들인다는 것이 아니다.
그리고 다른 종교에 대해 사실이 아닌 것을 허위 비방하는 것, 억지로 개종시키는 것은 당연히 그리스도인이 지향해야 할 바가 아니다. 이것이 전도 금지로 보통 왜곡된다. 기독교 증언에 대한 공동선언 전문을 보면 방식은 부드럽게 하되 전도를 포기하면 안된다는 내용이 나타나있다. 전세계 침례교 교회의 연합체인 '침례회세계연맹'(BWA)과 한국 침례교회(기독교한국침례회 교단)는 WEA가 참여한 이 공동선언에 대하여 대체로 단점은 있으나 수용 가능하다고 밝혔다.(침례회세계연맹은 한국 침례교보다 이에 대해 더 긍정적이다.) 한국의 보수적인 신학자들도 이 공동선언에 대하여 장점이 크고 선교에 대한 원칙을 잘 정리했다고 평가하고 있다. 이들은 공동선언의 의미를 지나치게 축소하거나 왜곡하지 말아야 한다고 하였다.    
이 2011년의 '다종교 세계에서의 그리스도인 증언' 문서에서 가장 눈여겨보아야 하는 것은 바로 신자들을 하나님이 부르셨으며 선교지로 파송하셨다는 '사명'을 담아냈다는 것이다. 선언 서두에서부터 선교가 특권이고 고귀한 것임을 명시하였다. 그리고 한 사람의 변화는 믿으려는 인간의 의지가 아니라 성령에 의한 것임을 또한 명시하였다. 이뿐만 아니라 신앙이 박해받는 곳에서 그리스도인이 복음을 증거할 의무가 있음 역시 명시한 것을 확인할 수 있다. 이를 전문의 '원칙' 7번 문항에서 확인할 수 있다.
기독교 복음 전파에서 기도의 중요성은 전문 속 '지침' 6번 문항, 기독교의 주체성을 고수하는 것의 강조는 지침 3번 문항에 각각 나타나있다. 지침 5번 문항은 선교활동의 제약에 대해 정부에 당당하게 요구할 수 있는 권리에 대하여 언급하였다. 전반적으로 선교해야 하는 성경적 근거, 선교를 지혜롭게 하기 위한 방법론, 선교의 권리가 침해받는 상황에 대한 능동적 대처 등을 논하며 한 영혼을 구원하는 전도의 의미를 되새긴 문서라고 볼 수 있다.
2012년 WEA의 사무총장인 제프 터니클래프는 바티칸에서 기독교에 대한 중요한 연설을 하겠다고 공식적으로 선언하였다. 그의 발표에 앞서 WEA는 성명서를 공개하였다. 이 성명서를 통해 WEA 관계자들은 세계복음주의연맹(WEA)와 천주교, 세계교회협의회(WCC) 모두 전도에 적극적으로 나서야 한다고 강조하였다. 그는 전도하지 않는 교회와 공동체는 주님 앞에 부끄러운 공동체라고 하였다. 이들은 다음과 같이 신앙을 고백하였다. '우리가 예수님의 복음 전파의 모범을 기리고 그로부터 배우고자 할 때, 우리는 예수님의 제자라고 주장하는 모든 사람은 예수님의 권위(예수는 주님이시다!)와 그분의 은혜와 그 영향력의 폭을 모두 선포해야 한다는 것을 다시 한번 기억합니다. 이것이 선교의 충만함이며, 총체적인 복음화이며, 우리는 예수님께서 하셨듯이 이를 우선시해야 합니다 순례하는 교회는 그 본질상 선교적입니다. 성부의 작정에 따라 성자의 선교와 성령의 선교에서 교회가 기원을 찾기 때문입니다.마가복음 5장에 나오는 예수님처럼, 우리는 소외된 사람들, 여자, 남자, 어린이, 병든 사람과 가난한 사람들, 그리고 종교 지도자들 모두에게 복음을 전하라는 부르심을 받았습니다. 우리는 부르심을 받았을 뿐만 아니라, 아버지와 아들로부터 성령을 통해 하나님의 사명을 수행할 능력을 받았습니다. 따라서 복음주의자의 핵심 특징은 온 세상이 말과 행위와 인격으로 온전한 복음을 듣게 하는 것이며, 항상 그래야 합니다.'
또한 2012년에는 WCC의 중앙위원과 롤프 힐레 WEA 에큐메니컬 위원장 사이에 대담도 이루어졌다. 이 자리에서 롤프 힐레 목사는 WEA는 보수적 복음주의를 지향하며 이러한 사상을 토대로 두면서도 WCC에서 활동할 수 있음을 설명하였다. 그는 WCC도 보수적인 복음주의자들이 들어가 영적으로 깨운 측면이 있고 2013년 부산 총회는 보수적 교인들도 공감할만한 의제들이 있다고 하면서 무조건적인 배척이 능사가 아님을 강조하였다.
이러한 인터뷰를 한 롤프 힐레 박사는 성경의 오류가 없음을 완벽하게 믿는 독일 정통 신학자다. 그는 2005년에 자유주의 신학에 반대해 복음주의 신학이 성경에 기반해, 성령의 인도하심을 구하며 나아가는 '올바른 신학의 표준'임을 강조하는 강연을 했다. 이러한 그의 생각은 WCC에 대한 인터뷰 이후에도 변함이 없었다.
2012년에 있었던 WCC와 세계복음주의연맹(WEA)의 국제심포지엄에서는 두 단체의 대표들이 만나 오순절교회(신학보다 신앙체험이 더 중요한 교단이므로 에큐메니컬, 복음주의에 모두 긍정적임)를 통하여 서로가 더 가까워졌음을 확인하였다. 세계복음주의연맹 대표는 그동안 복음주의자들이 교회일치운동을 가장 중요하게 생각하는 기독교인들에 비해 사회참여에 소홀했다고 말하였으며 함께 성경 읽기 운동을 통해 WCC와 더 많은 공통점을 발견할 수 있을 것이라고 입장을 밝혔다. WCC(세계교회협의회) 대표도 이에 대해 긍정적으로 말을 받았다.
또 이 당시에는 한국에서 WCC-WEA 합동 토론회도 열렸다. 양측 대표자들이 두 단체의 대화에서 '예수 그리스도'가 중심이 되어야 한다는 결론에 도달하였다. 이 자리에서 토마스 쉬르마허 신학위원장은 WCC가 WEA의 신앙고백에 동의할 수 있다고 하면서도 복음주의만의 견해를 끝까지 고수할 것을 주장했다. 그는 '그리스도인들의 하나됨을 위해 최소한의 공통분모를 찾는 것은 자칫 새로운 사람이 하나씩 들어올 때마다 복음이 점점 더 작아지는 경향을 띨 수 있다는 것”이라고 하면서 '그러나 그것이 기독교의 진리를 약화시키고 세계선교를 포기하게 하는 것이라면, 그런 대화는 상상할 수도 없다. 그것은 기독교 자체를 포기하는 것이기 때문”이라고 분명한 입장을 밝혔다. 또 이어서 ''그리스도인에게 예수 그리스도의 복음, 하나님의 말씀에 관한 절대적인 진리들을 일시적으로나 원칙적으로 유보하라고 요구하는 대화는 바로 성서적 계시를 다른 종교들의 신념들이나 세계관들과 대등하게 놓는 것이기에 그것은 기독교의 선교활동, 그리고 기독교 자체의 본질과 조화될 수 없다”라고 덧붙였다.
한국 신학계의 대표자인 이종윤 박사는 다음과 같이 '그리스도 중심 복음'이 대화의 처음이자 끝이 되어야 한다고 밝혔다. 그에 따르면 ''지금까지 우리는 기독교의 가장 핵심적인 한 인물인 예수 그리스도와 그의 몸인 교회 공동체의 연합에 관한 것보다는 각 교파의 교리적 혹은 신학적 주제, 그리고 교회의 사회적 관심에 관한 대화에 너무 많은 시간을 할애했다”며 “따라서 WCC와 WEA는 예수 그리스도의 존재와 그 분의 사역에 관해 최우선적으로 폭넓게 대화해야 할 것”이라고 제안하였다. 이는 종교다원주의를 배격하는 입장이다.
2013년 WCC(세계교회협의회) 부산 총회가 최종적으로 개최되었을 때도 WEA(세계복음주의연맹)는 행사가 잘되길 바란다는 입장을 밝혔다. 토마스 쉬르마허 WEA 신학 위원장은(사무총장 취임 전) WCC가 채택한 선언문에 담긴 복음주의적 가치를 지지한다고 공식 입장을 표명하기도 하였다.
그리고 2013년에는 또한 WCC(세계교회협의회)에 대해 한국기독교총연합회(한기총) 일부 세력이 반대 운동을 벌인다는 논란이 일어났다. 한기총은 WCC를 반대하고 WEA 총회를 유치하려 하였다. 그러나 WEA는 이미 WCC와의 차이점을 인정하면서도 우호적으로 교류하겠다는 방침을 밝힌 상태였다. 게다가 이 한기총이 이단 단체들을 연이어 회원으로 인정하려고 한다는 논란에까지 휩싸이면서 한국교회 내에서의 분쟁은 극심해졌다. 이에 대해 WEA(세계복음주의연맹)는 우려하는 입장을 밝혔다. 한기총은 이단 옹호단체 논란을 빚은 끝에 결국 단체 자체가 여러 갈래로 나뉘고 소속 교단들이 상당수 탈퇴하기 시작했다. 결국 이 한기총의 도움과 협조를 통해 한국에서 총회를 열려고 하였던 WEA는 이러한 한국교회 분열 사태에 당황하여 한국에서의 행사 취소를 결정하였다. 이후 한기총은 WEA의 정식 회원으로서의 지위가 유명무실해졌다.(현재는 한국복음주의협의회가 사실상의 정회원) 
같은 해에 시리아 정교회가 WEA에 기독교인 박해 문제에 대해 관심을 가져주는 것에 감사하다는 입장을 밝혔다. 
2014년에는 선교와 관련해 가톨릭, WCC와 특별한 행사를 기획하였다. 같은 해에 WEA의 터니클래프 총재가 정교회 총대주교가 만나 기독교 박해에 대한 대책을 논의하였다. 
2015년에는 WEA 전 사무총장과 당시 업무를 보고 있던 사무총장이 함께 교황청으로 가 교황을 접견하여 이야기를 나누기도 하였다. 같은 해에 교황청과 세계복음주의연맹은 또한 기독교인의 구원에 대해서도 토론하였다. 여기서 세계복음주의연맹의 복음주의자들은 보수적인 구원론을 명확히 언급하기도 하였다.
세계교회협의회(WCC)도 세계복음주의연맹과 모여 회의를 하였으며 예배에 대한 공동선언을 이끌어냈다. 다만 서로간의 차이점도 명시했다. 그리고 또 같은 해인 2015년에 세계복음주의연맹(WEA) 선교지도자회의가 남아프리카공화국에서 진행되었다. 이 자리에는 WEA뿐만 아니라 WCC(세계교회협의회) 선교 관계자들도 참여해 협력방안을 논의했다. 논의가 진행되던 중 WEA 대표들은 자신들이 신앙인으로서 제대로 모범을 못보인 일들을 떠올리며 스스로 회개기도를 하기 시작했다. 이 사건은 함께 회의했던 WCC 관계자들에게 신선한 충격을 주었다고 한다. 복음의 선한 영향력을 같은 형제들에게 끼친 것이다.
2017년 세계복음주의연맹(WEA)와 WCC, 가톨릭, 정교회, 오순절교회(세계오순절동맹)가 모여 그리스도인의 화합에 대해서 논했다. 여기서도 서로간의 차이는 '명확히' 인정한 상태로 대화하였다.
WEA와 WCC, 가톨릭은 이 당시 '글로벌 크리스천 포럼'(GCF)을 통해 서로 하나님을 만난 계기를 나누었고 함께 핍박받는 크리스천들을 보호하자는 결단을 하였다.
2019년 WEA는 Vitaly Vlasenko 박사를 러시아 정교회 대사로 임명하였다. Vitaly Vlasenko 박사는 러시아 복음주의 교회 위원회 의장을 2005년부터 2012년까지 역임했다. 복음주의 개신교 교회 지도자들과 러시아 정교회 지도자들은 하나님 안에서 서로 차이를 인정하면서 대화하기로 하였다. 
2021년에는 WEA가 기존에 가톨릭보다 서로 더 관계가 좋았었던 그리스 정교회, 기타 정교회 교회들과의 관계를 강화하기로 하였다. WEA와 그리스 정교회는 보수적인 기독교 신앙에 대한 일치점이 상당히 있음을, 기독교 복음에 대한 각종 위협에 있어서 서로 힘을 합쳐 맞서고 이에 더 적극적으로 대응할 수 있음을 확인하였다. 
2023년 세계복음주의연맹(WEA) 사무총장이 바티칸에서 에큐메니컬 기도회에 참여했다. 이 자리에는 루터교세계연맹, 전세계 감리교를 대표하는 세계감리교협의회, 순복음 계열 교회들을 대표하는 세계오순절협회, 전세계 침례교를 대표하는 침례회세계연맹 등 20개의 개신교 단체 대표자들도 함께했다. 이 일이 WEA 내 찬성파와 반대파 간 논쟁을 불러왔다. 현재 세계복음주의연맹 내에는 교회일치운동에 긍정적인 세력과 부정적인 세력의 입장차가 존재한다.
2024년 11월 11일 세계복음주의연맹(WEA), 세계교회협의회(WCC), 기타 기독교 단체들이 협력하여 아르메니아 인근 지역에서 아르메니아 기독교인들을 함부로 대하는 아제르바이잔 군인들의 행태를 규탄하는 성명을 발표하였다. 
2025년 세계복음주의연맹(WEA) 관계자들은 프란치스코(교황)이 겸손한 기독교 지도자였으며 좋은 친구였다고 그의 죽음을 애도하였으며 새 교황의 선교적 열정에 대해 기대한다는 메시지를 내놓았다.  
'글로벌 크리스천 포럼'(GCF)에서도 WEA, WCC, 로마 가톨릭 교회는 지속적으로 모였다. 글로벌 크리스천 포럼은 서로 다른 견해를 중심으로 토론을 이어가지 '공통된 합의'를 강요하지 않는다.
예를 들면 2007년 케냐 리무루 글로벌 크리스천 포럼에서 가톨릭, 개신교, 정교회, WEA, WCC, 오순절교회 세계연합기구 등이 모두 모였으며 이후 몇년 후에 WEA와 WCC의 새로 취임한 총무가 별도로 만나기도 하였다. 글로벌 크리스천 포럼은 2010년대, 2020년대 모두 더 많은 교단과 단체들이 참가하여 활동을 이어나갔다.
WCC는 WEA뿐만 아니라 더 다양한 'WCC에 가입하지 않은 교회들'과 '차이'를 그대로 인정하면서 대화를 하기 위하여 '글로벌 크리스천 포럼'(GCF)을 1990년대 말부터 지금까지 이어오고 있다. 매 4년마다 1번씩 모이는 것이 특징이다. 1998년 콘라드 라이저 WCC 총무의 제안으로 시작되었으며 오순절교회, 독립 신생교회, 기존 개신교 교회들, 천주교, 정교회를 모두 아우르는 대화의 장을 정기적으로 마련하여 소통을 지속하고 있는 중이다. 2000년 상설위원회가 만들어졌고 2002년 풀러신학교에서 60개 교단이 처음 모였다. 이후 2004~2006년에 아프리타와 유럽과 아시아 등 대륙별로 자문포럼이 만들어져 활성화되었다. 2012년 인도네시아 회의 때는 300개 이상의 교단이 모였다. . 현재까지 WEA(세계복음주의연맹), WCC(세계교회협의회), 세계오순절협의회(PWF), 로마 가톨릭 네 단체가 이 운동을 이끌어오고 있다. 중요한 사실은 이 포럼에 모인 교회 지도자들이 무조건적인 일치가 아니라 각자의 고유한 신앙관을 침해하지 않은 상태로 대화한다는 것이다.
WEA는 고대 교회의 교리 논쟁에서 합성론(이단인 단성론과 다름)을 주장하면서 분리되어 나간 오리엔트 정교회에 대해서도 전체적으로는 호의적으로 대하고 있다.  이들이 중동 지역 등에서 이슬람교 근본주의 세력에 의해 받고 있는 박해에 대해 적극적으로 대응중이다.
세계복음주의연맹에 간접적으로 관여하고 있는 대한예수교장로회(백석) 기관지에서도 호의적으로 보도하고 있다. 오늘날 여러 세계적인 신학자들은 칼케돈 공의회에서 정죄된 오리엔트 정교회가 단지 단어 해석의 미세한 차이로 인해 정죄되었으며 재평가될 여지가 있다고 본다. 이에 따르면 이들의 교리인 '합성론'은 신성과 인성을 균형잡히게 강조한 것이고 서방교회와 표면적 언어의 차이만 있다.     
오늘날 가톨릭, 여러 개신교 교단들과 오리엔트 정교회는 화해를 이루었다. 이미 세계 최대의 개신교 교단 '성공회', 'WCRC'(전세계 정통 장로교와 개혁주의 교단들의 모임)는 오리엔트 정교회가 정통임을 인정하고 있다. 오랜 대화 끝에 마침내 개신교 교단들과 오리엔트 정교회 사이에는 교리적 측면에서의 공통점을 인정하는 합의문이 작성되었다.
WEA(세계복음주의연맹)는 콥트 정교회, 시리아 정교회 같은 오리엔트 정교회에 속한 기독교 종파에 대하여 대체로 '순교당하는 불쌍한 그리스도인들', '고대 교회의 원형을 간직한 교회'로 인식하고 있는 중이다.
그러나 WEA 측에서는 천주교, 정교회, 오리엔트 정교회, WCC와 교류할 때 교리에 있어서는 공통점을 확인하면서도 여전히 신중한 입장을 지키고 있다. 다른 종교와의 소통은 훨씬 더 조심스러우면서 비타협적인 대화 선에서 끝난다. 이는 다음 기사에서 확인할 수 있다.    
이단, 사이비와의 대화는 단호히 반대하고 있다. 이단성 논란이 있었던 장재형(크리스천투데이를 만들었고 미국 뉴스위크지를 인수했었음) 목사의 이력이 알려지자 연관성이 있었던 북미위원회를 해산하고 교류를 단절하는 조치를 취하였다. 장재형 목사는 북미위원회 이사를 10년 이상 했었다.  
세계복음주의연맹 본부를 아예 장재형 목사가 세운 교단인 '올리벳성회'로부터 먼 곳으로 옮기기까지 했다. 반면 한국 3대 정통 개신교 연합기구인 한국교회연합은 세계복음주의연맹에서 교류를 단절한 '올리벳성회'를 회원으로 받아들였다.[16]
세계복음주의연맹은 여호와의 증인, 모르몬교 같은 기독교 분파도 정통 기독교라고 생각하지 않기 때문에 교류하지 않는다.

## 세계복음주의연맹과 이슬람교 간의 관계
세계복음주의연맹은 이슬람교에 대해서는 가톨릭, 정교회와 달리 명백히 타종교임을 인식하면서 공공선 증진을 위하여, 선교적 영역 확대를 위하여 대화를 지속해왔다. 2021년 세계복음주의연맹(WEA)는 인도네시아 이슬람 울라마협회(EA)와 우호 증진 및 합법적 선교를 자유롭게 하는 방안에 대한 협약을 체결하였다. 이슬람 국가 카타르와도 우호적 관계를 형성해 교회를 건설하고 선교를 합법적으로 허가받을 수 있었다. 이를 통해 기독교 목회자들의 안전한 선교가 가능해지는 길이 열리게 되었다. 그리고 사무엘 창과 같은 세계복음주의연맹(WEA) 내 고위급 지도자들은 이슬람 장로위원회와 함께 전쟁 반대, 환경 보호, 반종교적 폭력 반대, 종교 자유 증진의 사안들에서 협력을 강화하기로 합의하기도 하였다. 이러한 합의는 종교다원주의에 의거한 것이 아니라 타종교와의 우호적 관계 속 복음 전파를 유용하게 하기 위한 합의들이었다고 선교학계의 몇몇 학자들은 주장하고 있다. 
토마스 쉬르머허 전 WEA 사무총장은 단체 내에서 이슬람교와의 대화 및 선교에 힘써온 가장 대표적인 인물이다. 토마스 쉬르마허가 가톨릭 주교회의의 일원인 것뿐만 아니라 유대교 랍비가 세운 종교자유 보호 단체에 가입한 것, 이슬람이맘공회(GCI)에게 '우리는 만군의 주께서 최고의 방법으로 그의 피조물과 그를 섬기는 우리에게 복주실 것을 요청합니다 '라는 찬사를 받은 것도 충분히 비판의 대상으로 보일 수는 있다. 이슬람 이맘들은 토마스 쉬르마허 대주교의 유용한 통찰에 대해 기대한다고, 그의 취임을 축하한다고 밝혔다. 그리고 쉬르마허가 다양한 단체에서 명예로운 학위들,칭호들을 수여받은 것, 종교의 자유에 대한 옹호 활동을 학술적으로 해오면서 70개국 이상에 그가 속한 성공회 계통 기독교 교단의 영향력을 확대해온 사실을 높이 평가하였다.이러한 표면적 모습만 본다면 종교다원주의로 충준히 오해할 수 있다. 그러나 이를 자세히 분석하면 다소 과장된 측면이 있음을 발견할 수 있다. 우선 유대교 랍비가 세운 단체는 유대교 단체가 아니라 종교의 자유 옹호를 전문적으로 지지하고 이를 위한 활동을 하는 단체다. 이 단체는 설립자의 종교를 지지하는 행위를 하지 않으며 종교적 중립지대에 위치하여 각 종교에 대한 박해와 자유 위축을 감시, 지적하고 시정할 방안을 발표하는 곳이다. 그리고 이슬람이맘공회의 이맘들은 이웃종교인으로서 토마스 쉬르마허를 칭찬한 것일 뿐이다. 이슬람 이맘들은 토마스 쉬르마허 대주교의 기독교계에서의 활동을 통해 얻은 성과들, 다른 종교에 대한 공격적이지 않은 태도를 높이 평가한 것이다. 그리스도인은 타종교인들에게 전도를 하더라도 공격적으로 해서는 안되며 예의를 갖추어야 한다. 상대에 대한 이해와 배려가 결여된 주장은 설득력을 얻을 수 없다. 이는 오히려 복음 전파의 장애물이 된다. 이에 대해 세계적인 칼빈주의 신학자인 리처드 마우가 그의 저서 <무레한 기독교>에서 상세히 짚어냈다. 그리고 이슬람 이맘들이 '프란치스코(교황)'가 개신교에서 가장 좋아하는 사람'으로서 쉬르마허를 언급한 것도 문제삼는 이들이 있다. 이에 대해 다시 한 번 말하자면 쉬르마허가 성공회 계열 교단의 신학자, 종교 자유 전문가임을 기억해야 한다는 지적이 잇따르고 있다. 이 교단은 가톨릭을 같은 그리스도인으로 인식하고 있으며 타종교와는 대화를 활발히 한다. 그러나 타종교에 대해 기독교와 같은 진리는 아니라는 인식을 가지고 있는 성공회 성직자, 신자들이 성공회 내에서 다수를 차지하고 있다. 따라서 토마스 쉬르마허의 행보, 그의 교단만을 보고 종교다원주의라고 섣불리 공격하기는 어렵다. 그리고 이슬람 이맘들의 신앙관에 토마스 귀르머허가 찬동하고 이를 자신의 신앙 체계의 일부로 수용한 것도 아니다. 오히려 토마스 쉬르마허 대주교는 성경이 다른 종교의 경전들과 차별화되는 지점을 잘 알고 있으며 자신의 스승을 따라 종교다원주의적 대화는 있을 수 없다고 강하게 천명하였다. 이를 인터뷰뿐만 아니라 그의 논문에서 밝히기도 하였다. 따라서 타종교 혹은 다른 그리스도교 종파와의 신중한 대화를 무조건적인 수용으로 왜곡하면 안된다는 주장이 학계와 교회 현장에서 제기되고 있다.
크리스티네 쉬르마허도 이슬람에 대한 선교 및 대화에 앞장섰다. WEA와 독일 본대학교, 튀빙겐 대학교에서 이슬람학을 연구한 전문가인 크리스틴 쉬르마허는 128명의 이슬람 학자가 기독교인들에게 보낸 편지에 대해 응답했으며 복음주의 기독교의 입장을 수많은 이슬람 국가들을 여행하며 전하였다. 크리스틴 쉬르마허는 독일 개신교 교회(EKD)의 회원이자 독일 인권연구소 관계자로서 이슬람-기독교의 대화에 기여하였다. 이러한 '선교를 목적으로 한' 노력은 복음 선교의 진전으로 결실을 맺었다. 인도네시아 최대 이슬람 단체 NU(Nahdlatul Ulama)는 WEA와 협약을 맺어 기독교 전도를 인정하였다. 그리고 기독교인들과 친구가 되는 동시에 서로 경쟁하며 나아갈 수 있음을 확인하였다. 인도네시아에서 5000만명이 회원인 이 이슬람 공식 단체는 자신들의 입장을 완화해 기독교가 복음을 어디서나 전할 수 있다는 사실을 드디어 수용하게 된 것이다.

## 미래 방향과 과제
2025년 세계복음주의연맹 서울 총회 개최를 둘러싼 갈등 이전에도 2013년 WCC 부산 총회를 놓고 한국 기독교계에서 큰 갈등이 일어났었다. 이 당시 진보 기독교계에 맞서 보수적인 기독교계는 세계복음주의연맹 총회 유치를 서둘렀지만 결국 한국교회의 갈등에 실망한 세계 복음주의자들이 서울 총회를 취소하는 사태에 이르렀다.이러한 갈등의 반복에 대해 소모적인 정죄보다는 비판적 입장을 견지한 상생, 토론 문화 활성화로 나아가야 한다는 목소리도 있다. 분열의 악순환을 막아야 세상에서 교회가 예수 그리스도가 명한 빛과 소금의 역할을 잘 감당할 수 있다는 것이다. 
기독교인에게 가장 중요한 것은 기독교의 복음을 믿고 그리스도를 닮아가는 삶을 사는 것이지 바리새인적인 파당 싸움이 기독교의 핵심이 아니다.
이 사안에 대하여 비판하는 입장, 찬성하는 입장 모두 노력이 필요하다. WEA도 단체 내부에 잘못된 성향을 가진 인사가 있다면 제대로 조사하고 치리해야 신뢰를 얻을 수 있다. 이미 WEA는 이단성 의혹이 있었던 한국계 교회 지도자를 방출한 적이 있다. 이 방출 과정에서 꽤 시간이 소요되었지만 적절한 대처로 평가받고 있다.
현재까지 굿윌 샤나는 자신이 신사도운동을 하지 않았다고 밝히고 있으며 목사이자 신학자인 김상복도 이에 대해 언론을 통해 만나서 직접 신사도운동가가 아님을 확인했다고 밝혔다. 2025년 6월에 WEA 조직위원회는 추가적으로 굿윌 샤나에 대해 광신대 김호욱 교수, 한국기독교총연합회가 새롭게 제기한 비판에 대해 반박하는 장문의 입장문을 발표하였다. WEA도 단체 차원에서 직접 해명에 나섰고 인과관계를 설명하였다.  이에 대해 여전히 갑론을박이 벌어지고 있다.
보수 기독교 교계는 무조건적으로 WEA를 배척하거나 타도하자고 할 것이 아니라 우선 논란이 되는 극소수 인물들을 치리하기 위한 WEA 조직위원회에 참여해 문제점을 조사할 WEA 외부 신학자들의 판단을 존중해야 한다. 이 조직위원회에서 신학적 검증에 힘쓰게 된 신학자들 중에는 한국 교계에서 이미 존경받고 있는 신학자들도 포함되어 있다. 이들이 대거 투입되어 검증에 나서는 것이다. 따라서 침착함과 신뢰가 일정 부분 요구된다.
상당수의 학자들과 교계 지도자들은 WEA와의 교류 자체를 반대하지는 않는다. 오히려 한국교회가 주도적으로 이런 단체를 인도해야 할 책임이 제안되고 있다. 현재의 한국교회는 WEA라는 세계적인 연합단체에 대하여 성경적 관점을 제공하고 협력해야 할 것이다. 그럼에도 불구하고 신학적으로 문제를 보이는 것으로 의심받고 있는 기구내 소수의 인물들과 어떻게 대화하고 그들을 설득해서 복음주의의 정체성을 회복해야 할 것인지 고민해야 한다는 의견들이 현재 제시되고 있다. 이는 매우 중요한 과제이며 우려되는 과제이기도 하다. 분명한 것은 WEA가 WCC보다는 성경의 권위와 예수 구원의 유일성을 확실히 강조하는 기구라는 것이다. 이것을 희망으로 생각하는 신학자와 목회자들도 다수 있다. WEA에 대해 문제를 제기하는 단체와 인물들은 이러한 현황에 대하여 인식할 필요성이 있다. 
사실 문제를 제기한 단체와 인물들의 지적이 사회적 공론화에 도움을 준 측면도 있다. 따라서 세계복음주의연맹(WEA) 찬성 입장에서 의견을 피력하는 이들과 WEA 관계자들도 외부의 날선 비판에 대해 귀를 닫을 것이 아니라 귀담아 듣고 쇄신할 부분이 있다면 쇄신해야 한다.
정부 부처에 문제있는 인사, 정책들이 있다고 하여 그 정부 부처를 폐지하거나 반대운동을 벌이는 것은 비효율적인 일이다. 그러나 최대한 고쳐쓰기 위한 노력은 훨씬 효율적이다. 앞서 살펴본 것처럼 WEA를 반대하는 조직인 한국기독교총연합회에는 신사도 운동 논란, 다른 이단성 논란이 있는 단체들이 참여했었다. 지금까지도 논란이 이어지고 있다. 그러나 그렇다고 하여 한국기독교총연합회(한기총)을 폭파하거나 철저하 고립시켜야만 하는 것은 아니다. 이 조직 안에는 분명 건전한 신학적 성향의 교단들과 선교단체, 목회자들도 상당수 참여하고 있다. 이들이 단체가 올바른 방향으로 나아갈 수 있도록 적극적으로 움직이면 되는 것이다.
극소수 '의혹이 있는 인물'에 대한 검증 결과가 나오기까지 소요되는 시간을 기다리면서 기독교 교계는 보다 더 건설적인 단체로서의 WEA를 만들어갈 방도를 고민하고 철저히 신학적으로 변질된 단체, 인물이 발생하지 않도록 예방에 힘쓰는 것이 급선무다. 다양한 교회 제도 개선과 정통 신앙 확립을 위한 교회내 프로그램 개발을 서둘러야 한다. 이를 통해 빛으로 어둠을 파훼할 수 있을 것이다.
다행히 조직의 리더십을 둘러싼 논란은 논란의 중심에 섰던 인물인 굿윌 샤나가 퇴장하고 전통적인 침례교 교단의 지도자이자 아랍 기독교계의 잘 알려진 인물인 보투르스 만수스가 사무총장에 선임되면서 어느 정도 해소되었다. 
아울러 WEA에 참여하는 복음주의자들이 WCC에도 참여해 복음주의의 목소리를 비판적으로 내고 있다는 사실도 기억해야 할 것이다.
이뿐만 아니라 궁극적인 패러다임의 전환이 요구된다. 교회는 이단 문제 이외의 사안에서 신학적 다양성을 용인할 수 있냐 없냐의 문제를 두고 격론할 때에 조금 더 포용의 용기를 낼 필요가 있다. 교회간의 화합을 위한 소통, 경청에 힘써야 한다. 유대인식 하브루타 토론 문화 도입이 한국교회 안에서 시급하다. 다양성을 존중하는 것이 반드시 항복, 배도를 의미하는 것은 아니다. 이에 대한 성경적, 신학적 이해가 요구된다. 한국교회와 신학자, 성도들은 그리스도인의 화합을 최우선 과제로 삼아야 한다. 신학적 견해의 차이를 존중하는 태도가 최우선이며 다름에 대한 이해를 향상시키기 위한 대화를 지속적으로 해야 한다. 이를 통해 기독교 보편교회 안에서 다양한 정통 기독교인들 간의 화합, 통일성을 지향할 의무가 있음을 한국교회의 지도자들은 인식해야 할 것이다.
교회와 신학계, 성도들은 예수 그리스도를 따르는 사람들다운 관용을 베풀어야 한다. 예수의 사랑은 잔인한 철권통치가 아니라 하나님 나라의 지배를 이땅에 평화롭게 전하도록 사람들을 일깨우는 류의 사랑이었다. 교회의 모든 학문적 논의와 갈등 해소는 신약성경에 그 기반을 두어야 한다. 신약성경은 충격적일 정도로 관대한 용서와 사랑을 담고 있다. 다음과 같은 성경 구절이 오늘날 교회에 요구된다. '온유한 자는 복이 있나니 그들이 땅을 기업으로 받을 것임이요'(마태복음 5: 5) 이뿐만 아니라 에베소서 4장에 나타나는 그리스도 안에서의 일치, 하나된 교회는 기독교인들이 추구해야 할 사역의 방향성을 명확히 드러내고 있음을 유념해야 한다.
초대 교회에서 널리 읽혔던 문헌인 디다케는 '이웃 사랑'이 생명의 길이라고 명시하였다. 그리스도를 주요 교회의 머리라고 고백하는 자들의 공동체인 교회는 그리스도의 사랑을 본받아 겸손하게 낮은 위치에서 다른 이들과 의견을 나누어야 한다. 이 바탕 위에서 각자 고유한 견해를 피력할 때에 비로소 사회적으로 영향을 미칠 수 있을 것이다. 기독교인의 강한 힘은 칼끝에서 비롯되는 폭력, 정죄와는 거리가 멀다. 기독교인의 진정한 성장은 끊임없이 스스로를 비판하고 고치는 정신, 타인에게서 배울 것을 배우며 부족한 부분을 채워나가는 것으로부터 비롯된다. 그리스도의 몸으로 비유되는 공동체인 교회는 비폭력적 대화를 최우선 가치로 삼고 함께 어우러져야 한다. 이것이 기독교인들에게 주어진 예수 그리스도의 최고 계명인 사랑을 잃지 않는 최선의 길이다.

## 모인 장소들
- 1951 Amsterdam (Woudschoten), Netherlands, August 4–11
- 1953 Clarens, Switzerland, July 27–31
- 1956 Rhode Island, United States, August 27–31
- 1962 Hong Kong, April 25 – May 2
- 1968 Lausanne, Switzerland, May 4–10
- 1974 Château d'Oex, Switzerland, July 25–29
- 1980 London (Hoddesdon) England, UK, March 24–28
- 1986 Singapore, June 23–27
- 1992 Manila, Philippines, June 21–26
- 1997 Abbotsford, British Columbia, Canada, May 8–15
- 2001 Kuala Lumpur, Malaysia, May 4–10
- 2008 Pattaya, Thailand, October 25–30
- 2014 Seoul, South Korea, [canceled][30]
- 2019 Jakarta, Indonesia, November 7–14
- 2025 서울, 대한민국 예정

## 리더들
1951년 이후 리더들
- Roy Cattell( 영국 ) 및 J. Elwin Wright(미국) 공동 비서(1951–1953)
- AJ Dain( 영국 ) 및 J. Elwin Wright(미국) 공동 비서(1953–1958)
- 프레드 페리스(Fred Ferris ) ( 미국 ), 국제 비서, 미국(1958–1962)
- Gilbert Kirby( 영국 ), 국제 사무국장(1962–1966)
- 데니스 클라크( 캐나다 ), 국제 사무국장(1966-1970)
- Gordon Landreth( 영국 ), 임시 국제 비서(1970–1971)
- 클라이드 테일러(Clyde Taylor) ( 미국 ), 국제 사무국장(1971–1975)
- 월드론 스콧( 미국 ), 사무총장(1975–1980)
- 웨이드 코긴스( 미국 ), 임시 사무총장(1981)
- David M. Howard( 미국 ), 국제 이사(1982-1992)
- Agustin Vencer( 필리핀 ), 국제 이사(1992-2001)
- 게리 에드먼즈( 미국 ), 사무총장(2002-2004)
- Geoff Tunnicliffe ( 캐나다 , 사무총장 (2005-2014)
- Efraim Tendero ( 필리핀 ), 사무총장 (2015-2021)
- 토마스 쉬르마허 (Germany), Secretary General (2021–2024)
- 굿윌 샤나 (WEA 의장)
- 보투르스 만수스(2025~)

## 같이 보기
- 유럽복음주의연맹
- 토마스 쉬르마허
- 프랑크 힝켈만
- 굿윌 샤나
- 2025 WEA서울총회 조직위원회
- 세계 교회 협의회
- 제1차 세계복음화국제대회
- 한국기독교교회협의회(NCCK)
- 에큐메니컬 운동
- CBS기독교방송
- 한국기독교총연합회
- 신복음주의
- 한국복음주의협의회
- 한국교회

## 참고문헌

### 국내 문헌
- 박응규, "세계복음주의연맹(WEA)의 설립 배경과 과정에 대한 역사-신학적 고찰", 복음과 선교 제55권 제3호 2021.9 165 - 210 (46page)
- 정원래, "WEA와 한국교회", 神學指南 제86권 제2집(통권 제339호)2019.6 109 - 137 (29page).
- 라영환, "세계복음주의연맹의 신학적 입장에 관한 연구", 神學指南 제86권 제2집(통권 제339호)2019.6 139 - 166 (28page).
- 고훈, "한국 복음주의 교회 내 세계복음주의연맹(WEA) 논쟁에 대한 이해와 ACTS 신학공관의 관점을 통한 성찰과 제언", ACTS 신학저널 제48권 2021.1 237 - 280 (44page).
- 김요섭, "세계복음주의연맹(WEA)의 역사와 활동", 神學指南 제86권 제2집(통권 제339호)2019.6 81 - 108 (28page).
- 문병호, "WEA 신복음주의 신학과 에큐메니칼 활동 비판: WCC에 편승하여 로마 가톨릭과 신학적 일치를 추구하고 포용주의, 혼합주의, 다원주의로 나아감", 神學指南 제88권 제2집(통권 제347호)2021.6 53 - 117 (65page).
- 성남용, "한국교회의 WEA 논쟁과 지향해야 할 과제들", 神學指南 제86권 제3집(통권 제340호) 2019.9 129 - 166 (38page)
- 방연상, "세계교회협의회(WCC)와 세계복음주의연맹(WEA) 그리고 한국교회", 기독교사상 2013년 11월호(통권 제659호)2013.11 36 - 42.
- 문병호, <WEA 신복음주의 신학과 에큐메니칼 활동 비판> (솔로몬: 2021)

### 해외문헌
- R.C. Cizik, “World Evangelical Fellowship”, Dictionary of Christianity in America, ed. D. G. Reid (Downers Grove, IL, USA: InterVarsity Press, 1990) 1175.
- J. W. Ewing, Goodly Fellowship: A Centenary Tribute to the Life and Work of the World Evangelical Alliance 1846-1946, (London: Marshall, Morgan and Scott, Ltd., 1946).
- W. H. Fuller, People of the Mandate: The Story of the World Evangelical Fellowship, (Grand Rapids, Mich., USA: Baker Book House, 1996).
- K. Hylson-Smith, “Evangelicals”, Encyclopedia of Christianity, ed. J. Bowden, ed. (Oxford, England: Oxford University Press, 2005) 436-438.
- D. M. Howard, The Dream that Would Not Die: the birth and growth of the World Evangelical Fellowship 1846-1985, (Exeter, England: The Paternoster Press, 1986).
- idem. Conversation by author with Howard, August 15, 2006.
- WEA archives. http://www.wheaton.edu/bgc/archives/GUIDES/338.htm, accessed August 12, 2006:
- WEA Internet Site http://www.worldevangelicalalliance.com/, accessed August 12, 2006
- Written by William D. Taylor, Ph.D., Senior Mentor, WEA Mission Commission
- “Global Dictionary of Theology,” Edited by Wiliam A. Dyrness and Veli-Matti Karkkainen, InterVarsity Press. 2008